# Lista conducătorilor de stat în anul 2022
Lista conducătorilor de stat în anul 2022 se bazează pe Lista statelor lumii și pe Lista de teritorii dependente, așa cum sunt ele cunoscute de la 1 ianuarie pâna la 31 decembrie 2022. 
Lista principală numără, în anul 2022, 193 state membre în cadrul ONU. Listele adiționale conțin:  State independente recunoscute parțial de comunitatea internațională, State independente nerecunoscute, Teritorii independente de facto,  Entități cu statut apropiat de cel de stat, Territorii nesuverane, autonome sau cu administrație specială și Guverne alternative și / sau în exil .
Șefii executivului statelor suverane sunt în principal șefii de stat și șefii de guvern:
- Un șef de stat este o persoană fizică, uneori  juridică, care reprezintă simbolic continuitatea și legitimitatea statului. Lui îi sunt rezervate în mod tradițional diverse funcții: reprezentarea externă, promulgarea legilor, nominalizarea titularilor unor funcții publice la nivel înalt. În funcție de stat el poate fi cel mai important deținător al puterii executive sau doar să personalizeze puterea supremă exercitată în numele lui de alte personalități politice.
- Un șef de guvern este o persoană fizică care deține primul sau al doilea rol executiv (conform tipului de regim politic) și se află în fruntea guvernului adică a  totalității miniștrilor sau secretarilor de stat însărcinați cu responsabilități executive.

În cazul teritoriilor autonome și a altor colectivități nesuverane, adică dependente de un stat suveran, titlurile șefului executiv local sunt diferite: prefect, bailiff, guvernator, președinte, etc.

## State independente recunoscute cvasigeneral
| Statul                                                                               | Funcția                                                                    | Numele                                                                                                  | Începând cu                           |
| ------------------------------------------------------------------------------------ | -------------------------------------------------------------------------- | --- | ------------------------------------- |
| Afganistan (vezi și : §14)                                                           | Conducător al Emiratului                                                   | mawlawi Hibatullah Akhundzada Emir (comandant al credincioșilor) al talibanilor] (șef de stat de facto) | 15 august 2021                        |
| Afganistan (vezi și : §14)                                                           | Prim-ministru                                                              | mullah Mohammad Hassan Akhund (interimar)                                                               | 7 septembrie 2021                     |
| Africa de Sud · (vezi și : §12)                                                      | Președinte al Republicii                                                   | Cyril Ramaphosa                                                                                         | 14 februarie 2018                     |
| Albania                                                                              | Președinți ai Republicii (succesivi)                                       | Bajram Begaj                                                                                            | 24 iulie 2022                         |
| Albania                                                                              | Președinți ai Republicii (succesivi)                                       | Ilir Meta                                                                                               | 24 iulie 2017                         |
| Albania                                                                              | Prim-ministru                                                              | Edi Rama                                                                                                | 15 septembrie 2013                    |
| Algeria                                                                              | Președinte al Republicii                                                   | Abdelmadjid Tebboune ,                                                                                  | 19 decembrie 2019                     |
| Algeria                                                                              | Prim-ministru                                                              | Aymen Benabderrahmane                                                                                   | 30 iunie 2021                         |
| Andorra                                                                              | Coprinț episcopal                                                          | Joan Enric Vives Sicília                                                                                | 12 mai 2003                           |
| Andorra                                                                              | Coprinț francez                                                            | Emmanuel Macron                                                                                         | 14 mai 2017                           |
| Andorra                                                                              | Reprezentant personal al coprințului episcopal                             | Josep Maria Mauri                                                                                       | 20 iulie 2012                         |
| Andorra                                                                              | Reprezentant personal al coprințului francez                               | Patrick Strzoda                                                                                         | 15 mai 2017                           |
| Andorra                                                                              | Șef al guvernului                                                          | Xavier Espot Zamora                                                                                     | 19 mai 2019                           |
| Angola                                                                               | Președinte al Republicii                                                   | João Lourenço                                                                                           | 26 septembrie 2017                    |
| Antigua și Barbuda · (vezi și:§12)                                                   | Monarhi (succesivi)                                                        | Charles al III-lea (rege)                                                                               | 8 septembrie 2022                     |
| Antigua și Barbuda · (vezi și:§12)                                                   | Monarhi (succesivi)                                                        | Elisabeta a II-a (regină)                                                                               | 1 noiembrie 1981                      |
| Antigua și Barbuda · (vezi și:§12)                                                   | Guvernator general                                                         | sir Rodney Williams                                                                                     | 14 august 2014                        |
| Antigua și Barbuda · (vezi și:§12)                                                   | Prim-ministru                                                              | Gaston Browne                                                                                           | 13 iunie 2014                         |
| Arabia Saudită                                                                       | Rege                                                                       | Salman                                                                                                  | 23 ianuarie 2015                      |
| Arabia Saudită                                                                       | Președinte al Consiliului de Miniștri                                      | Salman                                                                                                  | 23 ianuarie 2015                      |
| Arabia Saudită                                                                       | Prim ministru                                                              | Mohammad bin Salman Al Saud                                                                             | 27 septembrie 2022                    |
| Argentina · (vezi și: §12)                                                           | Președinte al Națiunii                                                     | Alberto Fernández                                                                                       | 10 decembrie 2019                     |
| Argentina · (vezi și: §12)                                                           | Șef al cabinetului                                                         | Juan Luis Manzur                                                                                        | 20 septembrie 2021                    |
| Armenia                                                                              | Președinți ai Republicii (succesivi)                                       | Vahagn Khachaturyan                                                                                     | 13 martie 2022                        |
| Armenia                                                                              | Președinți ai Republicii (succesivi)                                       | Alen Simonyan (interimar)                                                                               | 4 februarie 2022                      |
| Armenia                                                                              | Președinți ai Republicii (succesivi)                                       | Armen Sarkissian                                                                                        | 9 aprilie 2018                        |
| Armenia                                                                              | Prim-minstru                                                               | Nikol Pashinyan ,                                                                                       | 8 mai 2018                            |
| Australia · (vezi și: §5)                                                            | Monarhi (succesivi)                                                        | Charles al III-lea (rege)                                                                               | 8 septembrie 2022                     |
| Australia · (vezi și: §5)                                                            | Monarhi (succesivi)                                                        | Elisabeta a II-a (regină)                                                                               | 6 februarie 1952                      |
| Australia · (vezi și: §5)                                                            | Guvernator general                                                         | David Hurley                                                                                            | 1 iulie 2019                          |
| Australia · (vezi și: §5)                                                            | Prim-miniștri (succesivi)                                                  | Anthony Albanese                                                                                        | 23 mai 2022                           |
| Australia · (vezi și: §5)                                                            | Prim-miniștri (succesivi)                                                  | Scott Morrison                                                                                          | 24 august 2018                        |
| Austria                                                                              | Președinte federal al Republicii                                           | Alexander Van der Bellen                                                                                | 26 ianuarie 2017                      |
| Austria                                                                              | Cancelar federal                                                           | Karl Nehammer                                                                                           | 6 decembrie 2021                      |
| Azerbaidjan · (vezi și: §3 și §12)                                                   | Președinte al Republicii                                                   | Ilham Aliyev ,                                                                                          | 15 octombrie 2003                     |
| Azerbaidjan · (vezi și: §3 și §12)                                                   | Prim-ministru                                                              | Ali Asadov                                                                                              | 8 octombrie 2019                      |
| Bahamas                                                                              | Monarhi (succesivi)                                                        | Charles al III-lea (rege)                                                                               | 8 septembrie 2022                     |
| Bahamas                                                                              | Monarhi (succesivi)                                                        | Elisabeta a II-a (regină)                                                                               | 10 iulie 1973                         |
| Bahamas                                                                              | Guvernator general                                                         | sir Cornelius A. Smith                                                                                  | 28 iunie 2019                         |
| Bahamas                                                                              | Prim-ministru                                                              | Philip Davis                                                                                            | 17 septembrie 2021                    |
| Bahrain                                                                              | Rege                                                                       | șeic Hamad bin Isa al Khalifa                                                                           | 6 martie 1999                         |
| Bahrain                                                                              | Prim-ministru (ministru președinte)                                        | șeic Salman bin Hamad al Khalifa                                                                        | 11 noiembrie 2020                     |
| Bangladesh                                                                           | Președinte al Republicii                                                   | Abdul Hamid                                                                                             | 20 martie 2013                        |
| Bangladesh                                                                           | Prim-ministru                                                              | șeica Hasina Wazed ,                                                                                    | 6 ianuarie 2009                       |
| Barbados                                                                             | Președintă                                                                 | dame Sandra Mason                                                                                       | 30 noiembrie 2021                     |
| Barbados                                                                             | Prim-ministru                                                              | Mia Mottley                                                                                             | 25 mai 2018                           |
| Belarus (vezi și : §14)                                                              | Președinte                                                                 | Aleksandr Lukașenko                                                                                     | 20 iulie 1994                         |
| Belarus (vezi și : §14)                                                              | Prim-ministru                                                              | Roman Golovchenko                                                                                       | 4 iunie 2020                          |
| Belgia                                                                               | Rege (al belgienilor)                                                      | Filip                                                                                                   | 21 iulie 2013                         |
| Belgia                                                                               | Prim-ministru                                                              | Alexander De Croo                                                                                       | 1 octombrie 2020                      |
| Belize                                                                               | Monarhi (succesivi)                                                        | Charles al III-lea (rege)                                                                               | 8 septembrie 2022                     |
| Belize                                                                               | Monarhi (succesivi)                                                        | Elisabeta a II-a (regină)                                                                               | 21 septembrie 1981                    |
| Belize                                                                               | Guvernatoare generalǎ                                                      | dame Froyla Tzalam                                                                                      | 27 mai 2021                           |
| Belize                                                                               | Prim-ministru                                                              | Johnny Briceño                                                                                          | 12 noiembrie 2020                     |
| Benin                                                                                | Președinte al Republicii                                                   | Patrice Talon                                                                                           | 6 aprilie 2016                        |
| Bhutan                                                                               | Rege                                                                       | Jigme Khesar Namgyel Wangchuck                                                                          | 14 decembrie 2006                     |
| Bhutan                                                                               | Prim-ministru (lyonchen)                                                   | lyonchen Lotay Tshering                                                                                 | 7 noiembrie 2018                      |
| Birmania · (vezi și : §14)                                                           | Președinte al Consiliului Administrativ al Statului                        | Min Aung Hlaing ,                                                                                       | 2 februarie 2021                      |
| Birmania · (vezi și : §14)                                                           | Președinte al Republicii                                                   | Myint Swe , (interimar) (corevendicator ȋncepȃnd cu 2 martie 2021)                                      | 1 februarie 2021                      |
| Birmania · (vezi și : §14)                                                           | Prim-ministru                                                              | Min Aung Hlaing , (corevendicator ȋncepȃnd cu 1 august 2021)                                            | 1 august 2021                         |
| Bolivia                                                                              | Președinte constituțional al statului plurinațional                        | Luis Arce                                                                                               | 8 noiembrie 2020                      |
| Bosnia și Herzegovina                                                                | Președinți ai Consiliului Prezidențial (succesivi)                         | Željka Cvijanović                                                                                       | 16 noiembrie 2022                     |
| Bosnia și Herzegovina                                                                | Președinți ai Consiliului Prezidențial (succesivi)                         | Šefik Džaferović                                                                                        | 20 martie 2022                        |
| Bosnia și Herzegovina                                                                | Președinți ai Consiliului Prezidențial (succesivi)                         | Željko Komšić                                                                                           | 20 iulie 2021                         |
| Bosnia și Herzegovina                                                                | Președinte al Consiliului de Miniștri                                      | Zoran Tegeltija                                                                                         | 5 decembrie 2019                      |
| Bosnia și Herzegovina                                                                | Înalt reprezentant internațional                                           | Christian Schmidt (Germania)                                                                            | 1 august 2021                         |
| Botswana                                                                             | Președinte al Republicii                                                   | Mokgweetsi Masisi                                                                                       | 1 aprilie 2018                        |
| Brazilia · (vezi și : §12)                                                           | Președinți ai Republicii federale                                          | Hamilton Mourão , (interimar)                                                                           | 30 decembrie 2022 - 31 decembrie 2022 |
| Brazilia · (vezi și : §12)                                                           | Președinți ai Republicii federale                                          | Jair Bolsonaro                                                                                          | 1 ianuarie 2019                       |
| Brunei                                                                               | Sultan [și suveran (Yang Di Pertuan)]                                      | sir Hassanal Bolkiah                                                                                    | 5 octombrie 1967                      |
| Brunei                                                                               | Prim-ministru                                                              | sir Hassanal Bolkiah                                                                                    | 1 ianuarie 1984                       |
| Bulgaria                                                                             | Președinte al Republicii                                                   | Rumen Radev                                                                                             | 22 ianuarie 2017                      |
| Bulgaria                                                                             | Prim-miniștri (miniștri președinți) (succesivi)                            | Galab Donev (interimar)                                                                                 | 2 august 2022                         |
| Bulgaria                                                                             | Prim-miniștri (miniștri președinți) (succesivi)                            | Kiril Petkov                                                                                            | 13 decembrie 2021                     |
| Burkina Faso                                                                         | Președinți ai Mișcării Patriotice pentru Salvare și Restaurare (succesivi) | Ibrahim Traoré , (corevendicator din 30 septembrie 2022 până în 2 octombrie 2022)                       | 30 septembrie 2022                    |
| Paul-Henri Sandaogo Damiba ,                                                         | Președinți ai Mișcării Patriotice pentru Salvare și Restaurare (succesivi) | 24 ianuarie 2022 - 2 octombrie 2022                                                                     |                                       |
| Președinți ai Faso (Republicii) (succesivi)                                          | Ibrahim Traoré , (de tranziție)                                            | 5 octombrie 2022                                                                                        |                                       |
| Președinți ai Faso (Republicii) (succesivi)                                          | funcție vacantă                                                            | 30 septembrie 2022                                                                                      |                                       |
| Președinți ai Faso (Republicii) (succesivi)                                          | Paul-Henri Sandaogo Damiba . (de tranziție)                                | 16 februarie 2022                                                                                       |                                       |
| Președinți ai Faso (Republicii) (succesivi)                                          | Roch Marc Christian Kaboré                                                 | 29 decembrie 2015                                                                                       |                                       |
| Prim-miniștri (succesivi)                                                            | Apollinaire Joachim Kyélem de Tambèla (de tranziție)                       | 21 octombrie 2022                                                                                       |                                       |
| Prim-miniștri (succesivi)                                                            | funcție vacantă                                                            | 30 septembrie 2022                                                                                      |                                       |
| Prim-miniștri (succesivi)                                                            | Albert Ouédraogo (interimar)                                               | 3 martie 2022                                                                                           |                                       |
| Prim-miniștri (succesivi)                                                            | funcție vacantă                                                            | 24 ianuarie 2022                                                                                        |                                       |
| Prim-miniștri (succesivi)                                                            | Lassina Zerbo                                                              | 10 decembrie 2021                                                                                       |                                       |
| Burundi                                                                              | Președinte al Republicii                                                   | Évariste Ndayishimiye                                                                                   | 18 iunie 2020                         |
| Burundi                                                                              | Prim-miniștri (succesivi)                                                  | Gervais Ndirakobuca                                                                                     | 7 septembrie 2022                     |
| Burundi                                                                              | Prim-miniștri (succesivi)                                                  | Alain-Guillaume Bunyoni                                                                                 | 24 iunie 2020                         |
| Cambodgia                                                                            | Rege                                                                       | Norodom Sihamoni                                                                                        | 29 octombrie 2004                     |
| Cambodgia                                                                            | Prim-ministru                                                              | samdech Hun Sen                                                                                         | 31 decembrie 1984                     |
| Camerun                                                                              | Președinte al Republicii                                                   | Paul Biya                                                                                               | 6 noiembrie 1982                      |
| Camerun                                                                              | Prim-ministru                                                              | Joseph Dion Ngute                                                                                       | 4 ianuarie 2019                       |
| Canada                                                                               | Monarhi (succesivi)                                                        | Charles al III-lea (rege)                                                                               | 8 septembrie 2022                     |
| Canada                                                                               | Monarhi (succesivi)                                                        | Elisabeta a II-a (regină)                                                                               | 6 februarie 1952                      |
| Canada                                                                               | Guvernatoare generalǎ                                                      | Mary Simon                                                                                              | 26 iulie 2021                         |
| Canada                                                                               | Prim-ministru                                                              | Justin Trudeau                                                                                          | 4 noiembrie 2015                      |
| Capul Verde                                                                          | Președinte al Republicii                                                   | José Maria Neves                                                                                        | 6 noiembrie 2021                      |
| Capul Verde                                                                          | Prim-ministru                                                              | Ulisses Correia e Silva                                                                                 | 22 aprilie 2016                       |
| Cehia                                                                                | Președinte al Republicii                                                   | Miloš Zeman                                                                                             | 7 martie 2013                         |
| Cehia                                                                                | Prim-ministru (președinte al Guvernului)                                   | Petr Fiala                                                                                              | 17 decembrie 2021                     |
| Centrafricană, Republica                                                             | Președinte al Republicii                                                   | Faustin-Archange Touadéra                                                                               | 30 martie 2016                        |
| Centrafricană, Republica                                                             | Prim-miniștri (succesivi)                                                  | Félix Moloua                                                                                            | 9 februarie 2022                      |
| Centrafricană, Republica                                                             | Prim-miniștri (succesivi)                                                  | Henri-Marie Dondra                                                                                      | 15 iunie 2021                         |
| Chile · (vezi și : §12)                                                              | Președinți ai Republicii (succesivi)                                       | Gabriel Boric                                                                                           | 11 martie 2022                        |
| Chile · (vezi și : §12)                                                              | Președinți ai Republicii (succesivi)                                       | Sebastián Piñera                                                                                        | 11 martie 2018                        |
| China (vezi și : §2, §12 și §14)                                                     | Secretar general al Partidului Comunist Chinez                             | Xi Jinping                                                                                              | 15 noiembrie 2012                     |
| China (vezi și : §2, §12 și §14)                                                     | Președinte al Republicii                                                   | Xi Jinping                                                                                              | 14 martie 2013                        |
| China (vezi și : §2, §12 și §14)                                                     | Premier al Consiliului de stat                                             | Li Keqiang                                                                                              | 16 martie 2013                        |
| Ciad                                                                                 | Președinți ai Consiliului Militar de Tranziție                             | funcție desființată                                                                                     | 8 octombrie 2022                      |
| Ciad                                                                                 | Președinți ai Consiliului Militar de Tranziție                             | Mahamat Déby Itno ,                                                                                     | 20 aprilie 2021                       |
| Ciad                                                                                 | Președinte al Republicii                                                   | Mahamat Déby Itno , (de tranziție)                                                                      | 21 aprilie 2021                       |
| Ciad                                                                                 | Prim-miniștri                                                              | Saleh Kebzabo (de tranziție)                                                                            | 13 octombrie 2022                     |
| Ciad                                                                                 | Prim-miniștri                                                              | Albert Pahimi Padacké (interimar)                                                                       | 26 aprilie 2021                       |
| Cipru · (vezi și : §2)                                                               | Președinte al Republicii                                                   | Nicos Anastasiades                                                                                      | 28 februarie 2013                     |
| Coasta de Fildeș                                                                     | Președinte al Republicii                                                   | Alassane Ouattara ,                                                                                     | 4 decembrie 2010                      |
| Coasta de Fildeș                                                                     | Prim-ministru                                                              | Patrick Achi                                                                                            | 8 martie 2021                         |
| Columbia · (vezi și: §12)                                                            | Președinți ai Republicii (succesivi)                                       | Gustavo Petro                                                                                           | 7 august 2022                         |
| Columbia · (vezi și: §12)                                                            | Președinți ai Republicii (succesivi)                                       | Iván Duque Márquez                                                                                      | 1 august 2018                         |
| Comore                                                                               | Președinte al Uniunii                                                      | Azali Assoumani ,                                                                                       | 26 mai 2016                           |
| Congo, Republica                                                                     | Președinte al Republicii                                                   | Denis Sassou-Nguesso ,                                                                                  | 25 octombrie 1997                     |
| Congo, Republica                                                                     | Prim-ministru                                                              | Anatole Collinet Makosso                                                                                | 18 mai 2021                           |
| Congo, Republica Democrată                                                           | Președinte al Republicii                                                   | Félix Tshisekedi                                                                                        | 24 ianuarie 2019                      |
| Congo, Republica Democrată                                                           | Prim-ministru                                                              | Jean-Michel Sama Lukonde                                                                                | 27 aprilie 2021                       |
| Coreea, Republica                                                                    | Președinți ai Republicii (succesivi)                                       | Yoon Suk-yeol                                                                                           | 10 mai 2022                           |
| Coreea, Republica                                                                    | Președinți ai Republicii (succesivi)                                       | Moon Jae-in                                                                                             | 10 mai 2017                           |
| Coreea, Republica                                                                    | Prim-miniștri (succesivi)                                                  | Han Duck-soo                                                                                            | 21 mai 2022                           |
| Coreea, Republica                                                                    | Prim-miniștri (succesivi)                                                  | Choo Kyung-ho (interimar)                                                                               | 12 mai 2022                           |
| Coreea, Republica                                                                    | Prim-miniștri (succesivi)                                                  | Kim Boo-kyum                                                                                            | 14 mai 2021                           |
| Coreeană, R.P.D.                                                                     | Lider suprem                                                               | Kim Jong-un ,                                                                                           | 29 decembrie 2011                     |
| Coreeană, R.P.D.                                                                     | Secretar general al Partidului Muncii din Coreea                           | Kim Jong-un ,                                                                                           | 10 ianuarie 2021                      |
| Coreeană, R.P.D.                                                                     | Președinte al Afacerilor de Stat ,                                         | Kim Jong-un , .                                                                                         | februarie 2021                        |
| Coreeană, R.P.D.                                                                     | Președinte al Comitetului Permanent al Adunării Populare Supreme ,         | Choe Ryong-hae                                                                                          | februarie 2021                        |
| Coreeană, R.P.D.                                                                     | Premier al Cabinetului                                                     | Kim Tok-hun                                                                                             | 13 august 2020                        |
| Costa Rica                                                                           | Președinți ai Republicii (succesivi)                                       | Rodrigo Chaves Robles                                                                                   | 8 mai 2022                            |
| Costa Rica                                                                           | Președinți ai Republicii (succesivi)                                       | Carlos Alvarado                                                                                         | 8 mai 2018                            |
| Croația                                                                              | Președinte al Republicii                                                   | Zoran Milanović                                                                                         | 18 februarie 2020                     |
| Croația                                                                              | Prim-ministru (președinte al Guvernului)                                   | Andrej Plenković                                                                                        | 19 octombrie 2016                     |
| Cuba                                                                                 | Prim secretar al Partidului Comunist Cubanez                               | Miguel Díaz-Canel                                                                                       | 19 aprilie 2021                       |
| Cuba                                                                                 | Președinte al Republicii                                                   | Miguel Díaz-Canel ,                                                                                     | 10 octombrie 2019                     |
| Cuba                                                                                 | Prim-ministru                                                              | Manuel Marrero Cruz                                                                                     | 21 decembrie 2019                     |
| Danemarca · (vezi și : §12)                                                          | Regină                                                                     | Margareta a II-a                                                                                        | 14 ianuarie 1972                      |
| Danemarca · (vezi și : §12)                                                          | Prim-ministru (ministru de stat)                                           | Mette Frederiksen                                                                                       | 27 iunie 2019                         |
| Djibouti                                                                             | Președinte al Republicii                                                   | Ismail Omar Guelleh                                                                                     | 8 mai 1999                            |
| Djibouti                                                                             | Prim-ministru                                                              | Abdoulkader Kamil Mohamed                                                                               | 1 aprilie 2013                        |
| Dominica                                                                             | Președinte al Commonwealth-ului                                            | Charles Savarin                                                                                         | 2 septembrie 2013                     |
| Dominica                                                                             | Prim-ministru                                                              | Roosevelt Skerrit                                                                                       | 8 ianuarie 2004                       |
| Dominicană, Republica                                                                | Președinte al Republicii                                                   | Luis Abinader                                                                                           | 16 august 2020                        |
| Ecuador · (vezi și §12)                                                              | Președinte constituțional al Republicii                                    | Guillermo Lasso                                                                                         | 24 mai 2021                           |
| Egipt                                                                                | Președinte al Republicii                                                   | Abdel Fattah el-Sisi                                                                                    | 8 iulie 2014                          |
| Egipt                                                                                | Prim-ministru (președinte al Consiliului de Miniștri)                      | Moustafa Madbouly ,                                                                                     | 7 iunie 2018                          |
| El Salvador                                                                          | Președinte al Republicii                                                   | Nayib Bukele                                                                                            | 1 iunie 2019                          |
| Elveția                                                                              | Președinte al Confederației                                                | Ignazio Cassis                                                                                          | 1 ianuarie 2022                       |
| Emiratele Arabe Unite                                                                | Președinți (succesivi)                                                     | șeic Mohammed bin Zayed al Nahyan                                                                       | 14 mai 2022                           |
| Emiratele Arabe Unite                                                                | Președinți (succesivi)                                                     | Mohammed bin Rashid Al-Maktoum (interimar) ,                                                            | 13 mai 2022                           |
| Emiratele Arabe Unite                                                                | Președinți (succesivi)                                                     | șeic Khalifa bin Zayed Al Nahyan                                                                        | 3 noiembrie 2004                      |
| Emiratele Arabe Unite                                                                | Prim-ministru (președinte al Consiliului de Miniștri)                      | șeic Mohammed ben Rachid Al Maktoum ,                                                                   | 5 ianuarie 2006                       |
| Eritreea                                                                             | Președinte al Statului                                                     | Issayas Afewerki                                                                                        | 24 mai 1993                           |
| Estonia · (vezi și : §14)                                                            | Președinte al Republicii                                                   | Alar Karis                                                                                              | 11 octombrie 2021                     |
| Estonia · (vezi și : §14)                                                            | Prim-ministru (ministru șef)                                               | Kaja Kallas                                                                                             | 26 ianuarie 2021                      |
| Eswatini                                                                             | Șef al statului [rege (iNgwenyama)]                                        | Mswati al III-lea                                                                                       | 25 aprilie 1986                       |
| Eswatini                                                                             | Prim-ministru (Ndvunankhulu)                                               | Cleopas Dlamini                                                                                         | 16 iulie 2021                         |
| Etiopia                                                                              | Președintă a Republicii                                                    | Sahlework Zewde                                                                                         | 25 octombrie 2018                     |
| Etiopia                                                                              | Prim-ministru                                                              | Abiy Ahmed Ali                                                                                          | 2 aprilie 2018                        |
| Fiji                                                                                 | Președinte al Republicii                                                   | ratu Wiliame Katonivere                                                                                 | 12 noiembrie 2021                     |
| Fiji                                                                                 | Prim-miniștri (succesivi)                                                  | Sitiveni Rabuka                                                                                         | 24 decembrie 2022                     |
| Fiji                                                                                 | Prim-miniștri (succesivi)                                                  | Aiyaz Sayed-Khaiyum (interimar)                                                                         | 15 ianuarie 2022 - 1 martie 2022      |
| Fiji                                                                                 | Prim-miniștri (succesivi)                                                  | Inia Batikoto Seruiratu (interimar)                                                                     | 9? ianuarie 2022 - 15 ianuarie 2022   |
| Fiji                                                                                 | Prim-miniștri (succesivi)                                                  | Frank Bainimarama ,                                                                                     | 11 aprilie 2009                       |
| Filipine · (vezi și : §12)                                                           | Președinți ai Republicii (succesivi)                                       | Bongbong Marcos                                                                                         | 30 iunie 2022                         |
| Filipine · (vezi și : §12)                                                           | Președinți ai Republicii (succesivi)                                       | Rodrigo Duterte                                                                                         | 30 iunie 2016                         |
| Finlanda · (vezi și : §12)                                                           | Președinte al Republicii                                                   | Sauli Niinistö                                                                                          | 1 martie 2012                         |
| Finlanda · (vezi și : §12)                                                           | Prim ministru (ministru șef)                                               | Sanna Marin                                                                                             | 10 decembrie 2019                     |
| Franța · (vezi și : §7)                                                              | Președinte al Republicii                                                   | Emmanuel Macron                                                                                         | 14 mai 2017                           |
| Franța · (vezi și : §7)                                                              | Prim-miniștri (succesivi)                                                  | Élisabeth Borne                                                                                         | 16 mai 2022                           |
| Franța · (vezi și : §7)                                                              | Prim-miniștri (succesivi)                                                  | Jean Castex                                                                                             | 3 iulie 2020                          |
| Gabon                                                                                | Președinte al Republicii                                                   | Ali Bongo Ondimba ,                                                                                     | 16 octombrie 2009                     |
| Gabon                                                                                | Prim-ministru                                                              | Rose Christiane Raponda                                                                                 | 16 iulie 2020                         |
| Gambia                                                                               | Președinte al Republicii                                                   | Adama Barrow ,                                                                                          | 19 ianuarie 2017                      |
| Georgia · (vezi și : §2, §12 și §14)                                                 | Președintǎ                                                                 | Salome Zurabishvili                                                                                     | 16 decembrie 2018                     |
| Georgia · (vezi și : §2, §12 și §14)                                                 | Prim-ministru                                                              | Irakli Garibashvili                                                                                     | 22 februarie 2021                     |
| Germania                                                                             | Președinte federal                                                         | Frank-Walter Steinmeier                                                                                 | 19 martie 2017                        |
| Germania                                                                             | Cancelar federal                                                           | Olaf Scholz                                                                                             | 8 decembrie 2021                      |
| Ghana                                                                                | Președinte al Republicii                                                   | Nana Akufo-Addo                                                                                         | 7 ianuarue 2017                       |
| Grecia · (vezi și : §12)                                                             | Președintǎ a Republicii                                                    | Ekaterini Sakellaropoulou                                                                               | 13 martie 2020                        |
| Grecia · (vezi și : §12)                                                             | Prim-ministru                                                              | Kyriakos Mitsotakis                                                                                     | 8 iulie 2019                          |
| Grenada · (vezi și : §12)                                                            | Monarhi (succesivi)                                                        | Charles al III-lea (rege)                                                                               | 8 septembrie 2022                     |
| Grenada · (vezi și : §12)                                                            | Monarhi (succesivi)                                                        | Elisabeta a II-a (regină)                                                                               | 7 februarie 1974                      |
| Grenada · (vezi și : §12)                                                            | Guvernatoare generală                                                      | dame Cécile La Grenade                                                                                  | 7 aprilie 2013                        |
| Grenada · (vezi și : §12)                                                            | Prim-miniștri (succesivi)                                                  | Dickon Mitchell                                                                                         | 24 iunie 2022                         |
| Grenada · (vezi și : §12)                                                            | Prim-miniștri (succesivi)                                                  | Keith Mitchell                                                                                          | 20 februarie 2013                     |
| Guatemala                                                                            | Președinte al Republicii                                                   | Alejandro Giammattei                                                                                    | 14 ianuarie 2020                      |
| Guineea                                                                              | Președinte al Comitetului Național pentru Reconciliere și Dezvoltare       | Mamady Doumbouya                                                                                        | 5 septembrie 2021                     |
| Guineea                                                                              | Președinte al Republicii                                                   | Mamady Doumbouya (interimar)                                                                            | 17 septembrie 2021                    |
| Guineea                                                                              | Prim-miniștri (succesivi)                                                  | Bernard Goumou                                                                                          | 16 iulie 2022                         |
| Guineea                                                                              | Prim-miniștri (succesivi)                                                  | Mohamed Béavogui                                                                                        | 6 octombrie 2021 - 20 august 2022     |
| Guineea-Bissau                                                                       | Președinte al Republicii                                                   | Umaro Sissoco Embaló ,                                                                                  | 27 februarie 2020                     |
| Guineea-Bissau                                                                       | Prim-ministru                                                              | Nuno Gomes Nabiam                                                                                       | 28 februarie 2020                     |
| Guineea Ecuatorială                                                                  | Președinte al Republicii                                                   | Teodoro Obiang Nguema Mbasogo ,                                                                         | 3 august 1979                         |
| Guineea Ecuatorială                                                                  | Prim-ministru                                                              | Francisco Pascual Obama Asue                                                                            | 23 iunie 2016                         |
| Guyana                                                                               | Președinte al Republicii                                                   | Irfaan Ali                                                                                              | 2 august 2020                         |
| Guyana                                                                               | Prim-ministru                                                              | Mark Phillips                                                                                           | 2 august 2020                         |
| Haiti                                                                                | Președinte al Republicii                                                   | Ariel Henry , (interimar)                                                                               | 20 iulie 2021                         |
| Haiti                                                                                | Prim-ministru                                                              | Ariel Henry , (interimar)                                                                               | 9 iulie 2021                          |
| Honduras                                                                             | Președinți ai Republicii (succesivi)                                       | Xiomara Castro                                                                                          | 27 ianuarie 2022                      |
| Honduras                                                                             | Președinți ai Republicii (succesivi)                                       | Juan Orlando Hernández                                                                                  | 27 ianuarie 2014                      |
| India · (vezi și : §2)                                                               | Președinți ai Republicii (succesivi)                                       | Droupadi Murmu                                                                                          | 25 iulie 2022                         |
| India · (vezi și : §2)                                                               | Președinți ai Republicii (succesivi)                                       | Ram Nath Kovind                                                                                         | 25 iulie 2017                         |
| India · (vezi și : §2)                                                               | Prim-ministru                                                              | Narendra Modi                                                                                           | 26 mai 2014                           |
| Indonezia · (vezi și : §14)                                                          | Președinte al Republicii                                                   | Joko Widodo                                                                                             | 20 octombrie 2014                     |
| Iordania                                                                             | Rege                                                                       | Abdullah al II-lea                                                                                      | 7 februarie 1999                      |
| Iordania                                                                             | Prim-ministru (ministru președinte)                                        | Bisher Al-Khasawneh                                                                                     | 20 octombrie 2020                     |
| Irak · (vezi și : §12)                                                               | Președinți ai Republicii (succesivi)                                       | Abdul Latif Rașid                                                                                       | 13 octombrie 2022                     |
| Irak · (vezi și : §12)                                                               | Președinți ai Republicii (succesivi)                                       | Barham Salih                                                                                            | 2 octombrie 2018                      |
| Irak · (vezi și : §12)                                                               | Prim-miniștri (miniștri președinți) (succesivi)                            | Mohammed Șia al-Sudani                                                                                  | 27 octombrie 2022                     |
| Irak · (vezi și : §12)                                                               | Prim-miniștri (miniștri președinți) (succesivi)                            | Mustafa Al-Kadhimi                                                                                      | 2 mai 2020                            |
| Iran                                                                                 | Lider suprem                                                               | ayatollah Ali Khamenei                                                                                  | 4 iunie 1989                          |
| Iran                                                                                 | Președinte al Republicii                                                   | sayyid Ebrahim Raisi                                                                                    | 3 august 2021                         |
| Irlanda                                                                              | Președinte                                                                 | Michael D. Higgins                                                                                      | 11 noiembrie 2011                     |
| Irlanda                                                                              | Prim-miniștri (taoisigh) (succesivi)                                       | Leo Varadkar                                                                                            | 17 decembrie 2022                     |
| Irlanda                                                                              | Prim-miniștri (taoisigh) (succesivi)                                       | Micheál Martin                                                                                          | 27 iunie 2020                         |
| Islanda                                                                              | Președinte                                                                 | Guðni Th. Jóhannesson                                                                                   | 1 august 2016                         |
| Islanda                                                                              | Prim-ministru (ministru președinte)                                        | Katrín Jakobsdóttir                                                                                     | 30 noiembrie 2017                     |
| Israel · (vezi și : §2)                                                              | Președinte al Statului                                                     | Itzhak Herzog                                                                                           | 7 iulie 2021                          |
| Israel · (vezi și : §2)                                                              | Prim-miniștri (șefi ai guvernului) (succesivi)                             | Benjamin Netanyahu                                                                                      | 26 decembrie 2022                     |
| Israel · (vezi și : §2)                                                              | Prim-miniștri (șefi ai guvernului) (succesivi)                             | Yair Lapid                                                                                              | 1 iulie 2022                          |
| Israel · (vezi și : §2)                                                              | Prim-miniștri (șefi ai guvernului) (succesivi)                             | Naftali Bennett                                                                                         | 13 iunie 2021                         |
| Italia                                                                               | Președinte al Republicii                                                   | Sergio Mattarella                                                                                       | 3 februarie 2015                      |
| Italia                                                                               | Președinți ai Consiliului de Miniștri (succesivi)                          | Giorgia Meloni                                                                                          | 22 octombrie 2022                     |
| Italia                                                                               | Președinți ai Consiliului de Miniștri (succesivi)                          | Mario Draghi                                                                                            | 13 februarie 2021                     |
| Jamaica                                                                              | Monarhi (succesivi)                                                        | Charles al III-lea (rege)                                                                               | 8 septembrie 2022                     |
| Jamaica                                                                              | Monarhi (succesivi)                                                        | Elisabeta a II-a (regină)                                                                               | 6 august 1962                         |
| Jamaica                                                                              | Guvernator general                                                         | sir Patrick Allen                                                                                       | 26 februarie 2009                     |
| Jamaica                                                                              | Prim-ministru                                                              | Andrew Holness                                                                                          | 3 martie 2016                         |
| Japonia                                                                              | Împărat                                                                    | Naruhito                                                                                                | 1 mai 2019                            |
| Japonia                                                                              | Prim-ministru                                                              | Fumio Kishida                                                                                           | 4 octombrie 2021                      |
| Kazahstan                                                                            | Președinte al Republicii                                                   | Kassym-Jomart Tokayev                                                                                   | 20 martie 2019                        |
| Kazahstan                                                                            | Prim-miniștri (succesivi)                                                  | Alihan Smaiylov                                                                                         | 5 ianuarie 2022                       |
| Kazahstan                                                                            | Prim-miniștri (succesivi)                                                  | Askar Mamin                                                                                             | 21 februarie 2019                     |
| Kârgâzstan                                                                           | Președinte al Republicii                                                   | Sadâr Japarov                                                                                           | 27 ianuarie 2021                      |
| Kârgâzstan                                                                           | Președinte al Cabinetului de miniștri                                      | Adîlbek Japarov                                                                                         | 12 octombrie 2021                     |
| Kenya                                                                                | Președinți ai Republicii (succesivi)                                       | William Ruto                                                                                            | 13 septembrie 2022                    |
| Kenya                                                                                | Președinți ai Republicii (succesivi)                                       | Uhuru Kenyatta                                                                                          | 9 aprilie 2013                        |
| Kenya                                                                                | Prim secretar al Cabinetului                                               | Musalia Mudavadi                                                                                        | 27 octombrie 2022                     |
| Kiribati                                                                             | Președinte al Republicii                                                   | Taneti Maamau                                                                                           | 11 martie 2016                        |
| Kuweit                                                                               | Emir                                                                       | șeic Nawaf Al-Ahmad Al-Jaber Al-Sabah                                                                   | 30 septembriee 2020                   |
| Kuweit                                                                               | Prim-miniștri (miniștri președinți) (succesivi)                            | șeic Ahmad Al-Nawaf Al-Ahmad Al-Jaber Al-Sabah                                                          | 24 iulie 2022                         |
| Kuweit                                                                               | Prim-miniștri (miniștri președinți) (succesivi)                            | șeic Sabah Al-Khalid Al-Sabah                                                                           | 14 noiembrie 2019                     |
| Laos                                                                                 | Secretar general al Partidului Popular Revoluționar Laoțian                | Thongloun Sisoulith                                                                                     | 15 ianuarie 2021                      |
| Laos                                                                                 | Președinte al Republicii                                                   | Thongloun Sisoulith ,                                                                                   | 22 martie 2021                        |
| Laos                                                                                 | Prim-miniștri (succesivi)                                                  | Sonexay Siphandone                                                                                      | 30 decembrie 2022                     |
| Laos                                                                                 | Prim-miniștri (succesivi)                                                  | Phankham Viphavanh                                                                                      | 22 martie 2021                        |
| Lesotho                                                                              | Rege (Marena)                                                              | Letsie al III-lea                                                                                       | 7 februarie 1996                      |
| Lesotho                                                                              | Prim-miniștri (Tona-Kholo) (succesivi)                                     | Sam Matekane                                                                                            | 20 octombrie 2022                     |
| Lesotho                                                                              | Prim-miniștri (Tona-Kholo) (succesivi)                                     | Moeketsi Majoro                                                                                         | 20 mai 2020                           |
| Letonia                                                                              | Președinte al Republicii                                                   | Egils Levits                                                                                            | 8 iulie 2019                          |
| Letonia                                                                              | Prim-ministru (ministru președinte)                                        | Arturs Krišjānis Kariņš                                                                                 | 23 ianuarie 2019                      |
| Liban                                                                                | Președinți ai Republicii (succesivi)                                       | Najib Mikati , (interimar)                                                                              | 31 octombrie 2022                     |
| Liban                                                                                | Președinți ai Republicii (succesivi)                                       | Michel Aoun                                                                                             | 31 octombrie 2016                     |
| Liban                                                                                | Președinte al Consiliului de Miniștri                                      | Najib Mikati , m (interimar)                                                                            | 10 septembrie 2021                    |
| Liberia                                                                              | Președinte al Republicii                                                   | George Weah                                                                                             | 22 ianuarie 2018                      |
| Libia · (vezi și : §14)                                                              | Președinte al Consiliului Prezidențial                                     | Mohammed Al-Menfi                                                                                       | 10 martie 2021                        |
| Libia · (vezi și : §14)                                                              | Prim-ministru (ministru președinte)                                        | Abdul Hamid Dbeibeh (Guvernul de Unitate Națională) (corevendicator ȋncepȃnd cu 3 martie 2022)          | 15 martie 2021                        |
| Liechtenstein                                                                        | Prinți suverani                                                            | Alois (regent)                                                                                          | 15 august 2004                        |
| Liechtenstein                                                                        | Prinți suverani                                                            | Hans Adam al II-lea . (prinț suveran)                                                                   | 13 noiembrie 1989                     |
| Liechtenstein                                                                        | Șef al guvernului                                                          | Daniel Risch                                                                                            | 25 martie 2021                        |
| Lituania                                                                             | Președinte al Republicii                                                   | Gitanas Nausėda                                                                                         | 12 iulie 2019                         |
| Lituania                                                                             | Prim-ministru (ministru președinte)                                        | Ingrida Šimonytė                                                                                        | 11 decembrie 2020                     |
| Luxemburg                                                                            | Mare duce                                                                  | Henric                                                                                                  | 7 octombrie 2000                      |
| Luxemburg                                                                            | Prim ministru                                                              | Xavier Bettel                                                                                           | 4 decembrie 2013                      |
| Macedonia de Nord                                                                    | Președinte al Republicii                                                   | Stevo Pendarovski                                                                                       | 12 mai 2019                           |
| Macedonia de Nord                                                                    | Prim-miniștri (președinți ai guvernului) (succesivi)                       | Dimitar Kovačevski                                                                                      | 16 ianuarie 2022                      |
| Macedonia de Nord                                                                    | Prim-miniștri (președinți ai guvernului) (succesivi)                       | Zoran Zaev                                                                                              | 30 august 2020                        |
| Madagascar                                                                           | Președinte al Republicii                                                   | Andry Rajoelina                                                                                         | 18 ianuarie 2019                      |
| Madagascar                                                                           | Prim-ministru                                                              | Christian Ntsay                                                                                         | 6 iunie 2018                          |
| Malaezia                                                                             | Șef de stat (Yang di-Pertuan Agong)                                        | Abdullah Shah                                                                                           | 31 ianuarie 2019                      |
| Malaezia                                                                             | Prim-miniștri (succesivi)                                                  | dato' seri Anwar Ibrahim                                                                                | 24 noiembrie 2022                     |
| Malaezia                                                                             | Prim-miniștri (succesivi)                                                  | dato' seri Ismail Sabri Yaakob                                                                          | 21 august 2021                        |
| Malawi                                                                               | Președinte al Republicii                                                   | Lazarus Chakwera                                                                                        | 28 iunie 2020                         |
| Maldive                                                                              | Președinte al Republicii                                                   | Ibrahim Mohamed Solih                                                                                   | 17 noiembrie 2018                     |
| Mali                                                                                 | Președinte al Republicii                                                   | Assimi Goïta , (de tranziție)                                                                           | 25 mai 2021                           |
| Mali                                                                                 | Prim-miniștri (miniștri șefi) (succesivi)                                  | Abdoulaye Maïga (interimar, de tranziție) )                                                             | 21 august 2022 - 5 decembrie 2022     |
| Mali                                                                                 | Prim-miniștri (miniștri șefi) (succesivi)                                  | Choguel Kokalla Maïga (de tranziție)                                                                    | 7 iunie 2021                          |
| Malta                                                                                | Președinte al Republicii                                                   | George Vella                                                                                            | 4 aprilie 2019                        |
| Malta                                                                                | Prim-ministru                                                              | Robert Abela                                                                                            | 13 ianuarie 2020                      |
| Maroc · (vezi și : §2)                                                               | Rege                                                                       | Mohammed al VI-lea                                                                                      | 23 iulie 1999                         |
| Maroc · (vezi și : §2)                                                               | Șef al guvernului                                                          | Aziz Akhannouch                                                                                         | 7 octombrie 2021                      |
| Marshall, Insulele                                                                   | Președinte al Republicii                                                   | David Kabua                                                                                             | 13 ianuarie 2020                      |
| Mauritania                                                                           | Președinte al Republicii                                                   | Mohamed Ould Ghazouani                                                                                  | 1 august 2019                         |
| Mauritania                                                                           | Prim-ministru                                                              | Mohamed Ould Bilal                                                                                      | 8 august 2020                         |
| Mauritius · (vezi și : §12)                                                          | Președinte al Republicii                                                   | Pritvirajsing Roopun                                                                                    | 2 decembrie 2019                      |
| Mauritius · (vezi și : §12)                                                          | Prim-ministru                                                              | Pravind Jugnauth                                                                                        | 23 ianuarie 2017                      |
| Mexic                                                                                | Președinte al Statelor Unite Mexicane                                      | Andrés Manuel López Obrador                                                                             | 1 decembrie 2018                      |
| Micronezia                                                                           | Președinte al Republicii (și șef al Guvernului)                            | David W. Panuelo                                                                                        | 11 mai 2019                           |
| Moldova, Republica (vezi și: §3 și §12)                                              | Președintǎ a Republicii                                                    | Maia Sandu                                                                                              | 24 decembrie 2020                     |
| Moldova, Republica (vezi și: §3 și §12)                                              | Prim-ministru                                                              | Natalia Gavrilița                                                                                       | 6 august 2021                         |
| Monaco                                                                               | Prinț suveran                                                              | Albert al II-lea                                                                                        | 6 aprilie 2005                        |
| Monaco                                                                               | Ministru de stat (prim-ministru)                                           | Pierre Dartout                                                                                          | 1 septembrie 2020                     |
| Mongolia                                                                             | Președinte al Republicii                                                   | Ukhnaagiin Khürelsükh                                                                                   | 25 iunie 2021                         |
| Mongolia                                                                             | Prim-ministru                                                              | Luvsannamsrain Oyun-Erdene                                                                              | 29 ianuarie 2021                      |
| Mozambic                                                                             | Președinte al Republicii                                                   | Filipe Nyusi                                                                                            | 15 ianuarie 2015                      |
| Mozambic                                                                             | Prim-miniștri (succesivi)                                                  | Adriano Maleiane                                                                                        | 3 martie 2022                         |
| Mozambic                                                                             | Prim-miniștri (succesivi)                                                  | Carlos Agostinho do Rosário                                                                             | 17 ianuarie 2015                      |
| Muntenegru                                                                           | Președinte                                                                 | Milo Đukanović                                                                                          | 20 mai 2018                           |
| Muntenegru                                                                           | Prim-miniștri (premieri) (succesivi)                                       | Dritan Abazović                                                                                         | 28 aprilie 2022                       |
| Muntenegru                                                                           | Prim-miniștri (premieri) (succesivi)                                       | Zdravko Krivokapić                                                                                      | 4 decembrie 2020                      |
| Namibia                                                                              | Președinte al Republicii                                                   | Hage Geingob                                                                                            | 21 martie 2015                        |
| Namibia                                                                              | Prim-ministru                                                              | Saara Kuugongelwa                                                                                       | 21 martie 2015                        |
| Nauru                                                                                | Președinți ai Republicii (succesivi)                                       | Russ Kun                                                                                                | 28 septembrie 2022                    |
| Nauru                                                                                | Președinți ai Republicii (succesivi)                                       | Lionel Aingimea                                                                                         | 27 august 2019                        |
| Nepal                                                                                | Președintă                                                                 | Bidhya Devi Bhandari                                                                                    | 29 octombrie 2015                     |
| Nepal                                                                                | Prim-miniștri (succesivi)                                                  | Pushpa Kamal Dahal                                                                                      | 26 decembrie 2022                     |
| Nepal                                                                                | Prim-miniștri (succesivi)                                                  | Sher Bahadur Deuba                                                                                      | 13 iulie 2021                         |
| Nicaragua                                                                            | Președinte al Republicii                                                   | Daniel Ortega                                                                                           | 10 ianuarie 2007                      |
| Niger                                                                                | Președinte                                                                 | Mohamed Bazoum                                                                                          | 2 aprilie 2021                        |
| Niger                                                                                | Prim-ministru                                                              | Ouhoumoudou Mahamadou                                                                                   | 3 aprilie 2021                        |
| Nigeria                                                                              | Președinte al Republicii                                                   | Muhammadu Buhari ,                                                                                      | 29 mai 2015                           |
| Norvegia · (vezi și : §8)                                                            | Rege                                                                       | Harald al V-lea,                                                                                        | 17 ianuarie 1991                      |
| Norvegia · (vezi și : §8)                                                            | Prim-ministru (ministru de stat)                                           | Jonas Gahr Støre                                                                                        | 14 octombrie 2021                     |
| Noua Zeelandă · (vezi și : §9)                                                       | Monarhi (succesivi)                                                        | Charles al III-lea (rege)                                                                               | 8 septembrie 2022                     |
| Noua Zeelandă · (vezi și : §9)                                                       | Monarhi (succesivi)                                                        | Elisabeta a II-a (regină)                                                                               | 6 februarie 1952                      |
| Noua Zeelandă · (vezi și : §9)                                                       | Guvernatoare generalǎ                                                      | dame Cindy Kiro                                                                                         | 21 octombrie 2021                     |
| Noua Zeelandă · (vezi și : §9)                                                       | Prim-ministru                                                              | Jacinda Ardern                                                                                          | 20 octombrie 2017                     |
| Oman                                                                                 | Sultan                                                                     | Haitham bin Tariq Al Said                                                                               | 11 ianuarie 2020                      |
| Oman                                                                                 | Prim-ministru                                                              | Haitham bin Tariq Al Said                                                                               | 11 ianuarie 2020                      |
| Pakistan · (vezi și : §2 și §12)                                                     | Președinte al Republicii                                                   | Arif Alvi                                                                                               | 9 septembrie 2018                     |
| Pakistan · (vezi și : §2 și §12)                                                     | Prim-miniștri (mari viziri) (succesivi)                                    | Shehbaz Sharif                                                                                          | 11 aprilie 2022                       |
| Pakistan · (vezi și : §2 și §12)                                                     | Prim-miniștri (mari viziri) (succesivi)                                    | Imran Khan                                                                                              | 18 august 2018                        |
| Palau                                                                                | Președinte al Republicii                                                   | Surangel Whipps junior                                                                                  | 21 ianuarie 2021                      |
| Panama                                                                               | Președinte al Republicii                                                   | Laurentino Cortizo                                                                                      | 1 iulie 2019                          |
| Papua Noua Guinee · (vezi și : §12)                                                  | Monarhi (succesivi)                                                        | Charles al III-lea (rege)                                                                               | 8 septembrie 2022                     |
| Papua Noua Guinee · (vezi și : §12)                                                  | Monarhi (succesivi)                                                        | Elisabeta a II-a (regină)                                                                               | 16 septembrie 1975                    |
| Papua Noua Guinee · (vezi și : §12)                                                  | Guvernator general                                                         | sir Bob Dadae                                                                                           | 28 februarie 2017                     |
| Papua Noua Guinee · (vezi și : §12)                                                  | Prim-ministru                                                              | James Marape                                                                                            | 30 mai 2019                           |
| Paraguay                                                                             | Președinte al Republicii                                                   | Mario Abdo Benítez                                                                                      | 15 august 2018                        |
| Peru                                                                                 | Președinți ai Republicii (succesivi)                                       | Dina Boluarte (interimară)                                                                              | 7 decembrie 2022                      |
| Pedro Castillo                                                                       | Președinți ai Republicii (succesivi)                                       | 28 iulie 2021                                                                                           |                                       |
| Președinți ai Consiliului de Miniștri (succesivi)                                    | Alberto Otárola                                                            | 21 decembrie 2022                                                                                       |                                       |
| Președinți ai Consiliului de Miniștri (succesivi)                                    | funcție vacantă                                                            | 18 decembrie 2022                                                                                       |                                       |
| Președinți ai Consiliului de Miniștri (succesivi)                                    | Pedro Angulo                                                               | 10 decembrie 2022                                                                                       |                                       |
| Președinți ai Consiliului de Miniștri (succesivi)                                    | funcție vacantă                                                            | 7 decembrie 2022                                                                                        |                                       |
| Președinți ai Consiliului de Miniștri (succesivi)                                    | Betssy Chávez                                                              | 25 noiembrie 2022                                                                                       |                                       |
| Președinți ai Consiliului de Miniștri (succesivi)                                    | Aníbal Torres                                                              | 8 februarie 2022                                                                                        |                                       |
| Președinți ai Consiliului de Miniștri (succesivi)                                    | funcție vacantă                                                            | 5 februarie 2022                                                                                        |                                       |
| Președinți ai Consiliului de Miniștri (succesivi)                                    | Héctor Valer                                                               | 1 februarie 2022                                                                                        |                                       |
| Președinți ai Consiliului de Miniștri (succesivi)                                    | Mirtha Vásquez                                                             | 6 octombrie 2021                                                                                        |                                       |
| Polonia                                                                              | Președinte al Republicii                                                   | Andrzej Duda                                                                                            | 6 august 2015                         |
| Polonia                                                                              | Prim-ministru (președinte al Consiliului de Miniștri)                      | Mateusz Morawiecki                                                                                      | 11 decembrie 2017                     |
| Portugalia · (vezi și : §12)                                                         | Președinte al Republicii                                                   | Marcelo Rebelo de Sousa                                                                                 | 9 martie 2016                         |
| Portugalia · (vezi și : §12)                                                         | Prim-ministru                                                              | António Costa                                                                                           | 26 noiembrie 2015                     |
| Qatar                                                                                | Emir                                                                       | șeic Tamim bin Hamad Al Thani                                                                           | 25 iunie 2013                         |
| Qatar                                                                                | Prim-ministru (ministru președinte)                                        | șeic Khalid ibn Khalifa ibn Abdulaziz Al Thani                                                          | 28 ianuarie 2020                      |
| Regatul Unit (vezi și : §6)                                                          | Monarhi (succesivi)                                                        | Charles al III-lea (rege)                                                                               | 8 septembrie 2022                     |
| Regatul Unit (vezi și : §6)                                                          | Monarhi (succesivi)                                                        | Elisabeta a II-a (regină)                                                                               | 6 februarie 1952                      |
| Regatul Unit (vezi și : §6)                                                          | Prim-miniștri (succesivi)                                                  | Rishi Sunak                                                                                             | 25 octombrie 2022                     |
| Regatul Unit (vezi și : §6)                                                          | Prim-miniștri (succesivi)                                                  | Elizabeth Truss                                                                                         | 6 septembrie 2022                     |
| Regatul Unit (vezi și : §6)                                                          | Prim-miniștri (succesivi)                                                  | Boris Johnson                                                                                           | 24 iulie 2019                         |
| România                                                                              | Președinte                                                                 | Klaus Iohannis                                                                                          | 21 decembrie 2014                     |
| România                                                                              | Prim-ministru                                                              | Nicolae Ciucă                                                                                           | 24 noiembrie 2021                     |
| Rusia                                                                                | Președinte al Federației                                                   | Vladimir Putin                                                                                          | 7 mai 2012                            |
| Rusia                                                                                | Prim-ministru (președinte al Guvernului)                                   | Mihail Mishustin                                                                                        | 16 ianuarie 2020                      |
| Rwanda                                                                               | Președinte al Republicii                                                   | Paul Kagame                                                                                             | 24 martie 2000                        |
| Rwanda                                                                               | Prim-ministru                                                              | Edouard Ngirente                                                                                        | 30 aigust 2017                        |
| Samoa                                                                                | Șef al statului (O le Ao o le Malo)                                        | afioga tuimaleali'ifano Va'aletoa Sualauvi al II-lea                                                    | 20 iunie 2017                         |
| Samoa                                                                                | Prim-ministru (Palemia o le Malo)                                          | fiamē Naomi Mataʻafa .                                                                                  | 24 mai 2021                           |
| San Marino                                                                           | Căpitani regenți (succesivi)                                               | Maria Luisa Berti și Manuel Ciavatta                                                                    | 1 octombrie 2022                      |
| San Marino                                                                           | Căpitani regenți (succesivi)                                               | Oscar Mina și Paolo Rondelli                                                                            | 1 aprilie 2022                        |
| San Marino                                                                           | Căpitani regenți (succesivi)                                               | Francesco Mussoni și Giacomo Simoncini                                                                  | 1 octombrie 2021                      |
| São Tomé și Príncipe · (vezi și : §12)                                               | Președinte al Republicii                                                   | Carlos Vila Nova                                                                                        | 2 octombrie 2021                      |
| São Tomé și Príncipe · (vezi și : §12)                                               | Prim-miniștri (succesivi)                                                  | Patrice Trovoada ,                                                                                      | 11 noiembrie 2022                     |
| São Tomé și Príncipe · (vezi și : §12)                                               | Prim-miniștri (succesivi)                                                  | Jorge Bom Jesus                                                                                         | 3 decembrie 2018                      |
| Senegal                                                                              | Președinte al Republicii                                                   | Macky Sall                                                                                              | 2 aprilie 2012                        |
| Senegal                                                                              | Prim-ministru                                                              | Amadou Ba                                                                                               | 17 septembrie 2022                    |
| Serbia · (vezi și : §2 și §14)                                                       | Președinte al Republicii                                                   | Aleksandar Vučić                                                                                        | 31 mai 2017                           |
| Serbia · (vezi și : §2 și §14)                                                       | Prim-ministru (președintǎ a Guvernului)                                    | Ana Brnabić                                                                                             | 29 iunie 2017                         |
| Seychelles                                                                           | Președinte al Republicii                                                   | Wavel Ramkalawan                                                                                        | 26 octombrie 2020                     |
| Sfânta Lucia · (Saint Lucia)                                                         | Monarhi (succesivi)                                                        | Charles al III-lea (rege)                                                                               | 8 septembrie 2022                     |
| Sfânta Lucia · (Saint Lucia)                                                         | Monarhi (succesivi)                                                        | Elisabeta a II-a (regină)                                                                               | 22 februarie 1979                     |
| Sfânta Lucia · (Saint Lucia)                                                         | Guvernator general                                                         | Errol Charles , (interimar)                                                                             | 11 noiembrie 2021                     |
| Sfânta Lucia · (Saint Lucia)                                                         | Prim-ministru                                                              | Philip Pierre                                                                                           | 28 iulie 2021                         |
| Sfântul Cristofor și Nevis · [Saint Kitts (Christopher) and Nevis] · (vezi și : §12) | Monarhi (succesivi)                                                        | Charles al III-lea (rege)                                                                               | 8 septembrie 2022                     |
| Sfântul Cristofor și Nevis · [Saint Kitts (Christopher) and Nevis] · (vezi și : §12) | Monarhi (succesivi)                                                        | Elisabeta a II-a (regină)                                                                               | 19 septembrie 1983                    |
| Sfântul Cristofor și Nevis · [Saint Kitts (Christopher) and Nevis] · (vezi și : §12) | Guvernator general                                                         | sir Samuel Weymouth Tapley Seaton                                                                       | 20 mai 2015                           |
| Sfântul Cristofor și Nevis · [Saint Kitts (Christopher) and Nevis] · (vezi și : §12) | Prim-miniștri (succesivi)                                                  | Terrance Drew                                                                                           | 6 august 2022                         |
| Sfântul Cristofor și Nevis · [Saint Kitts (Christopher) and Nevis] · (vezi și : §12) | Prim-miniștri (succesivi)                                                  | Timothy Harris                                                                                          | 18 februarie 2015                     |
| Sfântul Vincențiu și Grenadinele (Saint Vincent and the Grenadines)                  | Monarhi (succesivi)                                                        | Charles al III-lea (rege)                                                                               | 8 septembrie 2022                     |
| Sfântul Vincențiu și Grenadinele (Saint Vincent and the Grenadines)                  | Monarhi (succesivi)                                                        | Elisabeta a II-a (regină)                                                                               | 27 octombrie 1979                     |
| Sfântul Vincențiu și Grenadinele (Saint Vincent and the Grenadines)                  | Guvernator general                                                         | dame Susan Dougan                                                                                       | 1 august 2019                         |
| Sfântul Vincențiu și Grenadinele (Saint Vincent and the Grenadines)                  | Prim-ministru                                                              | Ralph Gonsalves                                                                                         | 29 martie 2001                        |
| Sierra Leone                                                                         | Președinte al Republicii                                                   | Julius Maada Bio                                                                                        | 4 aprilie 2018                        |
| Sierra Leone                                                                         | Ministru Șef                                                               | Jacob Jusu Saffa                                                                                        | 30 aprilie 2021                       |
| Singapore                                                                            | Președintă a Republicii                                                    | Halimah Yacob                                                                                           | 14 septembrie 2017                    |
| Singapore                                                                            | Prim-ministru                                                              | Lee Hsien Loong ,                                                                                       | 12 august 2004                        |
| Siria · (vezi și : §14)                                                              | Președinte al Republicii                                                   | Bashar al-Assad                                                                                         | 17 iulie 2000                         |
| Siria · (vezi și : §14)                                                              | Prim-ministru (ministru președinte)                                        | Hussein Arnous                                                                                          | 11 iunie 2020                         |
| Slovacia                                                                             | Președintǎ a Republicii                                                    | Zuzana Čaputová                                                                                         | 15 iunie 2019                         |
| Slovacia                                                                             | Prim-ministru (președinte al guvernului)                                   | Eduard Heger                                                                                            | 1 aprilie 2021                        |
| Slovenia                                                                             | Președinți ai Republicii (succesivi)                                       | Nataša Pirc Musar                                                                                       | 23 decembrie 2022                     |
| Slovenia                                                                             | Președinți ai Republicii (succesivi)                                       | Borut Pahor                                                                                             | 22 decembrie 2012                     |
| Slovenia                                                                             | Prim-miniștri (președinți ai guvernului) (succesivi)                       | Robert Golob                                                                                            | 1 iunie 2022                          |
| Slovenia                                                                             | Prim-miniștri (președinți ai guvernului) (succesivi)                       | Janez Janša                                                                                             | 13 martie 2020                        |
| \| Solomon, Insulele                                                                 | Monarhi (succesivi)                                                        | Charles al III-lea (rege)                                                                               | 8 septembrie 2022                     |
| \| Solomon, Insulele                                                                 | Monarhi (succesivi)                                                        | Elisabeta a II-a (regină)                                                                               | 7 iulie 1978                          |
| \| Solomon, Insulele                                                                 | Guvernator general                                                         | sir Frank Kabui                                                                                         | 7 iulie 2009                          |
| \| Solomon, Insulele                                                                 | Prim-ministru                                                              | Manasseh Sogavare                                                                                       | 24 aprilie 2019                       |
| Somalia · (vezi și : §3, §12 și §14)                                                 | Președinți ai Republicii federale (succesivi)                              | Hassan Sheikh Mohamud                                                                                   | 23 mai 2022                           |
| Somalia · (vezi și : §3, §12 și §14)                                                 | Președinți ai Republicii federale (succesivi)                              | Mohamed Abdullahi Mohamed                                                                               | 8 februarie 2017                      |
| Somalia · (vezi și : §3, §12 și §14)                                                 | Prim-miniștri (succesivi)                                                  | Hamza Abdi Barre                                                                                        | 26 iulie 2022                         |
| Somalia · (vezi și : §3, §12 și §14)                                                 | Prim-miniștri (succesivi)                                                  | Mohamed Hussein Roble                                                                                   | 23 septembrie 2020                    |
| Spania · (vezi și : §12)                                                             | Rege                                                                       | Felipe al VI-lea                                                                                        | 17 iunie 2014                         |
| Spania · (vezi și : §12)                                                             | Președinte al Guvernului                                                   | Pedro Sánchez                                                                                           | 2 iunie 2018                          |
| Sri Lanka                                                                            | Președinți ai Republicii (succesivi)                                       | Ranil Wickremesinghe                                                                                    | 13 iulie 2022                         |
| Sri Lanka                                                                            | Președinți ai Republicii (succesivi)                                       | Gotabaya Rajapaksa ,                                                                                    | 18 noiembrie 2019                     |
| Sri Lanka                                                                            | Prim-miniștri (succesivi)                                                  | Dinesh Gunawardena                                                                                      | 22 iulie 2022                         |
| Sri Lanka                                                                            | Prim-miniștri (succesivi)                                                  | funcție vacantă                                                                                         | 21 iulie 2022                         |
| Sri Lanka                                                                            | Prim-miniștri (succesivi)                                                  | Ranil Wickremesinghe                                                                                    | 12 mai 2022                           |
| Sri Lanka                                                                            | Prim-miniștri (succesivi)                                                  | Mahinda Rajapaksa ,                                                                                     | 21 noiembrie 2019                     |
| Statele Unite ale Americii · (vezi și : §10)                                         | Președinte                                                                 | Joe Biden                                                                                               | 20 ianuarie 2021                      |
| Sudan                                                                                | Președinte al Consiliului de Tranziție al Suveranității                    | Abdel Fattah al-Burhan                                                                                  | 11 noiembrie 2019                     |
| Sudan                                                                                | Prim-miniștri (succesivi)                                                  | Osman Hussein (interimar)                                                                               | 19 ianuarie 2022                      |
| Sudan                                                                                | Prim-miniștri (succesivi)                                                  | Abdalla Hamdok                                                                                          | 21 noiembrie 2021                     |
| Sudanul de Sud                                                                       | Președinte al Republicii                                                   | Salva Kir Mayardit                                                                                      | 9 iulie 2011                          |
| Suedia                                                                               | Rege                                                                       | Carl al XVI-lea Gustaf                                                                                  | 19 septembrie 1973                    |
| Suedia                                                                               | Prim-miniștri (miniștri de stat) (succesivi)                               | Ulf Kristersson                                                                                         | 17 octombrie 2022                     |
| Suedia                                                                               | Prim-miniștri (miniștri de stat) (succesivi)                               | Magdalena Andersson                                                                                     | 30 noiembrie 2021                     |
| Surinam                                                                              | Președinte                                                                 | Chan Santokhi                                                                                           | 16 iulie 2020                         |
| Surinam                                                                              | Vicepreședinte                                                             | Ronnie Brunswijk                                                                                        | 16 iulie 2020                         |
| Tadjikistan · (Vezi și: §12)                                                         | Președinte al Republicii                                                   | Emomali Rahmon                                                                                          | 19 noiembrie 1992                     |
| Tadjikistan · (Vezi și: §12)                                                         | Prim-ministru                                                              | Kokhir Rasulzoda                                                                                        | 23 noiembrie 2013                     |
| Tanzania · (vezi și : §12)                                                           | Președintǎ a Republicii                                                    | Samia Suluhu                                                                                            | 17 martie 2021                        |
| Tanzania · (vezi și : §12)                                                           | Prim-ministru                                                              | Majaliwa K. Majaliwa                                                                                    | 20 noiembrie 2015                     |
| Thailanda                                                                            | Rege                                                                       | Vajiralongkorn Bodindradebayavarangkun                                                                  | 1 decembrie 2016                      |
| Thailanda                                                                            | Prim-miniștri (miniștri de stat șefi)                                      | gen. Prawit Wongsuwan (interimar)                                                                       | 24 august 2022 - 30 septembrie 2022   |
| Thailanda                                                                            | Prim-miniștri (miniștri de stat șefi)                                      | gen. Prayuth Chan-ocha ,                                                                                | 22 mai 2014                           |
| Timorul de Est                                                                       | Președinți ai Republicii (succesivi)                                       | José Ramos-Horta                                                                                        | 20 mai 2022                           |
| Timorul de Est                                                                       | Președinți ai Republicii (succesivi)                                       | Francisco Guterres                                                                                      | 20 mai 2017                           |
| Timorul de Est                                                                       | Prim-ministru                                                              | Taur Matan Ruak                                                                                         | 22 iunie 2018                         |
| Togo                                                                                 | Președinte al Republicii                                                   | Faure Eyadéma ,                                                                                         | 4 mai 2005                            |
| Togo                                                                                 | Prim-ministru                                                              | Victoire Tomegah Dogbé                                                                                  | 28 septembrie 2020                    |
| Tonga                                                                                | Rege                                                                       | Tupou al VI-lea                                                                                         | 18 martie 2012                        |
| Tonga                                                                                | Prim-ministru (premier)                                                    | Siaosi Sovaleni                                                                                         | 27 decembrie 2021                     |
| Trinidad și Tobago (vezi și : §12)                                                   | Președintă a Republicii                                                    | Paula-Mae Weekes                                                                                        | 19 martie 2018                        |
| Trinidad și Tobago (vezi și : §12)                                                   | Prim-ministru                                                              | Keith Rowley                                                                                            | 9 septembrie 2015                     |
| Tunisia                                                                              | Președinte al Republicii                                                   | Kais Saied                                                                                              | 23 octombrie 2019                     |
| Tunisia                                                                              | Șefǎ a guvernului                                                          | Najla Bouden                                                                                            | 11 octombrie 2021                     |
| Turcia                                                                               | Președinte al Republicii                                                   | Recep Tayyip Erdoğan                                                                                    | 28 august 2014                        |
| Turkmenistan                                                                         | Președinți (succesivi)                                                     | Serdar Berdimuhamedow                                                                                   | 19 martie 2022                        |
| Turkmenistan                                                                         | Președinți (succesivi)                                                     | Gurbangulî Berdimuhamedov                                                                               | 21 decembrie 2006                     |
| Tuvalu                                                                               | Monarhi (succesivi)                                                        | Charles al III-lea (rege)                                                                               | 8 septembrie 2022                     |
| Tuvalu                                                                               | Monarhi (succesivi)                                                        | Elisabeta a II-a (regină)                                                                               | 1 octombrie 1978                      |
| Tuvalu                                                                               | Guvernator general                                                         | sir Tofiga Vaevalu Falani                                                                               | 28 septembrie 2021                    |
| Tuvalu                                                                               | Prim-ministru (Ulu o te Malo)                                              | Kausea Natano                                                                                           | 18 septembrie 2019                    |
| Țările de Jos · (vezi și : §11)                                                      | Rege                                                                       | Willem-Alexander                                                                                        | 30 aprilie 2013                       |
| Țările de Jos · (vezi și : §11)                                                      | Prim-ministru (ministru președinte)                                        | Mark Rutte                                                                                              | 14 octombrie 2010                     |
| Ucraina · (vezi și: §2, §3 și §14)                                                   | Președinte                                                                 | Volodymyr Zelensky                                                                                      | 20 mai 2019                           |
| Ucraina · (vezi și: §2, §3 și §14)                                                   | Prim-ministru                                                              | Denys Shmyhal                                                                                           | 4 februarie 2020                      |
| Uganda                                                                               | Președinte al Republicii                                                   | Yoweri Museveni                                                                                         | 26 ianuarie 1986                      |
| Uganda                                                                               | Prim-ministru                                                              | Robinah Nabbanja                                                                                        | 21 iunie 2021                         |
| Ungaria                                                                              | Președinți ai Republicii (succesivi)                                       | Katalin Novák                                                                                           | 10 mai 2022                           |
| Ungaria                                                                              | Președinți ai Republicii (succesivi)                                       | János Áder                                                                                              | 10 mai 2012                           |
| Ungaria                                                                              | Prim-ministru (ministru președinte)                                        | Viktor Orbán                                                                                            | 29 mai 2010                           |
| Uruguay                                                                              | Președinte al Republicii                                                   | Luis Alberto Lacalle Pou                                                                                | 1 martie 2020                         |
| Uzbekistan · (vezi și : §12)                                                         | Președinte al Republicii                                                   | Shavkat Mirziyoyev ,                                                                                    | 8 septembrie 2016                     |
| Uzbekistan · (vezi și : §12)                                                         | Prim-ministru                                                              | Abdulla Oripov                                                                                          | 14 decembrie 2016                     |
| Vanuatu                                                                              | Președinți ai Republicii (succesivi)                                       | Nikenike Vurobaravu                                                                                     | 23 iulie 2022                         |
| Vanuatu                                                                              | Președinți ai Republicii (succesivi)                                       | Seule Simeon (interimar)                                                                                | 6 iulie 2022                          |
| Vanuatu                                                                              | Președinți ai Republicii (succesivi)                                       | Tallis Obed Moses                                                                                       | 6 iulie 2017                          |
| Vanuatu                                                                              | Prim-miniștri (succesivi)                                                  | Ishmael Kalsakau                                                                                        | 4 noiembrie 2022                      |
| Vanuatu                                                                              | Prim-miniștri (succesivi)                                                  | Bob Loughman                                                                                            | 20 aprilie 2020                       |
| Vatican / Sfântul Scaun                                                              | Suveran / Papă                                                             | Francisc                                                                                                | 13 martie 2013                        |
| Vatican / Sfântul Scaun                                                              | Președinte al Guvernoratului (șef al guvernului Statului Oraș Vatican)     | cardinal Fernando Vérgez Alzaga                                                                         | 1 octombrie 2021                      |
| Vatican / Sfântul Scaun                                                              | Secretar de stat (prim-ministru al Sfântului Scaun)                        | cardinal Pietro Parolin                                                                                 | 15 octombrie 2013                     |
| Venezuela · (vezi și : §14)                                                          | Președinte al Republicii                                                   | Nicolás Maduro , (corevendicator ȋncepȃnd cu 23 ianuarie 2019)                                          | 5 martie 2013                         |
| Venezuela · (vezi și : §14)                                                          | Vicepreședintǎ executivǎ                                                   | Delcy Rodríguez                                                                                         | 14 iunie 2018                         |
| Vietnam                                                                              | Secretar general al Partidului Comunist Vietnamez                          | Nguyen Phu Trong                                                                                        | 19 ianuarie 2011                      |
| Vietnam                                                                              | Președinte al Republicii                                                   | Nguyễn Xuân Phúc                                                                                        | 5 aprilie 2021                        |
| Vietnam                                                                              | Prim-ministru (premier al Guvernului)                                      | Phạm Minh Chính                                                                                         | 5 aprilie 2021                        |
| Yemen · (vezi și : §14)                                                              | Președinte al Consilului Prezidențial de Conducere                         | Rashad al-Alimi (corevendicator ȋncepȃnd cu 19 aprilie 2022)                                            | 19 aprilie 2022                       |
| Yemen · (vezi și : §14)                                                              | Președinte al Republicii                                                   | funcție ȋnlocuitǎ                                                                                       | 19 aprilie 2022                       |
| Yemen · (vezi și : §14)                                                              | Președinte al Republicii                                                   | Abd Rabbuh Mansur Hadi , (corevendicator din 21 februarie 2015 pȃnǎ ȋn 19 aprilie 2022)                 | 25 februarie 2012                     |
| Yemen · (vezi și : §14)                                                              | Prim-ministru (ministru președinte)                                        | Maeen Abdul Malik (corevendicator ȋncepȃnd cu 18 octombrie 2018)                                        | 18 octombrie 2018                     |
| Zambia                                                                               | Președinte al Republicii                                                   | Hakainde Hichilema                                                                                      | 24 august 2021                        |
| Zimbabwe                                                                             | Președinte al Republicii                                                   | Emmerson Mnangagwa                                                                                      | 24 noiembrie 2017                     |

## State independente recunoscute parțial
| Statul și statutul                                                                                        | Separat din                                 | Funcția                                                                                 | Numele                                     | Începând cu       |
| --- | ------------------------------------------- | --------------------------------------------------------------------------------------- | ------------------------------------------ | ----------------- |
| Abhazia (Stat secesionist prorus, fostă republică autonomă) (vezi și : §14)                               | Georgia                                     | Președinte                                                                              | Aslan Bzhania                              | 23 aprilie 2020   |
| Abhazia (Stat secesionist prorus, fostă republică autonomă) (vezi și : §14)                               | Georgia                                     | Prim-ministru                                                                           | Aleksandr Ankvab                           | 24 aprilie 2020   |
| Azad Cașmir , (Stat constituit în zona ocupată de Pakistan a Cașmirului)                                  | India · Jammu și Cașmir                     | Președinte                                                                              | Sultan Mahmood Chaudhry                    | 25 august 2021    |
| Azad Cașmir , (Stat constituit în zona ocupată de Pakistan a Cașmirului)                                  | India · Jammu și Cașmir                     | Prim-miniștri (succesivi)                                                               | Sardar Tanveer Ilyas                       | 18 aprilie 2022   |
| Azad Cașmir , (Stat constituit în zona ocupată de Pakistan a Cașmirului)                                  | India · Jammu și Cașmir                     | Prim-miniștri (succesivi)                                                               | Abdul Qayyum Khan Niazi                    | 4 august 2021     |
| Ciprul de Nord (Stat secesionist proturc al minorității turce)                                            | Cipru                                       | Președinte                                                                              | Ersin Tatar                                | 23 octombrie 2020 |
| Ciprul de Nord (Stat secesionist proturc al minorității turce)                                            | Cipru                                       | Prim-miniștri (succesivi)                                                               | Ünal Üstel                                 | 12 mai 2022       |
| Ciprul de Nord (Stat secesionist proturc al minorității turce)                                            | Cipru                                       | Prim-miniștri (succesivi)                                                               | Faiz Sucuoğlu                              | 5 noiembrie 2021  |
| Donețk, Republica Populară (Stat autoproclamat în regiunea Donețk a Ucrainei) , (vezi și : §3)            | Ucraina                                     | administrație desființatǎ prin anexarea de către Rusia                                  |                                            | 4 octombrie 2022  |
| Donețk, Republica Populară (Stat autoproclamat în regiunea Donețk a Ucrainei) , (vezi și : §3)            | Ucraina                                     | Șef de stat al Republicii                                                               | Denis Pușilin ,                            | 7 septembrie 2018 |
| Donețk, Republica Populară (Stat autoproclamat în regiunea Donețk a Ucrainei) , (vezi și : §3)            | Ucraina                                     | Președinți ai Guvernului (succesivi)                                                    | Vitaly Khotsenko                           | 8 iunie 2022      |
| Donețk, Republica Populară (Stat autoproclamat în regiunea Donețk a Ucrainei) , (vezi și : §3)            | Ucraina                                     | Președinți ai Guvernului (succesivi)                                                    | Aleksander Ananchenko ,                    | 18 octombrie 2018 |
| Administrația militaro-civilǎ a regiunii Herson (Zona ocupatǎ de Rusia a regiunii ucrainene Herson)       | Ucraina                                     | administrație desființatǎ prin anexarea de către Rusia                                  |                                            | 4 octombrie 2022  |
| Administrația militaro-civilǎ a regiunii Herson (Zona ocupatǎ de Rusia a regiunii ucrainene Herson)       | Ucraina                                     | Președinte al administrației militaro-civile                                            | Vladimir Saldo                             | 26 aprilie 2022   |
| Administrația militaro-civilǎ a regiunii Herson (Zona ocupatǎ de Rusia a regiunii ucrainene Herson)       | Ucraina                                     | Președinte al guvernului administrației militaro-civile                                 | Sergei Yeliseyev                           | 18 iulie 2022     |
| Kosovo (Regiune apoi republică autonomă auto proclamată independentă) (vezi și : §14)                     | Serbia                                      | Președintǎ a Republicii                                                                 | Vjosa Osmani                               | 4 aprlie 2021     |
| Kosovo (Regiune apoi republică autonomă auto proclamată independentă) (vezi și : §14)                     | Serbia                                      | Prim-ministru                                                                           | Albin Kurti                                | 22 martie 2021    |
| Kosovo (Regiune apoi republică autonomă auto proclamată independentă) (vezi și : §14)                     | Serbia                                      | Reprezentante Speciale ale Secretarului General al ONU prntru Kosovo (SRSG) (succesive) | Caroline Ziadeh (Liban)                    | 19 ianuarie 2022  |
| Kosovo (Regiune apoi republică autonomă auto proclamată independentă) (vezi și : §14)                     | Serbia                                      | Reprezentante Speciale ale Secretarului General al ONU prntru Kosovo (SRSG) (succesive) | Barrie Lynne Freeman (interimară) (S.U.A.) | 19 noiembrie 2021 |
| Lugansk, Republica Populară (Stat autoproclamat în regiunea Lugansk a Ucrainei) , (vezi și : §3)          | Ucraina                                     | administrație desființatǎ prin anexarea de către Rusia                                  |                                            | 4 octombrie 2022  |
| Lugansk, Republica Populară (Stat autoproclamat în regiunea Lugansk a Ucrainei) , (vezi și : §3)          | Ucraina                                     | Șef de stat al Republicii                                                               | Leonid Pasechnik ,                         | 24 noiembrie 2017 |
| Lugansk, Republica Populară (Stat autoproclamat în regiunea Lugansk a Ucrainei) , (vezi și : §3)          | Ucraina                                     | Președinte al Guvernului                                                                | Seghei Kozlov                              | 28 decembrie 2015 |
| Osetia de Sud-Alania , (Stat secesionist prorus, fostă republică autonomă) (vezi și : §14)                | Georgia                                     | Președinți (succesivi)                                                                  | Alan Gagloyev                              | 24 mai 2022       |
| Osetia de Sud-Alania , (Stat secesionist prorus, fostă republică autonomă) (vezi și : §14)                | Georgia                                     | Președinți (succesivi)                                                                  | Anatoliy Bibilov                           | 21 aprilie 2017   |
| Osetia de Sud-Alania , (Stat secesionist prorus, fostă republică autonomă) (vezi și : §14)                | Georgia                                     | Președinți ai Guvernului (succesivi)                                                    | Konstantin Dzhussoyev                      | 20 iunie 2022     |
| Osetia de Sud-Alania , (Stat secesionist prorus, fostă republică autonomă) (vezi și : §14)                | Georgia                                     | Președinți ai Guvernului (succesivi)                                                    | Gennady Bekoev                             | 29 august 2020    |
| Statul Palestina (Stat proclamat în numele poporului palestinian, practic inoperant) (vezi și : §5)       | Israel · Autoritatea Națională Palestiniană | Președinte                                                                              | Mahmoud Abbas ,                            | 8 mai 2005        |
| Statul Palestina (Stat proclamat în numele poporului palestinian, practic inoperant) (vezi și : §5)       | Israel · Autoritatea Națională Palestiniană | Președinte al Consiliului Executiv al Organizației pentru Eliberarea Palestinei         | Mahmoud Abbas ,                            | 29 octombrie      |
| Sahara occidentală (Stat format în cadrul fostei Sahare Spaniole)                                         | Maroc                                       | Președinte                                                                              | Brahim Ghali                               | 12 iulie 2016     |
| Sahara occidentală (Stat format în cadrul fostei Sahare Spaniole)                                         | Maroc                                       | Prim-ministru                                                                           | Bouchraya Hammoudi Bayoun                  | 13 ianuarie 2020  |
| Taiwan (Stat constituit în insula Taiwan)                                                                 | China                                       | Președintǎ a Republicii                                                                 | Tsai Ing-wen                               | 20 mai 2016       |
| Taiwan (Stat constituit în insula Taiwan)                                                                 | China                                       | Președinte al Yuan-ului executiv (prim-ministru)                                        | Su Tseng-chang                             | 14 ianuarie 2019  |
| Administrația militaro-civilǎ a regiunii Zaporojie (Zona ocupatǎ de Rusia a regiunii ucrainene Zaporojie) | Ucraina                                     | administrație desființatǎ prin anexarea de către Rusia                                  |                                            | 4 octombrie 2022  |
| Administrația militaro-civilǎ a regiunii Zaporojie (Zona ocupatǎ de Rusia a regiunii ucrainene Zaporojie) | Ucraina                                     | Președinte al administrației militaro-civile                                            | Yevgeny Balitsky                           | 26 mai 2022       |
| Administrația militaro-civilǎ a regiunii Zaporojie (Zona ocupatǎ de Rusia a regiunii ucrainene Zaporojie) | Ucraina                                     | Președinte al guvernului administrației militaro-civile                                 | Anton Koltsov                              | 18 iulie 2022     |

## State independente nerecunoscute
| Statul și statutul                                                                           | Separat din        | Funcția                               | Numele                      | Începând cu       |
| -------------------------------------------------------------------------------------------- | ------------------ | ------------------------------------- | --------------------------- | ----------------- |
| Artsakh, Republica , (Stat secesionist proarmean, fostă regiune autonomă)                    | Azerbaidjan        | Președinte                            | Arayik Harutyunyan          | 21 mai 2020       |
| Artsakh, Republica , (Stat secesionist proarmean, fostă regiune autonomă)                    | Azerbaidjan        | Miniștri de Stat (succesivi)          | Ruben Vardanyan             | 4 noiembrie 2022  |
| Artsakh, Republica , (Stat secesionist proarmean, fostă regiune autonomă)                    | Azerbaidjan        | Miniștri de Stat (succesivi)          | Artak Beglaryan             | 3 iunie 2021      |
| Donețk, Republica Populară (Stat autoproclamat în regiunea Donețk a Ucrainei) (vezi și : §2) | Ucraina            | independența recunoscutǎ de Rusia     |                             | 21 februarie 2022 |
| Donețk, Republica Populară (Stat autoproclamat în regiunea Donețk a Ucrainei) (vezi și : §2) | Ucraina            | Șef de stat                           | Denis Pușilin ,             | 7 septembrie 2018 |
| Donețk, Republica Populară (Stat autoproclamat în regiunea Donețk a Ucrainei) (vezi și : §2) | Ucraina            | Președinte al Consiliului de Miniștri | Aleksander Ananchenko ,     | 18 octombrie 2018 |
| Lugansk, Republica Populară (Stat autoproclamat în regiunea Lugansk a Ucrainei)              | Ucraina            | independența recunoscutǎ de Rusia     |                             | 21 februarie 2022 |
| Lugansk, Republica Populară (Stat autoproclamat în regiunea Lugansk a Ucrainei)              | Ucraina            | Șef de stat al Republicii             | Leonid Pasechnik ,          | 24 noiembrie 2017 |
| Lugansk, Republica Populară (Stat autoproclamat în regiunea Lugansk a Ucrainei)              | Ucraina            | Președinte al Consiliului de Miniștri | Serghei Kozlov              | 28 decmbrie 2015  |
| Somaliland (Stat secesionist, fostă regiune autonomă) (vezi și : §14)                        | Somalia            | Președinte                            | Muse Bihi Abdi              | 13 decembrie 2017 |
| Transnistria (Stat secesionist prorus, fostă regiune autonomă)                               | Moldova, Republica | Președinte                            | Vadim Krasnoselski          | 16 decembrie 2016 |
| Transnistria (Stat secesionist prorus, fostă regiune autonomă)                               | Moldova, Republica | Președinți ai Guvernului (succesivi)  | Aleksandr Rozenberg         | 30 mai 2022       |
| Transnistria (Stat secesionist prorus, fostă regiune autonomă)                               | Moldova, Republica | Președinți ai Guvernului (succesivi)  | Stanislav Kasap (interimar) | 27 mai 2022       |
| Transnistria (Stat secesionist prorus, fostă regiune autonomă)                               | Moldova, Republica | Președinți ai Guvernului (succesivi)  | Aleksandr Martynov          | 17 decembrie 2016 |

## Entități cu statut apropiat de cel de stat
| Entitate                                                 | Funcție                                          | Nume                                                                                              | Începând cu       |
| -------------------------------------------------------- | ------------------------------------------------ | ------------------------------------------------------------------------------------------------- | ----------------- |
| Ordinul de Malta                                         | Mari Maeștri (succesivi)                         | John T. Dunlap (locotenent al Marelui Maestru) (interimar)                                        | 14 aprile 2022    |
| Ordinul de Malta                                         | Mari Maeștri (succesivi)                         | Ruy Gonçalo do Valle Peixoto de Villas Boas (locotenent interimar al Marelui Maestru) (interimar) | 7 aprile 2022     |
| Ordinul de Malta                                         | Mari Maeștri (succesivi)                         | Marco Luzzago (locotenent al Marelui Maestru) (interimar)                                         | 8 noiembrie 2020  |
| Ordinul de Malta                                         | Mari Cancelari (succesivi)                       | Riccardo Paternò di Montecupo                                                                     | 1 septembrie 2022 |
| Ordinul de Malta                                         | Mari Cancelari (succesivi)                       | Albrecht Freiherr von Boeselager                                                                  | 28 ianuarie 2017  |
| Autoritatea Națională Palestiniană (vezi și : §2 și §14) | Președinte al Autorității Naționale Palestiniene | Mahmoud Abbas ,                                                                                   | 15 ianuarie 2005  |
| Autoritatea Națională Palestiniană (vezi și : §2 și §14) | Prim-ministru                                    | Mohammad Shtayyeh                                                                                 | 13 aprilie 2019   |
| Uniunea Europeană                                        | Președinte al Consiliului European               | Charles Michel                                                                                    | 1 decembrie 2019  |
| Uniunea Europeană                                        | Președintă a Comisiei Europene                   | Ursula von der Leyen                                                                              | 1 decembrie 2019  |

## Teritorii exterioare și asociate ale Australiei
| Teritoriu                          | Suveranitate și statut                                                                              | Funcția                                                                           | Numele                         | Începând cu                        |
| ---------------------------------- | --------------------------------------------------------------------------------------------------- | --------------------------------------------------------------------------------- | ------------------------------ | ---------------------------------- |
| Ashmore și Cartier, Insulele       | Australia · (Teritoriu exterior nelocuit)                                                           | Monarhi ai Australiei (succesivi)                                                 | Charles al III-lea (rege)      | 8 septembrie 2022                  |
| Ashmore și Cartier, Insulele       | Australia · (Teritoriu exterior nelocuit)                                                           | Monarhi ai Australiei (succesivi)                                                 | Elisabeta a II-a (regină)      | 6 februarie 1952                   |
| Ashmore și Cartier, Insulele       | Australia · (Teritoriu exterior nelocuit)                                                           | Guvernator general al Australiei                                                  | David Hurley                   | 1 iulie 2019                       |
| Ashmore și Cartier, Insulele       | Australia · (Teritoriu exterior nelocuit)                                                           | Ministru pentru Dezvoltare Regională, Guvernare Locală și Teritorii al Australiei | Kristy McBain                  | 1 iunie 2022                       |
| Ashmore și Cartier, Insulele       | Australia · (Teritoriu exterior nelocuit)                                                           | Miniștri asistenți pentru Dezvoltare Regională și Teritorii ai Australiei         | funcție înlocuită              | 23 mai 2022                        |
| Ashmore și Cartier, Insulele       | Australia · (Teritoriu exterior nelocuit)                                                           | Miniștri asistenți pentru Dezvoltare Regională și Teritorii ai Australiei         | Nola Marino                    | 29 mai 2019                        |
| Christmas, Insula                  | Australia · (Teritoriu exterior)                                                                    | Monarhi ai Australiei (succesivi)                                                 | Charles al III-lea (rege)      | 8 septembrie 2022                  |
| Christmas, Insula                  | Australia · (Teritoriu exterior)                                                                    | Monarhi ai Australiei (succesivi)                                                 | Elisabeta a II-a (regină)      | 6 februarie 1952                   |
| Christmas, Insula                  | Australia · (Teritoriu exterior)                                                                    | Guvernator general al Australiei                                                  | David Hurley                   | 1 iulie 2019                       |
| Christmas, Insula                  | Australia · (Teritoriu exterior)                                                                    | Administratoare (succesive)                                                       | Sarah Vandenbroek (interimară) | 4 octombrie 2022                   |
| Christmas, Insula                  | Australia · (Teritoriu exterior)                                                                    | Administratoare (succesive)                                                       | Natasha Griggs                 | 5 octombrie 2017                   |
| Christmas, Insula                  | Australia · (Teritoriu exterior)                                                                    | Președinte al Shire                                                               | Gordon Thomson                 | 21 octombrie 2013                  |
| Cocos (Keeling), Insulele          | Australia · (Teritoriu exterior)                                                                    | Monarhi ai Australiei (succesivi)                                                 | Charles al III-lea (rege)      | 8 septembrie 2022                  |
| Cocos (Keeling), Insulele          | Australia · (Teritoriu exterior)                                                                    | Monarhi ai Australiei (succesivi)                                                 | Elisabeta a II-a (regină)      | 6 februarie 1952                   |
| Cocos (Keeling), Insulele          | Australia · (Teritoriu exterior)                                                                    | Guvernator general al Australiei                                                  | David Hurley                   | 1 iulie 2019                       |
| Cocos (Keeling), Insulele          | Australia · (Teritoriu exterior)                                                                    | Administratoare (succesive)                                                       | Sarah Vandenbroek (interimară) | 4 octombrie 2022                   |
| Cocos (Keeling), Insulele          | Australia · (Teritoriu exterior)                                                                    | Administratoare (succesive)                                                       | Natasha Griggs                 | 5 octombrie 2017                   |
| Cocos (Keeling), Insulele          | Australia · (Teritoriu exterior)                                                                    | Președinte al Shire                                                               | Aindil Minkom                  | 23 octombrie 2019                  |
| Heard și McDonald, Insulele (HIMI) | Australia · (Teritoriu exterior nelocuit)                                                           | Monarhi ai Australiei (succesivi)                                                 | Charles al III-lea (rege)      | 8 septembrie 2022                  |
| Heard și McDonald, Insulele (HIMI) | Australia · (Teritoriu exterior nelocuit)                                                           | Monarhi ai Australiei (succesivi)                                                 | Elisabeta a II-a (regină)      | 6 februarie 1952                   |
| Heard și McDonald, Insulele (HIMI) | Australia · (Teritoriu exterior nelocuit)                                                           | Guvernator general al Australiei                                                  | David Hurley                   | 1 iulie 2019                       |
| Heard și McDonald, Insulele (HIMI) | Australia · (Teritoriu exterior nelocuit)                                                           | Directoare a Departamentului Australian al Antarcticii                            | Kim Ellis                      | 6 februarie 2019                   |
| Lord Howe, Insula                  | Noul Wales de Sud (Zonă neîncorporată cu autoguvernare din cadrul statului Noul Wales de Sud)       | Guvernatoare a Noului Wales de Sud                                                | Margaret Beazley               | 2 mai 2019                         |
| Lord Howe, Insula                  | Noul Wales de Sud (Zonă neîncorporată cu autoguvernare din cadrul statului Noul Wales de Sud)       | Premier al Noului Wales de Sud                                                    | Dominic Perrottet              | 5 octombrie 2021                   |
| Lord Howe, Insula                  | Noul Wales de Sud (Zonă neîncorporată cu autoguvernare din cadrul statului Noul Wales de Sud)       | Președinte al Consiliului Insulei Lord Howe                                       | Atticus Fleming                | 1 ianuarie 2021                    |
| Lord Howe, Insula                  | Noul Wales de Sud (Zonă neîncorporată cu autoguvernare din cadrul statului Noul Wales de Sud)       | Directoare executivă a Consiliului Insulei Lord Howe                              | Suzie Christensen              | decembrie 2021                     |
| Macquarie, Insula                  | Tasmania (Insuliță nelocuită și izolată atașată Consiliul Huon Valley din cadrul statului Tasmania) | Guvernatoare a Tasmaniei                                                          | Barbara Baker                  | 16 iunie 2021                      |
| Macquarie, Insula                  | Tasmania (Insuliță nelocuită și izolată atașată Consiliul Huon Valley din cadrul statului Tasmania) | Premieri ai Tasmaniei (succesivi)                                                 | Jeremy Rockliff                | 8 aprilie 2022                     |
| Macquarie, Insula                  | Tasmania (Insuliță nelocuită și izolată atașată Consiliul Huon Valley din cadrul statului Tasmania) | Premieri ai Tasmaniei (succesivi)                                                 | Peter Gutwein                  | 20 ianuarie 2020                   |
| Macquarie, Insula                  | Tasmania (Insuliță nelocuită și izolată atașată Consiliul Huon Valley din cadrul statului Tasmania) | Primari ai Consiliului Huon Valley (succesive)                                    | Sally Doyle                    | 18 martie 2022                     |
| Macquarie, Insula                  | Tasmania (Insuliță nelocuită și izolată atașată Consiliul Huon Valley din cadrul statului Tasmania) | Primari ai Consiliului Huon Valley (succesive)                                    | Bec Enders                     | noiembrie 2018                     |
| Macquarie, Insula                  | Tasmania (Insuliță nelocuită și izolată atașată Consiliul Huon Valley din cadrul statului Tasmania) | Director executiv al Consiliului Huon Valley                                      | Jason Browne                   | 15 septembrie 2021                 |
| Macquarie, Insula                  | Tasmania (Insuliță nelocuită și izolată atașată Consiliul Huon Valley din cadrul statului Tasmania) | Secretari adjuncți pentru Parcuri și Faună ai Tasmaniei                           | Stuart Fletcher (interimar)    | 27 ianuarie 2022 - 9 octobrie 2022 |
| Macquarie, Insula                  | Tasmania (Insuliță nelocuită și izolată atașată Consiliul Huon Valley din cadrul statului Tasmania) | Secretari adjuncți pentru Parcuri și Faună ai Tasmaniei                           | Jason Jacobi                   | 9 ianuarie 2017                    |
| Mării de Coral, Insulele           | Australia · (Teritoriu exterior nelocuit)                                                           | Monarhi ai Australiei (succesivi)                                                 | Charles al III-lea (rege)      | 8 septembrie 2022                  |
| Mării de Coral, Insulele           | Australia · (Teritoriu exterior nelocuit)                                                           | Monarhi ai Australiei (succesivi)                                                 | Elisabeta a II-a (regină)      | 6 februarie 1952                   |
| Mării de Coral, Insulele           | Australia · (Teritoriu exterior nelocuit)                                                           | Guvernator general al Australiei                                                  | David Hurley                   | 1 iulie 2019                       |
| Mării de Coral, Insulele           | Australia · (Teritoriu exterior nelocuit)                                                           | Ministru pentru Dezvoltare Regională, Guvernare Locală și Teritorii al Australiei | Kristy McBain                  | 1 iunie 2022                       |
| Mării de Coral, Insulele           | Australia · (Teritoriu exterior nelocuit)                                                           | Miniștri asistenți pentru Dezvoltare Regională și Teritorii ai Australiei         | funcție înlocuită              | 23 mai 2022                        |
| Mării de Coral, Insulele           | Australia · (Teritoriu exterior nelocuit)                                                           | Miniștri asistenți pentru Dezvoltare Regională și Teritorii ai Australiei         | Nola Marino                    | 29 mai 2019                        |
| Norfolk, Insula                    | Australia · (Teritoriu asociat cu autoguvernare)                                                    | Monarhi ai Australiei (succesivi)                                                 | Charles al III-lea (rege)      | 8 septembrie 2022                  |
| Norfolk, Insula                    | Australia · (Teritoriu asociat cu autoguvernare)                                                    | Monarhi ai Australiei (succesivi)                                                 | Elisabeta a II-a (regină)      | 6 februarie 1952                   |
| Norfolk, Insula                    | Australia · (Teritoriu asociat cu autoguvernare)                                                    | Guvernator general al Australiei                                                  | David Hurley                   | 1 iulie 2019                       |
| Norfolk, Insula                    | Australia · (Teritoriu asociat cu autoguvernare)                                                    | Administrator                                                                     | Eric Hutchinson                | 1 aprilie 2017                     |
| Norfolk, Insula                    | Australia · (Teritoriu asociat cu autoguvernare)                                                    | Director general al Consiliului Regional Norfolk                                  | Andrew Roach                   | 6 ianuarie 2020                    |
| Norfolk, Insula                    | Australia · (Teritoriu asociat cu autoguvernare)                                                    | Administrator al Consiliului Regional                                             | Michael Colreavy               | 5 februarie 2021                   |
| Strâmtorii Torres, Insulele        | Queensland (Teritoriu cu un statut special aparținând statului Queensland)                          | Guvernatoare a statului Queensland                                                | Jeannette Young                | 1 noiembrie 2021                   |
| Strâmtorii Torres, Insulele        | Queensland (Teritoriu cu un statut special aparținând statului Queensland)                          | Premier al statului Queensland                                                    | Annastacia Palaszczuk          | 15 februarie 2015                  |
| Strâmtorii Torres, Insulele        | Queensland (Teritoriu cu un statut special aparținând statului Queensland)                          | Președinte al Autorității Regionale a Strâmtorii Torres                           | Pedro Stephen Napau            | octombrie 2016                     |
| Zona Antarctică Australiană        | Australia · (Teritoriu exterior)                                                                    | Monarhi ai Australiei (succesivi)                                                 | Charles al III-lea (rege)      | 8 septembrie 2022                  |
| Zona Antarctică Australiană        | Australia · (Teritoriu exterior)                                                                    | Monarhi ai Australiei (succesivi)                                                 | Elisabeta a II-a (regină)      | 6 februarie 1952                   |
| Zona Antarctică Australiană        | Australia · (Teritoriu exterior)                                                                    | Guvernator general al Australiei                                                  | David Hurley                   | 1 iulie 2019                       |
| Zona Antarctică Australiană        | Australia · (Teritoriu exterior)                                                                    | Directoare a Departamentului Australian al Antarcticii                            | Kim Ellis                      | 6 februarie 2019                   |

## Teritorii britanice de peste mări și dependențe ale coroanei britanice
| Teritoriu                                                                                  | Suveranitate și statut                                                                                              | Funcția                                                                                        | Numele                              | Începând cu                          |
| ------------------------------------------------------------------------------------------ | --- | ---------------------------------------------------------------------------------------------- | ----------------------------------- | ------------------------------------ |
| Akrotiri și Dhekelia, Zonele Bazelor Suverane                                              | Regatul Unit (Baze militare suverane)                                                                               | Monarhi ai Regatului Unit (succesivi)                                                          | Charles al III-lea (rege)           | 8 septembrie 2022                    |
| Akrotiri și Dhekelia, Zonele Bazelor Suverane                                              | Regatul Unit (Baze militare suverane)                                                                               | Monarhi ai Regatului Unit (succesivi)                                                          | Elisabeta a II-a (regină)           | 6 februarie 1952                     |
| Akrotiri și Dhekelia, Zonele Bazelor Suverane                                              | Regatul Unit (Baze militare suverane)                                                                               | Administratori (succesivi)                                                                     | Peter J. M. Squires                 | 1 septembrie 2022                    |
| Akrotiri și Dhekelia, Zonele Bazelor Suverane                                              | Regatul Unit (Baze militare suverane)                                                                               | Administratori (succesivi)                                                                     | Rob Thomson                         | 26 septembrie 2019                   |
| Alderney                                                                                   | Guernsey (Dependență a bailiwick-ului Guernsey)                                                                     | Locotenenți guvernatori ai bailiwick-ului Guernsey (succesivi)                                 | Richard Cripwell                    | 15 februarie 2022                    |
| Alderney                                                                                   | Guernsey (Dependență a bailiwick-ului Guernsey)                                                                     | Locotenenți guvernatori ai bailiwick-ului Guernsey (succesivi)                                 | Richard McMahon (interimar)         | 24 noiembrie 2021                    |
| Alderney                                                                                   | Guernsey (Dependență a bailiwick-ului Guernsey)                                                                     | Bailiff de Guernsey                                                                            | Richard McMahon ,                   | 9 mai 2020                           |
| Alderney                                                                                   | Guernsey (Dependență a bailiwick-ului Guernsey)                                                                     | Președinte al Comitetului pentru Politici și Resurse al bailiwick-ului Guernsey (ministru șef) | Peter Ferbrache                     | 16 octombrie 2020                    |
| Alderney                                                                                   | Guernsey (Dependență a bailiwick-ului Guernsey)                                                                     | Președinte al Statelor                                                                         | William Tate                        | 21 iunie 2019                        |
| Anguilla                                                                                   | Regatul Unit (Teritoriu de peste mări)                                                                              | Monarhi ai Regatului Unit (succesivi)                                                          | Charles al III-lea (rege)           | 8 septembrie 2022                    |
| Anguilla                                                                                   | Regatul Unit (Teritoriu de peste mări)                                                                              | Monarhi ai Regatului Unit (succesivi)                                                          | Elisabeta a II-a (regină)           | 6 februarie 1952                     |
| Anguilla                                                                                   | Regatul Unit (Teritoriu de peste mări)                                                                              | Guvernatoare                                                                                   | Dileeni Daniel-Selvaratnam          | 18 ianuarie 2021                     |
| Anguilla                                                                                   | Regatul Unit (Teritoriu de peste mări)                                                                              | Premier                                                                                        | Ellis Webster                       | 30 iunie 2020                        |
| Ascensión. Insula                                                                          | Sfânta Elena, Ascension și Tristan da Cunha (Componentă a teritoriului Sfânta Elena, Ascensión și Tristan da Cunha) | Guvernatori ai teritoriului Sfânta Elena, Ascensión și Tristan da Cunha (succesivi)            | Nigel Phillips                      | 13 august 2022                       |
| Ascensión. Insula                                                                          | Sfânta Elena, Ascension și Tristan da Cunha (Componentă a teritoriului Sfânta Elena, Ascensión și Tristan da Cunha) | Guvernatori ai teritoriului Sfânta Elena, Ascensión și Tristan da Cunha (succesivi)            | Greg Gibson (interimar)             | 20 iunie 2022                        |
| Ascensión. Insula                                                                          | Sfânta Elena, Ascension și Tristan da Cunha (Componentă a teritoriului Sfânta Elena, Ascensión și Tristan da Cunha) | Guvernatori ai teritoriului Sfânta Elena, Ascensión și Tristan da Cunha (succesivi)            | Philip Rushbrook                    | 11 mai 2019                          |
| Ascensión. Insula                                                                          | Sfânta Elena, Ascension și Tristan da Cunha (Componentă a teritoriului Sfânta Elena, Ascensión și Tristan da Cunha) | Administratori (succesivi)                                                                     | Simon Minshull                      | 2 octombrie 2022                     |
| Ascensión. Insula                                                                          | Sfânta Elena, Ascension și Tristan da Cunha (Componentă a teritoriului Sfânta Elena, Ascensión și Tristan da Cunha) | Administratori (succesivi)                                                                     | Xander Halliwell , (interimar)      | 12 decembrie 2021 - 12 ianuarie 2022 |
| Ascensión. Insula                                                                          | Sfânta Elena, Ascension și Tristan da Cunha (Componentă a teritoriului Sfânta Elena, Ascensión și Tristan da Cunha) | Administratori (succesivi)                                                                     | Sean Burns                          | 15 martie 2020                       |
| Bermude, Insulele                                                                          | Regatul Unit (Teritoriu de peste mări)                                                                              | Monarhi ai Regatului Unit (succesivi)                                                          | Charles al III-lea (rege)           | 8 septembrie 2022                    |
| Bermude, Insulele                                                                          | Regatul Unit (Teritoriu de peste mări)                                                                              | Monarhi ai Regatului Unit (succesivi)                                                          | Elisabeta a II-a (regină)           | 6 februarie 1952                     |
| Bermude, Insulele                                                                          | Regatul Unit (Teritoriu de peste mări)                                                                              | Guvernatoare                                                                                   | Rena Lalgie                         | 14 decembrie 2020                    |
| Bermude, Insulele                                                                          | Regatul Unit (Teritoriu de peste mări)                                                                              | Premier                                                                                        | David Burt                          | 17 iulie 2017                        |
| Brecqhou                                                                                   | Sark (Insulă proprietate privată, componentă a senioriei Sark) (statut în dispută)                                  | Locotenenți guvernatori ai bailiwick-ului Guernsey (succesivi)                                 | Richard Cripwell                    | 15 februarie 2022                    |
| Brecqhou                                                                                   | Sark (Insulă proprietate privată, componentă a senioriei Sark) (statut în dispută)                                  | Locotenenți guvernatori ai bailiwick-ului Guernsey (succesivi)                                 | Richard McMahon (interimar)         | 24 noiembrie 2021                    |
| Brecqhou                                                                                   | Sark (Insulă proprietate privată, componentă a senioriei Sark) (statut în dispută)                                  | Bailiff de Guernsey                                                                            | Richard McMahon ,                   | 9 mai 2020                           |
| Brecqhou                                                                                   | Sark (Insulă proprietate privată, componentă a senioriei Sark) (statut în dispută)                                  | Președinte al Comitetului pentru Politici și Resurse al bailiwick-ului Guernsey (ministru șef) | Peter Ferbrache                     | 16 octombrie 2020                    |
| Brecqhou                                                                                   | Sark (Insulă proprietate privată, componentă a senioriei Sark) (statut în dispută)                                  | Senior de Sark                                                                                 | Christopher Beaumont                | 3 iulie 2016                         |
| Brecqhou                                                                                   | Sark (Insulă proprietate privată, componentă a senioriei Sark) (statut în dispută)                                  | Tenant                                                                                         | sir Frederick Barclay               | 10 ianuarie 2021                     |
| Cayman, Insulele                                                                           | Regatul Unit (Teritoriu de peste mări)                                                                              | Monarhi ai Regatului Unit (succesivi)                                                          | Charles al III-lea (rege)           | 8 septembrie 2022                    |
| Cayman, Insulele                                                                           | Regatul Unit (Teritoriu de peste mări)                                                                              | Monarhi ai Regatului Unit (succesivi)                                                          | Elisabeta a II-a (regină)           | 6 februarie 1952                     |
| Cayman, Insulele                                                                           | Regatul Unit (Teritoriu de peste mări)                                                                              | Guvernator                                                                                     | Martyn Roper                        | 29 octombrie 2018                    |
| Cayman, Insulele                                                                           | Regatul Unit (Teritoriu de peste mări)                                                                              | Premier                                                                                        | Wayne Panton                        | 21 aprilie 2021                      |
| Falkland, Insulele                                                                         | Regatul Unit (Teritoriu de peste mări),                                                                             | Monarhi ai Regatului Unit (succesivi)                                                          | Charles al III-lea (rege)           | 8 septembrie 2022                    |
| Falkland, Insulele                                                                         | Regatul Unit (Teritoriu de peste mări),                                                                             | Monarhi ai Regatului Unit (succesivi)                                                          | Elisabeta a II-a (regină)           | 6 februarie 1952                     |
| Falkland, Insulele                                                                         | Regatul Unit (Teritoriu de peste mări),                                                                             | Guvernatori (succesivi)                                                                        | Alison Blake                        | 23 iulie 2022                        |
| Falkland, Insulele                                                                         | Regatul Unit (Teritoriu de peste mări),                                                                             | Guvernatori (succesivi)                                                                        | Dave Morgan (interimar)             | 1 iulie 2022                         |
| Falkland, Insulele                                                                         | Regatul Unit (Teritoriu de peste mări),                                                                             | Guvernatori (succesivi)                                                                        | Nigel Phillips                      | 12 septembrie 2017                   |
| Falkland, Insulele                                                                         | Regatul Unit (Teritoriu de peste mări),                                                                             | Șef al executivului                                                                            | Andy Keeling                        | 1 mai 2021                           |
| Georgia de Sud și Sandwich de Sud, Insulele (SGSSI)                                        | Regatul Unit (Teritoriu de peste mări),                                                                             | Monarhi ai Regatului Unit (succesivi)                                                          | Charles al III-lea (rege)           | 8 septembrie 2022                    |
| Georgia de Sud și Sandwich de Sud, Insulele (SGSSI)                                        | Regatul Unit (Teritoriu de peste mări),                                                                             | Monarhi ai Regatului Unit (succesivi)                                                          | Elisabeta a II-a (regină)           | 6 februarie 1952                     |
| Georgia de Sud și Sandwich de Sud, Insulele (SGSSI)                                        | Regatul Unit (Teritoriu de peste mări),                                                                             | Comisari , (succesivi)                                                                         | Alison Blake                        | 23 iulie 2022                        |
| Georgia de Sud și Sandwich de Sud, Insulele (SGSSI)                                        | Regatul Unit (Teritoriu de peste mări),                                                                             | Comisari , (succesivi)                                                                         | Dave Morgan (interimar)             | 1 iulie 2022                         |
| Georgia de Sud și Sandwich de Sud, Insulele (SGSSI)                                        | Regatul Unit (Teritoriu de peste mări),                                                                             | Comisari , (succesivi)                                                                         | Nigel Phillips                      | 12 septembrie 2017                   |
| Georgia de Sud și Sandwich de Sud, Insulele (SGSSI)                                        | Regatul Unit (Teritoriu de peste mări),                                                                             | Administratoare șefǎ                                                                           | Laura Sinclair Willis               | iunie 2021                           |
| Gibraltar                                                                                  | Regatul Unit (Teritoriu de peste mări)                                                                              | Monarhi ai Regatului Unit (succesivi)                                                          | Charles al III-lea (rege)           | 8 septembrie 2022                    |
| Gibraltar                                                                                  | Regatul Unit (Teritoriu de peste mări)                                                                              | Monarhi ai Regatului Unit (succesivi)                                                          | Elisabeta a II-a (regină)           | 6 februarie 1952                     |
| Gibraltar                                                                                  | Regatul Unit (Teritoriu de peste mări)                                                                              | Guvernator                                                                                     | sir David Steel                     | 11 iunie 2020                        |
| Gibraltar                                                                                  | Regatul Unit (Teritoriu de peste mări)                                                                              | Ministru Șef                                                                                   | Fabian Picardo                      | 9 decembrie 2011                     |
| Guernsey                                                                                   | Coroana briranică (Dependență a Coroanei Britanice)                                                                 | Monarhi ai Regatului Unit, Duci de Normandia (succesivi)                                       | Charles al III-lea (rege)           | 8 septembrie 2022                    |
| Guernsey                                                                                   | Coroana briranică (Dependență a Coroanei Britanice)                                                                 | Monarhi ai Regatului Unit, Duci de Normandia (succesivi)                                       | Elisabeta a II-a (regină)           | 6 februarie 1952                     |
| Guernsey                                                                                   | Coroana briranică (Dependență a Coroanei Britanice)                                                                 | Locotenenți guvernatori (succesivi)                                                            | Richard Cripwell                    | 15 februarie 2022                    |
| Guernsey                                                                                   | Coroana briranică (Dependență a Coroanei Britanice)                                                                 | Locotenenți guvernatori (succesivi)                                                            | Richard McMahon (interimar)         | 24 noiembrie 2021                    |
| Guernsey                                                                                   | Coroana briranică (Dependență a Coroanei Britanice)                                                                 | Bailiff                                                                                        | Richard McMahon ,                   | 9 mai 2020                           |
| Guernsey                                                                                   | Coroana briranică (Dependență a Coroanei Britanice)                                                                 | Președinte al Comitetului pentru Politici și Resurse (ministru șef)                            | Peter Ferbrache                     | 16 octombrie 2020                    |
| Herm                                                                                       | Guernsey (Dependență a bailiwick-ului Guernsey)                                                                     | Locotenenți guvernatori ai bailiwick-ului Guernsey (succesivi)                                 | Richard Cripwell                    | 15 februarie 2022                    |
| Herm                                                                                       | Guernsey (Dependență a bailiwick-ului Guernsey)                                                                     | Locotenenți guvernatori ai bailiwick-ului Guernsey (succesivi)                                 | Richard McMahon (interimar)         | 24 noiembrie 2021                    |
| Herm                                                                                       | Guernsey (Dependență a bailiwick-ului Guernsey)                                                                     | Bailiff de Guernsey                                                                            | Richard McMahon ,                   | 9 mai 2020                           |
| Herm                                                                                       | Guernsey (Dependență a bailiwick-ului Guernsey)                                                                     | Președinte al Comitetului pentru Politici și Resurse al bailiwick-ului Guernsey (ministru șef) | Peter Ferbrache                     | 16 octombrie 2020                    |
| Herm                                                                                       | Guernsey (Dependență a bailiwick-ului Guernsey)                                                                     | Tenants                                                                                        | John Singer și Julia Singer         | 1 octombrie 2008                     |
| Jersey                                                                                     | Coroana briranică (Dependență a Coroanei Britanice) Monarhi ai Regatului Unit, Duci de Normandia (succesivi)        | Charles al III-lea (rege)                                                                      | 8 septembrie 2022                   |                                      |
| Jersey                                                                                     | Coroana briranică (Dependență a Coroanei Britanice) Monarhi ai Regatului Unit, Duci de Normandia (succesivi)        | Elisabeta a II-a (regină)                                                                      | 6 februarie 1952                    |                                      |
| Jersey                                                                                     | Coroana briranică (Dependență a Coroanei Britanice) Monarhi ai Regatului Unit, Duci de Normandia (succesivi)        | Locotenenți guvernatori (succesivi)                                                            | Jerry Kyd                           | 8 octombrie 2022                     |
| Jersey                                                                                     | Coroana briranică (Dependență a Coroanei Britanice) Monarhi ai Regatului Unit, Duci de Normandia (succesivi)        | Locotenenți guvernatori (succesivi)                                                            | sir Tim Le Cocq (interimar)         | 30 iunie 2022                        |
| Jersey                                                                                     | Coroana briranică (Dependență a Coroanei Britanice) Monarhi ai Regatului Unit, Duci de Normandia (succesivi)        | Locotenenți guvernatori (succesivi)                                                            | sir Stephen Dalton                  | 13 martie 2017                       |
| Jersey                                                                                     | Coroana briranică (Dependență a Coroanei Britanice) Monarhi ai Regatului Unit, Duci de Normandia (succesivi)        | Bailiff                                                                                        | sir Tim Le Cocq ,                   | 12 octombrie 2019                    |
| Jersey                                                                                     | Coroana briranică (Dependență a Coroanei Britanice) Monarhi ai Regatului Unit, Duci de Normandia (succesivi)        | Miniștri Șefi (succesivi)                                                                      | Kristina Moore                      | 11 iulie 2022                        |
| Jersey                                                                                     | Coroana briranică (Dependență a Coroanei Britanice) Monarhi ai Regatului Unit, Duci de Normandia (succesivi)        | Miniștri Șefi (succesivi)                                                                      | John Le Fondré Jr                   | 4 iunie 2018                         |
| Jethou                                                                                     | Guernsey (Dependență a bailiwick-ului Guernsey                                                                      | Locotenenți guvernatori ai bailiwick-ului Guernsey (succesivi)                                 | Richard Cripwell                    | 15 februarie 2022                    |
| Jethou                                                                                     | Guernsey (Dependență a bailiwick-ului Guernsey                                                                      | Locotenenți guvernatori ai bailiwick-ului Guernsey (succesivi)                                 | Richard McMahon (interimar)         | 24 noiembrie 2021                    |
| Jethou                                                                                     | Guernsey (Dependență a bailiwick-ului Guernsey                                                                      | Bailiff de Guernsey                                                                            | Richard McMahon ,                   | 9 mai 2020                           |
| Jethou                                                                                     | Guernsey (Dependență a bailiwick-ului Guernsey                                                                      | Președinte al Comitetului pentru Politici și Resurse al bailiwick-ului Guernsey (ministru șef) | Peter Ferbrache                     | 16 octombrie 2020                    |
| Jethou                                                                                     | Guernsey (Dependență a bailiwick-ului Guernsey                                                                      | Subtenants                                                                                     | sir Peter Ogden și sir Philip Hulme | 1995                                 |
| Lihou                                                                                      | Guernsey (Dependență a bailiwick-ului Guernesey)                                                                    | Locotenenți guvernatori ai bailiwick-ului Guernsey (succesivi)                                 | Richard Cripwell                    | 15 februarie 2022                    |
| Lihou                                                                                      | Guernsey (Dependență a bailiwick-ului Guernesey)                                                                    | Locotenenți guvernatori ai bailiwick-ului Guernsey (succesivi)                                 | Richard McMahon (interimar)         | 24 noiembrie 2021                    |
| Lihou                                                                                      | Guernsey (Dependență a bailiwick-ului Guernesey)                                                                    | Bailiff de Guernsey                                                                            | Richard McMahon ,                   | 9 mai 2020                           |
| Lihou                                                                                      | Guernsey (Dependență a bailiwick-ului Guernesey)                                                                    | Președinte al Comitetului pentru Politici și Resurse al bailiwick-ului Guernsey (ministru șef) | Peter Ferbrache                     | 16 octombrie 2020                    |
| Lihou                                                                                      | Guernsey (Dependență a bailiwick-ului Guernesey)                                                                    | Administrator                                                                                  | Steve Sarre                         | septembrie 2019                      |
| Man, Insula                                                                                | Coroana briranică (Dependență a Coroanei Britanice)                                                                 | Monarhi ai Regatului Unit, Lorzi de Man (succesivi)                                            | Charles al III-lea (rege)           | 8 septembrie 2022                    |
| Man, Insula                                                                                | Coroana briranică (Dependență a Coroanei Britanice)                                                                 | Monarhi ai Regatului Unit, Lorzi de Man (succesivi)                                            | Elisabeta a II-a (regină)           | 6 februarie 1952                     |
| Man, Insula                                                                                | Coroana briranică (Dependență a Coroanei Britanice)                                                                 | Locotenent guvernator                                                                          | sir John Lorimer                    | 29 septembre 2021                    |
| Man, Insula                                                                                | Coroana briranică (Dependență a Coroanei Britanice)                                                                 | Prim deemster                                                                                  | Andrew Corlett                      | 10 iulie 2018                        |
| Man, Insula                                                                                | Coroana briranică (Dependență a Coroanei Britanice)                                                                 | Ministru Șef                                                                                   | Alfred Cannan                       | 12 octombrie 2021                    |
| Montserrat                                                                                 | Regatul Unit (Teritoriu de peste mări)                                                                              | Monarhi ai Regatului Unit (succesivi)                                                          | Charles al III-lea (rege)           | 8 septembrie 2022                    |
| Montserrat                                                                                 | Regatul Unit (Teritoriu de peste mări)                                                                              | Monarhi ai Regatului Unit (succesivi)                                                          | Elisabeta a II-a (regină)           | 6 februarie 1952                     |
| Montserrat                                                                                 | Regatul Unit (Teritoriu de peste mări)                                                                              | Guvernatori (succesivi)                                                                        | Sarah Tucker                        | 6 aprilie 2022                       |
| Montserrat                                                                                 | Regatul Unit (Teritoriu de peste mări)                                                                              | Guvernatori (succesivi)                                                                        | Lyndel Simpson (interimară)         | 7 martie 2022                        |
| Montserrat                                                                                 | Regatul Unit (Teritoriu de peste mări)                                                                              | Guvernatori (succesivi)                                                                        | Andrew Pearce                       | 1 februarie 2018                     |
| Montserrat                                                                                 | Regatul Unit (Teritoriu de peste mări)                                                                              | Premier                                                                                        | Easton Taylor-Farrell               | 19 noiembrie 2019                    |
| Pitcairn, Insulele                                                                         | Regatul Unit (Teritoriu de peste mări)                                                                              | Monarhi ai Regatului Unit (succesivi)                                                          | Charles al III-lea (rege)           | 8 septembrie 2022                    |
| Pitcairn, Insulele                                                                         | Regatul Unit (Teritoriu de peste mări)                                                                              | Monarhi ai Regatului Unit (succesivi)                                                          | Elisabeta a II-a (regină)           | 6 februarie 1952                     |
| Pitcairn, Insulele                                                                         | Regatul Unit (Teritoriu de peste mări)                                                                              | Guvernatori > (succesivi)                                                                      | Iona Thomas                         | 9 august 2022                        |
| Pitcairn, Insulele                                                                         | Regatul Unit (Teritoriu de peste mări)                                                                              | Guvernatori > (succesivi)                                                                      | Alasdair Hamilton (interimar)       | 7 iulie 2022                         |
| Pitcairn, Insulele                                                                         | Regatul Unit (Teritoriu de peste mări)                                                                              | Guvernatori > (succesivi)                                                                      | Laura Clarke                        | 23 ianuaie 2018                      |
| Pitcairn, Insulele                                                                         | Regatul Unit (Teritoriu de peste mări)                                                                              | Administratori (succesivi)                                                                     | Steve Townsend și Fiona Kilpatrick  | 15 decembrie 2022                    |
| Pitcairn, Insulele                                                                         | Regatul Unit (Teritoriu de peste mări)                                                                              | Administratori (succesivi)                                                                     | funcție vacantă                     | 13 noiembrie 2022                    |
| Pitcairn, Insulele                                                                         | Regatul Unit (Teritoriu de peste mări)                                                                              | Administratori (succesivi)                                                                     | Simon Bull (temporar)               | 9 octombrie 2022                     |
| Pitcairn, Insulele                                                                         | Regatul Unit (Teritoriu de peste mări)                                                                              | Administratori (succesivi)                                                                     | Tim Moody (temporar)                | 1 august 2022                        |
| Pitcairn, Insulele                                                                         | Regatul Unit (Teritoriu de peste mări)                                                                              | Administratori (succesivi)                                                                     | Stephen Twaites (temporar)          | 3 iulie 2022                         |
| Pitcairn, Insulele                                                                         | Regatul Unit (Teritoriu de peste mări)                                                                              | Administratori (succesivi)                                                                     | Colin Leeman (temporar)             | 14 aprilie 2022                      |
| Pitcairn, Insulele                                                                         | Regatul Unit (Teritoriu de peste mări)                                                                              | Administratori (succesivi)                                                                     | Alasdair Hamilton (interimar)       | februarie 2022                       |
| Pitcairn, Insulele                                                                         | Regatul Unit (Teritoriu de peste mări)                                                                              | Administratori (succesivi)                                                                     | Mark Tomlinson                      | decembrie 2020                       |
| Pitcairn, Insulele                                                                         | Regatul Unit (Teritoriu de peste mări)                                                                              | Primar                                                                                         | Charlene Warren-Peu                 | 1 ianuarie 2020                      |
| Rockall                                                                                    | Scoția [Stâncă nelocuită și izolată atașată Consiliului Unitar Hebridele Exterioare (na h-Eileanan Siar)]           | Secretar de Stat pentru Scoția                                                                 | Alister Jack                        | 25 iulie 2020                        |
| Rockall                                                                                    | Scoția [Stâncă nelocuită și izolată atașată Consiliului Unitar Hebridele Exterioare (na h-Eileanan Siar)]           | Prim ministru al Scoției                                                                       | Nicola Sturgeon                     | 19 noiembrie 2014                    |
| Rockall                                                                                    | Scoția [Stâncă nelocuită și izolată atașată Consiliului Unitar Hebridele Exterioare (na h-Eileanan Siar)]           | Președinți ai Consiliului Hebridelor Exterioare (succesivi)                                    | Kenneth Macleod                     | 17 mai 2022                          |
| Rockall                                                                                    | Scoția [Stâncă nelocuită și izolată atașată Consiliului Unitar Hebridele Exterioare (na h-Eileanan Siar)]           | Președinți ai Consiliului Hebridelor Exterioare (succesivi)                                    | Norman A Macdonald                  | 10 mai 2012                          |
| Rockall                                                                                    | Scoția [Stâncă nelocuită și izolată atașată Consiliului Unitar Hebridele Exterioare (na h-Eileanan Siar)]           | Lideri ai Consiliului Hebridelor Exterioare (succesivi)                                        | Paul Steele                         | 17 mai 2022                          |
| Rockall                                                                                    | Scoția [Stâncă nelocuită și izolată atașată Consiliului Unitar Hebridele Exterioare (na h-Eileanan Siar)]           | Lideri ai Consiliului Hebridelor Exterioare (succesivi)                                        | Roddie MacKey                       | 16 mai 2017                          |
| Rockall                                                                                    | Scoția [Stâncă nelocuită și izolată atașată Consiliului Unitar Hebridele Exterioare (na h-Eileanan Siar)]           | Director executiv al Consiliului Hebridelor Exterioare                                         | Malcolm Burr                        | octombrie 2005                       |
| Sark                                                                                       | Guernsey (Dependență a bailiwick-ului Guernsey)                                                                     | Locotenenți guvernatori ai bailiwick-ului Guernsey (succesivi)                                 | Richard Cripwell                    | 15 februarie 2022                    |
| Sark                                                                                       | Guernsey (Dependență a bailiwick-ului Guernsey)                                                                     | Locotenenți guvernatori ai bailiwick-ului Guernsey (succesivi)                                 | Richard McMahon (interimar)         | 24 noiembrie 2021                    |
| Sark                                                                                       | Guernsey (Dependență a bailiwick-ului Guernsey)                                                                     | Bailiff de Guernsey                                                                            | Richard McMahon ,                   | 9 mai 2020                           |
| Sark                                                                                       | Guernsey (Dependență a bailiwick-ului Guernsey)                                                                     | Președinte al Comitetului pentru Politici și Resurse al bailiwick-ului Guernsey (ministru șef) | Peter Ferbrache                     | 16 octombrie 2020                    |
| Sark                                                                                       | Guernsey (Dependență a bailiwick-ului Guernsey)                                                                     | Senior                                                                                         | Christopher Beaumont                | 3 iulie 2016                         |
| Sfânta Elena, Ascension și Tristan da Cunha (Saint Helena, Ascension and Tristan da Cunha) | Regatul Unit (Teritoriu de peste mări)                                                                              | Monarhi ai Regatului Unit (succesivi)                                                          | Charles al III-lea (rege)           | 8 septembrie 2022                    |
| Sfânta Elena, Ascension și Tristan da Cunha (Saint Helena, Ascension and Tristan da Cunha) | Regatul Unit (Teritoriu de peste mări)                                                                              | Monarhi ai Regatului Unit (succesivi)                                                          | Elisabeta a II-a (regină)           | 6 februarie 1952                     |
| Sfânta Elena, Ascension și Tristan da Cunha (Saint Helena, Ascension and Tristan da Cunha) | Regatul Unit (Teritoriu de peste mări)                                                                              | Guvernatori (succesivi)                                                                        | Nigel Phillips                      | 13 august 2022                       |
| Sfânta Elena, Ascension și Tristan da Cunha (Saint Helena, Ascension and Tristan da Cunha) | Regatul Unit (Teritoriu de peste mări)                                                                              | Guvernatori (succesivi)                                                                        | Greg Gibson (interimar)             | 20 iunie 2022                        |
| Sfânta Elena, Ascension și Tristan da Cunha (Saint Helena, Ascension and Tristan da Cunha) | Regatul Unit (Teritoriu de peste mări)                                                                              | Guvernatori (succesivi)                                                                        | Philip Rushbrook                    | 11 mai 2019                          |
| Sfânta Elena, Ascension și Tristan da Cunha (Saint Helena, Ascension and Tristan da Cunha) | Regatul Unit (Teritoriu de peste mări)                                                                              | Ministru Șef                                                                                   | Julie Dorne Thomas                  | 25 octombrie 2021                    |
| Teritoriul Arctic Britanic (BAT)                                                           | Regatul Unit (Teritoriu de peste mări)                                                                              | Monarhi ai Regatului Unit (succesivi)                                                          | Charles al III-lea (rege)           | 8 septembrie 2022                    |
| Teritoriul Arctic Britanic (BAT)                                                           | Regatul Unit (Teritoriu de peste mări)                                                                              | Monarhi ai Regatului Unit (succesivi)                                                          | Elisabeta a II-a (regină)           | 6 februarie 1952                     |
| Teritoriul Arctic Britanic (BAT)                                                           | Regatul Unit (Teritoriu de peste mări)                                                                              | Comisar                                                                                        | Paul Candler                        | 1 iulie 2021                         |
| Teritoriul Arctic Britanic (BAT)                                                           | Regatul Unit (Teritoriu de peste mări)                                                                              | Administrator                                                                                  | George Clarkson                     | 1 octombrie 2020                     |
| Teritoriul Britanic din Oceanul Indian (BIOT)                                              | Regatul Unit (Teritoriu de peste mări)                                                                              | Monarhi ai Regatului Unit (succesivi)                                                          | Charles al III-lea (rege)           | 8 septembrie 2022                    |
| Teritoriul Britanic din Oceanul Indian (BIOT)                                              | Regatul Unit (Teritoriu de peste mări)                                                                              | Monarhi ai Regatului Unit (succesivi)                                                          | Elisabeta a II-a (regină)           | 6 februarie 1952                     |
| Teritoriul Britanic din Oceanul Indian (BIOT)                                              | Regatul Unit (Teritoriu de peste mări)                                                                              | Comisar                                                                                        | Paul Candler                        | 1 iulie 2021                         |
| Teritoriul Britanic din Oceanul Indian (BIOT)                                              | Regatul Unit (Teritoriu de peste mări)                                                                              | Administratori (succesivi)                                                                     | Balraj Dhanda                       | aprilie 2022                         |
| Teritoriul Britanic din Oceanul Indian (BIOT)                                              | Regatul Unit (Teritoriu de peste mări)                                                                              | Administratori (succesivi)                                                                     | Kit Pyman                           | ianuarie 2020                        |
| Teritoriul Britanic din Oceanul Indian (BIOT)                                              | Regatul Unit (Teritoriu de peste mări)                                                                              | Reprezentanți ai comisarului (succesivi)                                                       | Colvin Osborn                       | 2022                                 |
| Teritoriul Britanic din Oceanul Indian (BIOT)                                              | Regatul Unit (Teritoriu de peste mări)                                                                              | Reprezentanți ai comisarului (succesivi)                                                       | Steven R. Drysdale                  | 19 februarie 2021                    |
| Tristan da Cunha                                                                           | Sfânta Elena, Ascension și Tristan da Cunha (Componenră a teritoriului Sfânta Elena, Ascensión și Tristan da Cunha) | Guvernatori ai teritoriului Sfânta Elena, Ascensión și Tristan da Cunha (succesivi)            | Nigel Phillips                      | 22 noiembrie 2022                    |
| Tristan da Cunha                                                                           | Sfânta Elena, Ascension și Tristan da Cunha (Componenră a teritoriului Sfânta Elena, Ascensión și Tristan da Cunha) | Guvernatori ai teritoriului Sfânta Elena, Ascensión și Tristan da Cunha (succesivi)            | Greg Gibson (interimar)             | 20 iunie 2022                        |
| Tristan da Cunha                                                                           | Sfânta Elena, Ascension și Tristan da Cunha (Componenră a teritoriului Sfânta Elena, Ascensión și Tristan da Cunha) | Guvernatori ai teritoriului Sfânta Elena, Ascensión și Tristan da Cunha (succesivi)            | Philip Rushbrook                    | 11 mai 2019                          |
| Tristan da Cunha                                                                           | Sfânta Elena, Ascension și Tristan da Cunha (Componenră a teritoriului Sfânta Elena, Ascensión și Tristan da Cunha) | Administratori (succesivi)                                                                     | Sean Burns                          | 22 noiembrie 2022                    |
| Tristan da Cunha                                                                           | Sfânta Elena, Ascension și Tristan da Cunha (Componenră a teritoriului Sfânta Elena, Ascensión și Tristan da Cunha) | Administratori (succesivi)                                                                     | James Patrick Glass (interimar)     | 4 noiembrie 2022                     |
| Tristan da Cunha                                                                           | Sfânta Elena, Ascension și Tristan da Cunha (Componenră a teritoriului Sfânta Elena, Ascensión și Tristan da Cunha) | Administratori (succesivi)                                                                     | Jason Ivory                         | 12 septembrie 2022                   |
| Tristan da Cunha                                                                           | Sfânta Elena, Ascension și Tristan da Cunha (Componenră a teritoriului Sfânta Elena, Ascensión și Tristan da Cunha) | Administratori (succesivi)                                                                     | Fiona Kilpatrick                    | 15 iulie 2022                        |
| Tristan da Cunha                                                                           | Sfânta Elena, Ascension și Tristan da Cunha (Componenră a teritoriului Sfânta Elena, Ascensión și Tristan da Cunha) | Administratori (succesivi)                                                                     | Helene Jaumotte (interimară)        | 4 mai 2022                           |
| Tristan da Cunha                                                                           | Sfânta Elena, Ascension și Tristan da Cunha (Componenră a teritoriului Sfânta Elena, Ascensión și Tristan da Cunha) | Administratori (succesivi)                                                                     | Steve Townsend                      | 1 aprilie 2022                       |
| Tristan da Cunha                                                                           | Sfânta Elena, Ascension și Tristan da Cunha (Componenră a teritoriului Sfânta Elena, Ascensión și Tristan da Cunha) | Administratori (succesivi)                                                                     | Fiona Kilpatrick                    | 3 ianuarie 2022                      |
| Tristan da Cunha                                                                           | Sfânta Elena, Ascension și Tristan da Cunha (Componenră a teritoriului Sfânta Elena, Ascensión și Tristan da Cunha) | Administratori (succesivi)                                                                     | Steve Townsend                      | 4 octombrie 2021                     |
| Turks și Caicos, Insulele                                                                  | Regatul Unit (Teritoriu de peste mări)                                                                              | Monarhi ai Regatului Unit (succesivi)                                                          | Charles al III-lea (rege)           | 8 septembrie 2022                    |
| Turks și Caicos, Insulele                                                                  | Regatul Unit (Teritoriu de peste mări)                                                                              | Monarhi ai Regatului Unit (succesivi)                                                          | Elisabeta a II-a (regină)           | 6 februarie 1952                     |
| Turks și Caicos, Insulele                                                                  | Regatul Unit (Teritoriu de peste mări)                                                                              | Guvernator                                                                                     | Nigel Dakin                         | 15 iulie 2019                        |
| Turks și Caicos, Insulele                                                                  | Regatul Unit (Teritoriu de peste mări)                                                                              | Premier                                                                                        | Washington Misick                   | 20 februarie 2021                    |
| Virgine Britanice, Insulele (BVI)                                                          | Regatul Unit (Teritoriu de peste mări)                                                                              | Monarhi ai Regatului Unit (succesivi)                                                          | Charles al III-lea (rege)           | 8 septembrie 2022                    |
| Virgine Britanice, Insulele (BVI)                                                          | Regatul Unit (Teritoriu de peste mări)                                                                              | Monarhi ai Regatului Unit (succesivi)                                                          | Elisabeta a II-a (regină)           | 6 februarie 1952                     |
| Virgine Britanice, Insulele (BVI)                                                          | Regatul Unit (Teritoriu de peste mări)                                                                              | Guvernator                                                                                     | John Rankin                         | 29 ianuarie 2021                     |
| Virgine Britanice, Insulele (BVI)                                                          | Regatul Unit (Teritoriu de peste mări)                                                                              | Premieri (succesivi)                                                                           | Natalio Wheatley                    | 28 aprilie 2022                      |
| Virgine Britanice, Insulele (BVI)                                                          | Regatul Unit (Teritoriu de peste mări)                                                                              | Premieri (succesivi)                                                                           | Andrew Fahie                        | 26 februarie 2019 - 5 mai 2022       |

## Departamente și colectivități de peste mări și teritorii cu statut special franceze
| Teritoriu                                                                                       | Suveranitate și statut                                        | Funcția                                                                           | Numele                               | Începând cu        |
| ----------------------------------------------------------------------------------------------- | ------------------------------------------------------------- | --------------------------------------------------------------------------------- | ------------------------------------ | ------------------ |
| Clipperton, Insula                                                                              | Franța · (Domeniu public maritim al statului nelocuit)        | Președinte al Republicii Franceze                                                 | Emmanuel Macron                      | 14 mai 2017        |
| Clipperton, Insula                                                                              | Franța · (Domeniu public maritim al statului nelocuit)        | Administratori (succesivi)                                                        | Jean-François Carenco                | 4 iulie 2022       |
| Clipperton, Insula                                                                              | Franța · (Domeniu public maritim al statului nelocuit)        | Administratori (succesivi)                                                        | Élisabeth Borne (interimară)         | 25 iunie 2022      |
| Clipperton, Insula                                                                              | Franța · (Domeniu public maritim al statului nelocuit)        | Administratori (succesivi)                                                        | Yaël Braun-Pivet                     | 20 mai 2022        |
| Clipperton, Insula                                                                              | Franța · (Domeniu public maritim al statului nelocuit)        | Administratori (succesivi)                                                        | Sébastien Lecornu                    | 6 iulie 2020       |
| Clipperton, Insula                                                                              | Franța · (Domeniu public maritim al statului nelocuit)        | Administratori delegați , (succesivi)                                             | Éric Spitz                           | 26 septembrie 2022 |
| Clipperton, Insula                                                                              | Franța · (Domeniu public maritim al statului nelocuit)        | Administratori delegați , (succesivi)                                             | Éric Requet (interimar)              | 27 iulie 2022      |
| Clipperton, Insula                                                                              | Franța · (Domeniu public maritim al statului nelocuit)        | Administratori delegați , (succesivi)                                             | Dominique Sorain                     | 8 august 2019      |
| Domeniile franceze din Israel (Domeniul Național Francez din Țara Sfântă)                       | Franța · (Posesiuni ale statului)                             | Președinte al Republicii Franceze                                                 | Emmanuel Macron                      | 14 mai 2017        |
| Domeniile franceze din Israel (Domeniul Național Francez din Țara Sfântă)                       | Franța · (Posesiuni ale statului)                             | Miniștri ai Europei și ai Afacerilor Externe ai Republicii Franceze (succesivi)   | Catherine Colonna                    | 20 mai 2022        |
| Domeniile franceze din Israel (Domeniul Național Francez din Țara Sfântă)                       | Franța · (Posesiuni ale statului)                             | Miniștri ai Europei și ai Afacerilor Externe ai Republicii Franceze (succesivi)   | Jean-Yves Le Drian                   | 17 mai 2017        |
| Domeniile franceze din Israel (Domeniul Național Francez din Țara Sfântă)                       | Franța · (Posesiuni ale statului)                             | Administrator                                                                     | René Troccaz                         | 30 iulie 2019      |
| Domeniile franceze din insula Sfânta Elena                                                      | Franța · (Posesiuni ale statului)                             | Președinte al Republicii Franceze                                                 | Emmanuel Macron                      | 14 mai 2017        |
| Domeniile franceze din insula Sfânta Elena                                                      | Franța · (Posesiuni ale statului)                             | Miniștri ai Europei și ai Afacerilor Externe ai Republicii Franceze (succesivi)   | Catherine Colonna                    | 20 mai 2022        |
| Domeniile franceze din insula Sfânta Elena                                                      | Franța · (Posesiuni ale statului)                             | Miniștri ai Europei și ai Afacerilor Externe ai Republicii Franceze (succesivi)   | Jean-Yves Le Drian                   | 17 mai 2017        |
| Domeniile franceze din insula Sfânta Elena                                                      | Franța · (Posesiuni ale statului)                             | Consul onorar al Franței la Jamestown (Sfânta Elena)                              | Michel Dancoisne-Martineau           | 1 decembrie 1987   |
| Domeniile franceze din insula Sfânta Elena                                                      | Franța · (Posesiuni ale statului)                             | Conservator                                                                       | Michel Dancoisne-Martineau           | 5 august 1991      |
| Domeniile franceze la Vatican (Fundația Așezămintelor Pioase ale Franței la Roma și la Lorette) | Franța · (Posesiuni ale statului)                             | Președinte al Republicii Franceze                                                 | Emmanuel Macron                      | 14 mai 2017        |
| Domeniile franceze la Vatican (Fundația Așezămintelor Pioase ale Franței la Roma și la Lorette) | Franța · (Posesiuni ale statului)                             | Miniștri ai Europei și ai Afacerilor Externe ai Republicii Franceze (succesivi)   | Catherine Colonna                    | 20 mai 2022        |
| Domeniile franceze la Vatican (Fundația Așezămintelor Pioase ale Franței la Roma și la Lorette) | Franța · (Posesiuni ale statului)                             | Miniștri ai Europei și ai Afacerilor Externe ai Republicii Franceze (succesivi)   | Jean-Yves Le Drian                   | 17 mai 2017        |
| Domeniile franceze la Vatican (Fundația Așezămintelor Pioase ale Franței la Roma și la Lorette) | Franța · (Posesiuni ale statului)                             | Președinți ai Congregației Generale (succesivi)                                   | Florence Mangin                      | 28 martie 2022     |
| Domeniile franceze la Vatican (Fundația Așezămintelor Pioase ale Franței la Roma și la Lorette) | Franța · (Posesiuni ale statului)                             | Președinți ai Congregației Generale (succesivi)                                   | Max-Olivier Gonnet (interimar)       | 2 ianuarie 2022    |
| Domeniile franceze la Vatican (Fundația Așezămintelor Pioase ale Franței la Roma și la Lorette) | Franța · (Posesiuni ale statului)                             | Președinți ai Congregației Generale (succesivi)                                   | Élisabeth Beton-Delègue              | 10 aprilie 2019    |
| Domeniile franceze la Vatican (Fundația Așezămintelor Pioase ale Franței la Roma și la Lorette) | Franța · (Posesiuni ale statului)                             | Administrator al Fundației Așezămintelor Pioase ale Franței la Roma și la Lorette | monseniorul Philippe Bordeyne        | 17 iunie 2021      |
| Guadelupa                                                                                       | Franța · (Departament de peste mări)                          | Președinte al Republicii Franceze                                                 | Emmanuel Macron                      | 14 mai 2017        |
| Guadelupa                                                                                       | Franța · (Departament de peste mări)                          | Prefect                                                                           | Alexandre Rochatte                   | 10 august 2020     |
| Guadelupa                                                                                       | Franța · (Departament de peste mări)                          | Președinte al Consilului Regional                                                 | Ary Chalus                           | 18 decembrie 2015  |
| Guadelupa                                                                                       | Franța · (Departament de peste mări)                          | Președinte al Consililui Departamental                                            | Guy Losbar                           | 1 iulie 2021       |
| Guyana Franceză                                                                                 | Franța · (Departament de peste mări)                          | Președinte al Republicii Franceze                                                 | Emmanuel Macron                      | 14 mai 2017        |
| Guyana Franceză                                                                                 | Franța · (Departament de peste mări)                          | Prefect                                                                           | Thierry Queffelec                    | 28 decembrie 2020  |
| Guyana Franceză                                                                                 | Franța · (Departament de peste mări)                          | Președinte al Adunării                                                            | Gabriel Serville                     | 2 iulie 2021       |
| Casa Hauteville (Hauteville House)                                                              | Paris (proprietate a primăriei Parisului în Insula Guernesey) | Președinte al Republicii Franceze                                                 | Emmanuel Macron                      | 14 mai 2017        |
| Casa Hauteville (Hauteville House)                                                              | Paris (proprietate a primăriei Parisului în Insula Guernesey) | Miniștri ai Europei și ai Afacerilor Externe ai Republicii Franceze (succesivi)   | Catherine Colonna                    | 20 mai 2022        |
| Casa Hauteville (Hauteville House)                                                              | Paris (proprietate a primăriei Parisului în Insula Guernesey) | Miniștri ai Europei și ai Afacerilor Externe ai Republicii Franceze (succesivi)   | Jean-Yves Le Drian                   | 17 mai 2017        |
| Casa Hauteville (Hauteville House)                                                              | Paris (proprietate a primăriei Parisului în Insula Guernesey) | Primar al Parisului                                                               | Anne Hidalgo                         | 5 aprilie 2014     |
| Casa Hauteville (Hauteville House)                                                              | Paris (proprietate a primăriei Parisului în Insula Guernesey) | Consul onorar al Franței la Saint Peter Port (Guernsey)                           | Odile Blanchette                     | ianuarie 2003      |
| Casa Hauteville (Hauteville House)                                                              | Paris (proprietate a primăriei Parisului în Insula Guernesey) | Conservatoare                                                                     | Odile Blanchette                     | ianuarie 2003      |
| Martinica                                                                                       | Franța · (Departament de peste mări)                          | Președinte al Republicii Franceze                                                 | Emmanuel Macron                      | 14 mai 2017        |
| Martinica                                                                                       | Franța · (Departament de peste mări)                          | Prefecți (succesivi)                                                              | Jean Christophe Bouvier              | 23 august 2022     |
| Martinica                                                                                       | Franța · (Departament de peste mări)                          | Prefecți (succesivi)                                                              | Laurence Gola de Monchy (interimară) | 31 iulie 2022      |
| Martinica                                                                                       | Franța · (Departament de peste mări)                          | Prefecți (succesivi)                                                              | Stanislas Cazelles                   | 27 februarie 2020  |
| Martinica                                                                                       | Franța · (Departament de peste mări)                          | Președinte al Consiliului Executiv                                                | Serge Letchimy                       | 2 iulie 2021       |
| Mayotte                                                                                         | Franța · (Departament de peste mări)                          | Președinte al Republicii Franceze                                                 | Emmanuel Macron                      | 14 mai 2017        |
| Mayotte                                                                                         | Franța · (Departament de peste mări)                          | Prefect                                                                           | Thierry Suquet                       | 12 iulie 2021      |
| Mayotte                                                                                         | Franța · (Departament de peste mări)                          | Președinte al Consililui Departamental                                            | Ben Issa Ousseni                     | 1 iulie 2021       |
| Noua Caledonie                                                                                  | Franța · (Colectivitate de peste mări sui generis)            | Președinte al Republicii Franceze                                                 | Emmanuel Macron                      | 14 mai 2017        |
| Noua Caledonie                                                                                  | Franța · (Colectivitate de peste mări sui generis)            | Înalt Comisar al Republicii                                                       | Patrice Faure                        | 12 iunie 2021      |
| Noua Caledonie                                                                                  | Franța · (Colectivitate de peste mări sui generis)            | Președinte al Guvernului                                                          | Louis Mapou                          | 7 iulie 2021       |
| Polinezia Franceză                                                                              | Franța · (colectivitate de peste mări franceză)               | Președinte al Republicii Franceze                                                 | Emmanuel Macron                      | 14 mai 2017        |
| Polinezia Franceză                                                                              | Franța · (colectivitate de peste mări franceză)               | Înalți Comisari ai Republicii (succesivi)                                         | Éric Spitz                           | 26 septembrie 2022 |
| Polinezia Franceză                                                                              | Franța · (colectivitate de peste mări franceză)               | Înalți Comisari ai Republicii (succesivi)                                         | Éric Requet (interimar)              | 27 iulie 2022      |
| Polinezia Franceză                                                                              | Franța · (colectivitate de peste mări franceză)               | Înalți Comisari ai Republicii (succesivi)                                         | Dominique Sorain                     | 8 august 2019      |
| Polinezia Franceză                                                                              | Franța · (colectivitate de peste mări franceză)               | Președinte                                                                        | Édouard Fritch                       | 12 septembrie 2014 |
| Réunion                                                                                         | Franța · (Departament de peste mări)                          | Președinte al Republicii Franceze                                                 | Emmanuel Macron                      | 14 mai 2017        |
| Réunion                                                                                         | Franța · (Departament de peste mări)                          | Prefecți (succesivi)                                                              | Jérôme Filippini                     | 23 august 2022     |
| Réunion                                                                                         | Franța · (Departament de peste mări)                          | Prefecți (succesivi)                                                              | Régine Pam (interimară)              | 1 august 2022      |
| Réunion                                                                                         | Franța · (Departament de peste mări)                          | Prefecți (succesivi)                                                              | Jacques Billant                      | 17 iunie 2019      |
| Réunion                                                                                         | Franța · (Departament de peste mări)                          | Președintă a Consiliului Regional                                                 | Huguette Bello                       | 2 iulie 2021       |
| Réunion                                                                                         | Franța · (Departament de peste mări)                          | Președinte al Consililui Departamental                                            | Cyrille Melchior                     | 18 decembrie 2017  |
| Sfântul Bartolomeu (Saint Barthélemy)                                                           | Franța · (Colectivitate de peste mări)                        | Președinte al Republicii Franceze                                                 | Emmanuel Macron                      | 14 mai 2017        |
| Sfântul Bartolomeu (Saint Barthélemy)                                                           | Franța · (Colectivitate de peste mări)                        | Prefect                                                                           | Alexandre Rochatte                   | 10 august 2020     |
| Sfântul Bartolomeu (Saint Barthélemy)                                                           | Franța · (Colectivitate de peste mări)                        | Prefecți delegați (succesivi)                                                     | Vincent Berton                       | 28 martie 2022     |
| Sfântul Bartolomeu (Saint Barthélemy)                                                           | Franța · (Colectivitate de peste mări)                        | Prefecți delegați (succesivi)                                                     | Serge Gouteyron                      | 15 decembrie 2020  |
| Sfântul Bartolomeu (Saint Barthélemy)                                                           | Franța · (Colectivitate de peste mări)                        | Președinți ai Consililui Teritorial (succesivi)                                   | Xavier Lédée                         | 3 avril 2022       |
| Sfântul Bartolomeu (Saint Barthélemy)                                                           | Franța · (Colectivitate de peste mări)                        | Președinți ai Consililui Teritorial (succesivi)                                   | Bruno Magras                         | 15 iulie 2007      |
| Sfântul Martin [Saint Martin (France)]                                                          | Franța · (Colectivitate de peste mări)                        | Președinte al Republicii Franceze                                                 | Emmanuel Macron                      | 14 mai 2017        |
| Sfântul Martin [Saint Martin (France)]                                                          | Franța · (Colectivitate de peste mări)                        | Prefect                                                                           | Alexandre Rochatte                   | 10 august 2020     |
| Sfântul Martin [Saint Martin (France)]                                                          | Franța · (Colectivitate de peste mări)                        | Prefecți delegați (succesivi)                                                     | Vincent Berton                       | 28 martie 2022     |
| Sfântul Martin [Saint Martin (France)]                                                          | Franța · (Colectivitate de peste mări)                        | Prefecți delegați (succesivi)                                                     | Serge Gouteyron                      | 15 decembrie 2020  |
| Sfântul Martin [Saint Martin (France)]                                                          | Franța · (Colectivitate de peste mări)                        | Președinți ai Consililui Teritorial (succesivi)                                   | Louis Mussington                     | 3 aprilie 2022     |
| Sfântul Martin [Saint Martin (France)]                                                          | Franța · (Colectivitate de peste mări)                        | Președinți ai Consililui Teritorial (succesivi)                                   | Daniel Gibbs                         | 3 aprilie 2017     |
| Sfântul Petru și Miquelon (Saint Pierre et Miquelon)                                            | Franța · (Colectivitate de peste mări)                        | Președinte al Republicii Franceze                                                 | Emmanuel Macron                      | 14 mai 2017        |
| Sfântul Petru și Miquelon (Saint Pierre et Miquelon)                                            | Franța · (Colectivitate de peste mări)                        | Prefect                                                                           | Christian Pouget                     | 30 ianuarie 2021   |
| Sfântul Petru și Miquelon (Saint Pierre et Miquelon)                                            | Franța · (Colectivitate de peste mări)                        | Președinte al Consililui Teritorial                                               | Bernard Briand                       | 13 octombrie 2020  |
| Teritoriile australe și antarctice franceze (TAAF)                                              | Franța · (Teritoriu de peste mări)                            | Președinte al Republicii Franceze                                                 | Emmanuel Macron                      | 14 mai 2017        |
| Teritoriile australe și antarctice franceze (TAAF)                                              | Franța · (Teritoriu de peste mări)                            | Prefecți administratori superiori (succesivi)                                     | Florence Jeanblanc-Risler            | 27 octombrie 2022  |
| Teritoriile australe și antarctice franceze (TAAF)                                              | Franța · (Teritoriu de peste mări)                            | Prefecți administratori superiori (succesivi)                                     | Gilbert Manciet (interimar)          | octombrie 2022     |
| Teritoriile australe și antarctice franceze (TAAF)                                              | Franța · (Teritoriu de peste mări)                            | Prefecți administratori superiori (succesivi)                                     | Charles Giusti                       | 12 octombrie 2020  |
| Wallis și Futuna (vezi și : §12)                                                                | Franța · (Colectivitate de peste mări)                        | Președinte al Republicii Franceze                                                 | Emmanuel Macron                      | 14 mai 2017        |
| Wallis și Futuna (vezi și : §12)                                                                | Franța · (Colectivitate de peste mări)                        | Administrator superior                                                            | Hervé Jonathan                       | 11 ianuarie 2021   |
| Wallis și Futuna (vezi și : §12)                                                                | Franța · (Colectivitate de peste mări)                        | Președinți ai Adunării Teritoriale (succesivi)                                    | Munipoese Muli'aka'aka               | 25 martie 2022     |
| Wallis și Futuna (vezi și : §12)                                                                | Franța · (Colectivitate de peste mări)                        | Președinți ai Adunării Teritoriale (succesivi)                                    | Nivaleta Iloai                       | 26 noiembrie 2020  |

## Dependințe și teritorii speciale ale Norvegiei
| Teritoriu         | Suveranitate și statut                          | Funcția                                               | Numele            | Începând cu       |
| ----------------- | ----------------------------------------------- | ----------------------------------------------------- | ----------------- | ----------------- |
| Bouvet, Insula    | Norvegia · (Dependență nelocuită)               | Rege al Norvegiei                                     | Harald al V-lea , | 17 ianuarie 1991  |
| Bouvet, Insula    | Norvegia · (Dependență nelocuită)               | Director general al Departamentului Afacerilor Polare | Øystein Mortensen | 2 octombrie 2015  |
| Bouvet, Insula    | Norvegia · (Dependență nelocuită)               | Director al Institutului Polar Norvegian              | Ole Arve Misund   | 1 septembrie 2017 |
| Jan Mayen, Insula | Norvegia · (Componentă a Regatului Norvegiei)   | Rege al Norvegiei                                     | Harald al V-lea , | 17 ianuarie 1991  |
| Jan Mayen, Insula | Norvegia · (Componentă a Regatului Norvegiei)   | Administrator                                         | Tom Cato Karlsen  | 1 ianuarie 2019   |
| Petru I, Insula   | Norvegia · (Dependență nelocuită)               | Rege al Norvegiei                                     | Harald al V-lea , | 17 ianuarie 1991  |
| Petru I, Insula   | Norvegia · (Dependență nelocuită)               | Director general al Departamentului Afacerilor Polare | Øystein Mortensen | 2 octombrie 2015  |
| Petru I, Insula   | Norvegia · (Dependență nelocuită)               | Director al Institutului Polar Norvegian              | Ole Arve Misund   | 1 septembrie 2017 |
| Svalbard          | Norvegia · (Teritoriu cu suveranitate specială) | Rege al Norvegiei                                     | Harald al V-lea , | 17 ianuarie 1991  |
| Svalbard          | Norvegia · (Teritoriu cu suveranitate specială) | Guvernator (Sysselmester)                             | Lars Fause        | 24 iunie 2021     |
| Țara Reginei Maud | Norvegia · (Dependență nelocuită)               | Rege al Norvegiei                                     | Harald al V-lea , | 17 ianuarie 1991  |
| Țara Reginei Maud | Norvegia · (Dependență nelocuită)               | Director general al Departamentului Afacerilor Polare | Øystein Mortensen | 2 octombrie 2015  |
| Țara Reginei Maud | Norvegia · (Dependență nelocuită)               | Director al Institutului Polar Norvegian              | Ole Arve Misund   | 1 septembrie 2017 |

## Dependințe și teritorii speciale ale Noii-Zeelande
| Teritoriu        | Suveranitate și statut                                 | Funcția                                         | Numele                    | Începând cu         |
| ---------------- | ------------------------------------------------------ | ----------------------------------------------- | ------------------------- | ------------------- |
| Cook, Insulele   | Noua Zeelandă · (Stat independent în liberă asociere)  | Monarhi ai Noii Zeelende (succesivi)            | Charles al III-lea (rege) | 8 septembrie 2022   |
| Cook, Insulele   | Noua Zeelandă · (Stat independent în liberă asociere)  | Monarhi ai Noii Zeelende (succesivi)            | Elisabeta a II-a (regină) | 6 februarie 1952    |
| Cook, Insulele   | Noua Zeelandă · (Stat independent în liberă asociere)  | Reprezentant al monarhului                      | sir Tom Marsters          | 27 iulie 2013       |
| Cook, Insulele   | Noua Zeelandă · (Stat independent în liberă asociere)  | Înalt Comisar al Noii Zeelande                  | Tui Dewes                 | 21? septembrie 2020 |
| Cook, Insulele   | Noua Zeelandă · (Stat independent în liberă asociere)  | Prim-ministru                                   | Mark Brown                | 30 septembrie 2020  |
| Niue, Insule     | Noua Zeelandă · (Teritoriu autonom în liberă asociere) | Monarhi ai Noii Zeelende (succesivi)            | Charles al III-lea (rege) | 8 septembrie 2022   |
| Niue, Insule     | Noua Zeelandă · (Teritoriu autonom în liberă asociere) | Monarhi ai Noii Zeelende (succesivi)            | Elisabeta a II-a (regină) | 6 februarie 1952    |
| Niue, Insule     | Noua Zeelandă · (Teritoriu autonom în liberă asociere) | Guvernatoare generalǎ                           | dame Cindy Kiro           | 21 octombrie 2021   |
| Niue, Insule     | Noua Zeelandă · (Teritoriu autonom în liberă asociere) | Înalt Comisar a Noii Zeelande                   | Helen Tunnah              | 27 iulie 2020       |
| Niue, Insule     | Noua Zeelandă · (Teritoriu autonom în liberă asociere) | Premier                                         | Dalton Tagelagi           | 10 iunie 2020       |
| Ross, Dependența | Noua Zeelandă · (Dependență nelocuită)                 | Monarhi ai Noii Zeelende (succesivi)            | Charles al III-lea (rege) | 8 septembrie 2022   |
| Ross, Dependența | Noua Zeelandă · (Dependență nelocuită)                 | Monarhi ai Noii Zeelende (succesivi)            | Elisabeta a II-a (regină) | 6 februarie 1952    |
| Ross, Dependența | Noua Zeelandă · (Dependență nelocuită)                 | Guvernatoare generalǎ a Noii Zeelende           | dame Cindy Kiro           | 21 octombrie 2021   |
| Ross, Dependența | Noua Zeelandă · (Dependență nelocuită)                 | Directoare generalǎ a Antarcticii Noii Zeelende | Sarah Williamson          | iunie 2019          |
| Tokelau          | Noua Zeelandă · Teritoriu autonom în liberă asociere)  | Monarhi ai Noii Zeelende (succesivi)            | Charles al III-lea (rege) | 8 septembrie 2022   |
| Tokelau          | Noua Zeelandă · Teritoriu autonom în liberă asociere)  | Monarhi ai Noii Zeelende (succesivi)            | Elisabeta a II-a (regină) | 6 februarie 1952    |
| Tokelau          | Noua Zeelandă · Teritoriu autonom în liberă asociere)  | Guvernatoare generală a Noii Zeelende           | dame Cindy Kiro           | 21 octombrie 2021   |
| Tokelau          | Noua Zeelandă · Teritoriu autonom în liberă asociere)  | Administratori (succesivi)                      | Don Higgins               | 2022                |
| Tokelau          | Noua Zeelandă · Teritoriu autonom în liberă asociere)  | Administratori (succesivi)                      | Ross Ardern               | mai 2018            |
| Tokelau          | Noua Zeelandă · Teritoriu autonom în liberă asociere)  | Șefi ai Guvernului (Ulu o Tokelau) (succesivi)  | Siopili Perez             | 19 mai 2022         |
| Tokelau          | Noua Zeelandă · Teritoriu autonom în liberă asociere)  | Șefi ai Guvernului (Ulu o Tokelau) (succesivi)  | Kelihiano Kalolo          | 9 martie 2021       |
|                  |                                                        |                                                 |                           |                     |

## Teritorii speciale ale Statelor Unite ale Americii
| Teritoriu                                         | Suveranitate și statut                                                                                                 | Funcția                                                                             | Numele                     | Începând cu        |
| ------------------------------------------------- | --- | ----------------------------------------------------------------------------------- | -------------------------- | ------------------ |
| Baker, Insula                                     | Statele Unite ale Americii · (Teritoriu neîncorporat, neorganizat, nelocuit)                                           | Președinte al Statelor Unite ale Americii                                           | Joe Biden                  | 20 ianuarie 2021   |
| Baker, Insula                                     | Statele Unite ale Americii · (Teritoriu neîncorporat, neorganizat, nelocuit)                                           | Directoare ale Servicului Pescuitului și Faunei al Statelor Unite ale Americii      | Martha Williams            | 20 ianuarie 2021   |
| Guam                                              | Statele Unite ale Americii · (Teritoriu neîncorporat, organizat)                                                       | Președinte al Statelor Unite ale Americii                                           | Joe Biden                  | 20 ianuarie 2021   |
| Guam                                              | Statele Unite ale Americii · (Teritoriu neîncorporat, organizat)                                                       | Guvernator                                                                          | Lou Leon Guerrero          | 7 ianuarie 2019    |
| Guantanamo, Stația Navală Golful (Gitmo sau GTMO) | Statele Unite ale Americii · (Bază navală închiriată)                                                                  | Președinte al Statelor Unite ale Americii                                           | Joe Biden                  | 20 ianuarie 2021   |
| Guantanamo, Stația Navală Golful (Gitmo sau GTMO) | Statele Unite ale Americii · (Bază navală închiriată)                                                                  | Comandant al bazei                                                                  | Samuel White               | 17 iunie 2021      |
| Howland, Insula                                   | Statele Unite ale Americii · (Teritoriu neîncorporat, neorganizat, nelocuit)                                           | Președinte al Statelor Unite ale Americii                                           | Joe Biden                  | 20 ianuarie 2021   |
| Howland, Insula                                   | Statele Unite ale Americii · (Teritoriu neîncorporat, neorganizat, nelocuit)                                           | Directoare a Servicului Pescuitului și Faunei al Statelor Unite                     | Martha Williams            | 20 ianuarie 2021   |
| Jarvis, Insula                                    | Statele Unite ale Americii · (Teritoriu neîncorporat, neorganizat, nelocuit) Președinte al Statelor Unite ale Americii | Joe Biden                                                                           | 20 ianuarie 2021           |                    |
| Jarvis, Insula                                    | Statele Unite ale Americii · (Teritoriu neîncorporat, neorganizat, nelocuit) Președinte al Statelor Unite ale Americii | Directoare a Servicului Pescuitului și Faunei al Statelor Unite                     | Martha Williams            | 20 ianuarie 2021   |
| Johnston, Atolul                                  | Statele Unite ale Americii · (Teritoriu neîncorporat, neorganizat, nelocuit)                                           | Președinte al Statelor Unite ale Americii                                           | Joe Biden                  | 20 ianuarie 2021   |
| Johnston, Atolul                                  | Statele Unite ale Americii · (Teritoriu neîncorporat, neorganizat, nelocuit)                                           | Directoare a Servicului Pescuitului și Faunei al Statelor Unite                     | Martha Williams            | 20 ianuarie 2021   |
| Kingman Reciful                                   | Statele Unite ale Americii · (Teritoriu neîncorporat, neorganizat, nelocuit)                                           | Președinte al Statelor Unite ale Americii                                           | Joe Biden                  | 20 ianuarie 2021   |
| Kingman Reciful                                   | Statele Unite ale Americii · (Teritoriu neîncorporat, neorganizat, nelocuit)                                           | Directoare a Servicului Pescuitului și Faunei al Statelor Unite                     | Martha Williams            | 20 ianuarie 2021   |
| Mariane de Nord, Insulele                         | Statele Unite ale Americii · (Stat liber asociat cu Statele Unite ale Americii, teritoriu neîncorporat, organizat)     | Președinte al Statelor Unite ale Americii                                           | Joe Biden                  | 20 ianuarie 2021   |
| Mariane de Nord, Insulele                         | Statele Unite ale Americii · (Stat liber asociat cu Statele Unite ale Americii, teritoriu neîncorporat, organizat)     | Guvernator                                                                          | Ralph Torres               | 29 decembrie 2015  |
| Midway, Atolul                                    | Statele Unite ale Americii · (Teritoriu neîncorporat, neorganizat, nelocuit)                                           | Președinte al Statelor Unite ale Americii                                           | Joe Biden                  | 20 ianuarie 2021   |
| Midway, Atolul                                    | Statele Unite ale Americii · (Teritoriu neîncorporat, neorganizat, nelocuit)                                           | Directoare a Servicului Pescuitului și Faunei al Statelor Unite                     | Martha Williams            | 20 ianuarie 2021   |
| Navasa, Insula                                    | Statele Unite ale Americii · (Teritoriu neîncorporat, neorganizat, nelocuit)                                           | Președinte al Statelor Unite ale Americii                                           | Joe Biden                  | 20 ianuarie 2021   |
| Navasa, Insula                                    | Statele Unite ale Americii · (Teritoriu neîncorporat, neorganizat, nelocuit)                                           | Directoare a Servicului Pescuitului și Faunei al Statelor Unite                     | Martha Williams            | 20 ianuarie 2021   |
| Palmyra, Atolul                                   | Statele Unite ale Americii · (Teritoriu neîncorporat, neorganizat, nelocuit)                                           | Președinte al Statelor Unite ale Americii                                           | Joe Biden                  | 20 ianuarie 2021   |
| Palmyra, Atolul                                   | Statele Unite ale Americii · (Teritoriu neîncorporat, neorganizat, nelocuit)                                           | Directoare a Servicului Pescuitului și Faunei al Statelor Unite                     | Martha Williams            | 20 ianuarie 2021   |
| Palmyra, Atolul                                   | Statele Unite ale Americii · (Teritoriu neîncorporat, neorganizat, nelocuit)                                           | Subsecretari pentru Afacerile Insulare ai Statelor Unite ale Americii , (succesivi) | Carmen G. Cantor           | 4 august 2022      |
| Palmyra, Atolul                                   | Statele Unite ale Americii · (Teritoriu neîncorporat, neorganizat, nelocuit)                                           | Subsecretari pentru Afacerile Insulare ai Statelor Unite ale Americii , (succesivi) | Keone Nakoa (interimar)    | 14 septembrie 2021 |
| Palmyra, Atolul                                   | Statele Unite ale Americii · (Teritoriu neîncorporat, neorganizat, nelocuit)                                           | Gestionar                                                                           | Chad Wiggins               | 7 iunie 2019       |
| Porto Rico                                        | Statele Unite ale Americii · (Stat liber asociat cu Statele Unite ale Americii, teritoriu neîncorporat, organizat)     | Președinte al Statelor Unite ale Americii                                           | Joe Biden                  | 20 ianuarie 2021   |
| Porto Rico                                        | Statele Unite ale Americii · (Stat liber asociat cu Statele Unite ale Americii, teritoriu neîncorporat, organizat)     | Guvernator                                                                          | Pedro Pierluisi            | 2 ianuarie 2021    |
| Samoa Americană                                   | Statele Unite ale Americii · (Teritoriu neîncorporat, organizat)                                                       | Președinte al Statelor Unite ale Americii                                           | Joe Biden                  | 20 ianuarie 2021   |
| Samoa Americană                                   | Statele Unite ale Americii · (Teritoriu neîncorporat, organizat)                                                       | Guvernator                                                                          | Lemanu Peleti Mauga        | 3 ianuarie 2021    |
| Virgine Americane, Insulele                       | Statele Unite ale Americii · (Teritoriu neîncorporat, organizat)                                                       | Președinte al Statelor Unite ale Americii                                           | Joe Biden                  | 20 ianuarie 2021   |
| Virgine Americane, Insulele                       | Statele Unite ale Americii · (Teritoriu neîncorporat, organizat)                                                       | Guvernator                                                                          | Albert Bryan               | 7 ianuarie 2019    |
| Wake, Insula sau Atolul Wake                      | Statele Unite ale Americii · (Teritoriu neîncorporat, neorganizat, nelocuit)                                           | Președinte al Statelor Unite ale Americii                                           | Joe Biden                  | 20 ianuarie 2021   |
| Wake, Insula sau Atolul Wake                      | Statele Unite ale Americii · (Teritoriu neîncorporat, neorganizat, nelocuit)                                           | Administratori (succesivi)                                                          | Carmen G. Cantor           | 4 august 2022      |
| Wake, Insula sau Atolul Wake                      | Statele Unite ale Americii · (Teritoriu neîncorporat, neorganizat, nelocuit)                                           | Administratori (succesivi)                                                          | Keone Nakoa (interimar)    | 14 septembrie 2021 |
| Wake, Insula sau Atolul Wake                      | Statele Unite ale Americii · (Teritoriu neîncorporat, neorganizat, nelocuit)                                           | Guvernatori (succesivi)                                                             | Peter Beshar               | 18 martie 2022     |
| Wake, Insula sau Atolul Wake                      | Statele Unite ale Americii · (Teritoriu neîncorporat, neorganizat, nelocuit)                                           | Guvernatori (succesivi)                                                             | Craig A. Smith (interimar) | 20 ianuarie 2017   |

## Teritorii speciale ale Regatului Țărilor de Jos
| Teritoriu                                 | Suveranitate și statut                                                                                     | Funcția                                                                           | Numele                  | Începând cu       |
| ----------------------------------------- | --- | --------------------------------------------------------------------------------- | ----------------------- | ----------------- |
| Aruba                                     | Țările de Jos · (Stat constitutiv al Regatului Țărilor de Jos)                                             | Rege al Țărilor de Jos                                                            | Willem-Alexander        | 30 aprilie 2013   |
| Aruba                                     | Țările de Jos · (Stat constitutiv al Regatului Țărilor de Jos)                                             | Guvernator                                                                        | Alfonso Boekhoudt       | 1 ianuarie 2017   |
| Aruba                                     | Țările de Jos · (Stat constitutiv al Regatului Țărilor de Jos)                                             | Prim-ministru (ministru președintǎ)                                               | Evelyn Wever-Croes      | 17 noiembrie 2017 |
| Bonaire                                   | Țările de Jos · [Municipalitate specială (entitate publlică caraibiană) în cadrul statului Țările de Jos.] | Rege al Țărilor de Jos                                                            | Willem-Alexander        | 30 aprilie 2013   |
| Bonaire                                   | Țările de Jos · [Municipalitate specială (entitate publlică caraibiană) în cadrul statului Țările de Jos.] | Prim-ministru al Țărilor de Jos                                                   | Mark Rutte              | 14 octombrie 2010 |
| Bonaire                                   | Țările de Jos · [Municipalitate specială (entitate publlică caraibiană) în cadrul statului Țările de Jos.] | Reprezentant național pentru entitățile publice Bonaire, Saba și Sfântul Eustatie | Jan Helmond (interimar) | 1 ianuarie 2018   |
| Bonaire                                   | Țările de Jos · [Municipalitate specială (entitate publlică caraibiană) în cadrul statului Țările de Jos.] | Locotenent guvernator (gezaghebber)                                               | Edison Rijna            | 1 martie 2014     |
| Curaçao                                   | Țările de Jos · (Stat constitutiv al Regatului Țărilor de Jos)                                             | Rege al Țărilor de Jos                                                            | Willem-Alexander        | 30 aprilie 2013   |
| Curaçao                                   | Țările de Jos · (Stat constitutiv al Regatului Țărilor de Jos)                                             | Guvernatoare                                                                      | Lucille George-Wout     | 4 noiembrie 2013  |
| Curaçao                                   | Țările de Jos · (Stat constitutiv al Regatului Țărilor de Jos)                                             | Prim-ministru (ministru președinte)                                               | Gilmar Pisas            | 14 iunie 2021     |
| Saba                                      | Țările de Jos · [Municipalitate specială (entitate publlică caraibiană) în cadrul statului Țările de Jos]  | Rege al Țărilor de Jos                                                            | Willem-Alexander        | 30 aprilie 2013   |
| Saba                                      | Țările de Jos · [Municipalitate specială (entitate publlică caraibiană) în cadrul statului Țările de Jos]  | Prim-ministru al Țărilor de Jos                                                   | Mark Rutte              | 14 octombrie 2010 |
| Saba                                      | Țările de Jos · [Municipalitate specială (entitate publlică caraibiană) în cadrul statului Țările de Jos]  | Reprezentant național pentru entitățile publice Bonaire, Saba și Sfântul Eustatie | Jan Helmond (interimar) | 1 ianuarie 2018   |
| Saba                                      | Țările de Jos · [Municipalitate specială (entitate publlică caraibiană) în cadrul statului Țările de Jos]  | Locotenent guvernator (gezaghebber)                                               | Jonathan G.A. Johnson   | 2 iulie 2008      |
| Sfântul Eustatie (Sint Eustatius)         | Țările de Jos · [Municipalitate specială (entitate publlică caraibiană) în cadrul statului Țările de Jos]  | Rege al Țărilor de Jos                                                            | Willem-Alexander        | 30 aprilie 2013   |
| Sfântul Eustatie (Sint Eustatius)         | Țările de Jos · [Municipalitate specială (entitate publlică caraibiană) în cadrul statului Țările de Jos]  | Prim-ministru al Țărilor de Jos                                                   | Mark Rutte              | 14 octombrie 2010 |
| Sfântul Eustatie (Sint Eustatius)         | Țările de Jos · [Municipalitate specială (entitate publlică caraibiană) în cadrul statului Țările de Jos]  | Reprezentant național pentru entitățile publice Bonaire, Saba și Sfântul Eustatie | Jan Helmond (interimar) | 1 ianuarie 2018   |
| Sfântul Eustatie (Sint Eustatius)         | Țările de Jos · [Municipalitate specială (entitate publlică caraibiană) în cadrul statului Țările de Jos]  | Comisar guvernamental                                                             | Alida Francis           | 18 aprilie 2021   |
| Sfântul Martin [Sint Maarten (Nederland)] | Țările de Jos · (Stat constitutiv al Regatului Țărilor de Jos)                                             | Rege al Țărilor de Jos                                                            | Willem-Alexander        | 30 aprilie 2013   |
| Sfântul Martin [Sint Maarten (Nederland)] | Țările de Jos · (Stat constitutiv al Regatului Țărilor de Jos)                                             | Guvernatori (succesivi)                                                           | Ajamu G. Baly           | 10 octombrie 2022 |
| Sfântul Martin [Sint Maarten (Nederland)] | Țările de Jos · (Stat constitutiv al Regatului Țărilor de Jos)                                             | Guvernatori (succesivi)                                                           | Eugene Holiday          | 10 octombrie 2010 |
| Sfântul Martin [Sint Maarten (Nederland)] | Țările de Jos · (Stat constitutiv al Regatului Țărilor de Jos)                                             | Prim-ministru (ministru președinte)                                               | Silveria Jacobs         | 19 noiembrie 2019 |

## Alte teritorii nesuverane
| Teritoriu                                              | Suveranitate și statut                                                           | Funcția                                                                                            | Numele                                 | Începând cu                           |
| ------------------------------------------------------ | -------------------------------------------------------------------------------- | -------------------------------------------------------------------------------------------------- | -------------------------------------- | ------------------------------------- |
| Adjaria (Acaristan)                                    | Georgia · (Republică autonomă)                                                   | Președintǎ a Georgiei                                                                              | Salome Zurabishvili                    | 16 decembrie 2018                     |
| Adjaria (Acaristan)                                    | Georgia · (Republică autonomă)                                                   | Președinte al Consiliului Suprem                                                                   | Davit Gabaidze                         | 28 octombrie 2016                     |
| Adjaria (Acaristan)                                    | Georgia · (Republică autonomă)                                                   | Președinte al guvernului                                                                           | Tornike Rizhvadze                      | 21 iulie 2018                         |
| Alo                                                    | Wallis și Futuna (Regat tradițional)                                             | Administrator superior al Wallis și Futuna                                                         | Hervé Jonathan                         | 11 ianuarie 2021                      |
| Alo                                                    | Wallis și Futuna (Regat tradițional)                                             | Rege (Tu`i Agaifo)                                                                                 | Lino Leleivai                          | 29 noiembrie 2018                     |
| Alo                                                    | Wallis și Futuna (Regat tradițional)                                             | Prim-ministru (Tiafo)                                                                              | Petelo Ekeni Vaitanaki                 | 25 ianuarie 2019                      |
| Antarctica                                             | Statele semnatare ale Tratatului Antarcticii (Teritoriu cu statut intrenational) | Secretar Executiv al Secretariatului Tratatului Antarctic                                          | Albert Lluberas Bonaba (Uruguay)       | 1 septembrie 2017                     |
| Antarctica Argentiniană                                | Argentina · (Teritoriu revendicat)                                               | Președinte al Națiunii Argentiniene                                                                | Alberto Fernández                      | 10 decembrie 2019                     |
| Antarctica Argentiniană                                | Argentina · (Teritoriu revendicat)                                               | Guvernator al provinciei argentiniene Tierra del Fuego, Antarctica și Insulele Atlanticului de Sud | Juan Carlos Arcando                    | 9 decembrie 2019                      |
| Antarctica Braziliană                                  | Brazilia · (Teritoriu revendicat informal)                                       | Președinți ai Republicii Federale Brazilia                                                         | Hamilton Mourão (interimar)            | 30 decembrie 2022 - 31 decembrie 2022 |
| Antarctica Braziliană                                  | Brazilia · (Teritoriu revendicat informal)                                       | Președinți ai Republicii Federale Brazilia                                                         | Jair Bolsonaro                         | 1 ianuarie 2019                       |
| Antarctica Braziliană                                  | Brazilia · (Teritoriu revendicat informal)                                       | Coordonator al Comisiei Interministeriale Braziliene pentru Resurse Maritime                       | Almir Garnier Santos                   | 31 martie 2021                        |
| Antarctica Chiliană                                    | Chile · (Teritoriu revendicat)                                                   | Președinți ai Republicii Chile (succesivi)                                                         | Gabriel Boric                          | 11 martie 2022                        |
| Antarctica Chiliană                                    | Chile · (Teritoriu revendicat)                                                   | Președinți ai Republicii Chile (succesivi)                                                         | Sebastián Piñera                       | 11 martie 2018                        |
| Antarctica Chiliană                                    | Chile · (Teritoriu revendicat)                                                   | Delegați prezidențiali provinciali (succesivi)                                                     | Luz Bermúdez Sandoval                  | 11 martie 2022                        |
| Antarctica Chiliană                                    | Chile · (Teritoriu revendicat)                                                   | Delegați prezidențiali provinciali (succesivi)                                                     | Nelson Isaac Cárcamo Barrera           | 14 iulie 2021                         |
| Athos, Statul Teocratic al Sfîntului Munte             | Grecia · (Republică monastică autonomă)                                          | Șef al statului                                                                                    | Nikos Dendias                          | 9 iulie 2019                          |
| Athos, Statul Teocratic al Sfîntului Munte             | Grecia · (Republică monastică autonomă)                                          | Administrator laic                                                                                 | Athanásios Martínos                    | 8 octombrie 2019                      |
| Athos, Statul Teocratic al Sfîntului Munte             | Grecia · (Republică monastică autonomă)                                          | Lider spiritual                                                                                    | Bartolomeu I                           | 22 octombrie 1991                     |
| Athos, Statul Teocratic al Sfîntului Munte             | Grecia · (Republică monastică autonomă)                                          | Protoi (succesivi)                                                                                 | géron Christoforos (Mănăstirea Iviru)  | 14 iunie 2022                         |
| Athos, Statul Teocratic al Sfîntului Munte             | Grecia · (Republică monastică autonomă)                                          | Protoi (succesivi)                                                                                 | géron Georgios (Mănăstirea Vatopedu)   | 14 iunie 2021                         |
| Azore, Insulele                                        | Portugalia · (Regiune autonomă)                                                  | Președinte al Republicii Portugheze                                                                | Marcelo Rebelo de Sousa                | 9 martie 2016                         |
| Azore, Insulele                                        | Portugalia · (Regiune autonomă)                                                  | Reprezentant al Republicii Portugheze                                                              | Pedro Manuel dos Reis Alves Catarino   | 11 aprilie 2011                       |
| Azore, Insulele                                        | Portugalia · (Regiune autonomă)                                                  | Președinte al Guvernului                                                                           | José Manuel Bolieiro                   | 24 noiembrie 2020                     |
| Åland, Insulele (sau Insulele Aaland)                  | Finlanda · (Regiune autonomă)                                                    | Președinte al Republicii Finlanda                                                                  | Sauli Niinistö                         | 1 martie 2012                         |
| Åland, Insulele (sau Insulele Aaland)                  | Finlanda · (Regiune autonomă)                                                    | Guvernator (Landshövding)                                                                          | Peter Lindbäck                         | 5 martie 1999                         |
| Åland, Insulele (sau Insulele Aaland)                  | Finlanda · (Regiune autonomă)                                                    | Prim-ministru (lantråd)                                                                            | Veronica Thörnroos                     | 10 decembrie 2019                     |
| Badahșanul de Munte (sau Gorno Badahșan, GBAO)         | Tadjikistan · (Provincie autonomă)                                               | Președinte al Republicii Tadjikistan                                                               | Emomali Rahmon                         | 19 noiembrie 1992                     |
| Badahșanul de Munte (sau Gorno Badahșan, GBAO)         | Tadjikistan · (Provincie autonomă)                                               | Președinte al Hukumat                                                                              | Alisher Khudoyberdi                    | 5 noiembrie 2021                      |
| Bajo Nuevo, Bancul (sau Insula Petrel)                 | Columbia · (Insulǎ nelocuitǎ)                                                    | Președinți ai Republicii Columbia (succesivi)                                                      | Gustavo Petro                          | 7 august 2022                         |
| Bajo Nuevo, Bancul (sau Insula Petrel)                 | Columbia · (Insulǎ nelocuitǎ)                                                    | Președinți ai Republicii Columbia (succesivi)                                                      | Iván Duque Márquez                     | 1 august 2018                         |
| Bajo Nuevo, Bancul (sau Insula Petrel)                 | Columbia · (Insulǎ nelocuitǎ)                                                    | Guvernatori ai departamentului San Andrés y Providencia (succesivi)                                | Everth Julio Hawkins Sjogreen          | 22 aprilie 2022                       |
| Bajo Nuevo, Bancul (sau Insula Petrel)                 | Columbia · (Insulǎ nelocuitǎ)                                                    | Guvernatori ai departamentului San Andrés y Providencia (succesivi)                                | Alen Leonardo Jay Stephens (interimar) | 8 octombrie 2021                      |
| Banaadir                                               | Somalia · Stat regional în cadrul Somaliei                                       | Președinți ai Republicii Federale Somalia (succesivi)                                              | Hassan Sheikh Mohamud                  | 15 mai 2022                           |
| Banaadir                                               | Somalia · Stat regional în cadrul Somaliei                                       | Președinți ai Republicii Federale Somalia (succesivi)                                              | Mohamed Abdullahi Mohamed              | 8 februarie 2017                      |
| Banaadir                                               | Somalia · Stat regional în cadrul Somaliei                                       | Guvernatori (succesivi)                                                                            | Yusuf Hussein Jimale “Madaale”         | 7 septembrie 2022                     |
| Banaadir                                               | Somalia · Stat regional în cadrul Somaliei                                       | Guvernatori (succesivi)                                                                            | Omar Finnish                           | 22 august 2019                        |
| Bangsamoro                                             | Filipine · (Regiune autonomă)                                                    | Președinți ai Republicii Filipine (succesivi)                                                      | Bongbong Marcos                        | 30 iunie 2022                         |
| Bangsamoro                                             | Filipine · (Regiune autonomă)                                                    | Președinți ai Republicii Filipine (succesivi)                                                      | Rodrigo Duterte                        | 30 iunie 2016                         |
| Bangsamoro                                             | Filipine · (Regiune autonomă)                                                    | Wali (Guvernator)                                                                                  | Khalifa Usman Nando                    | 30 martie 2019                        |
| Bangsamoro                                             | Filipine · (Regiune autonomă)                                                    | Ministru Șef                                                                                       | Murad Ebrahim                          | 23 februarie 2019                     |
| Barbuda                                                | Antigua și Barbuda · (Depedență autonomă)                                        | Monarhi ai Antiguei și Barbudei (succesivi)                                                        | Charles al III-lea (rege)              | 8 septembrie 2022                     |
| Barbuda                                                | Antigua și Barbuda · (Depedență autonomă)                                        | Monarhi ai Antiguei și Barbudei (succesivi)                                                        | Elisabeta a II-a (regină)              | 1 noiembrie 1981                      |
| Barbuda                                                | Antigua și Barbuda · (Depedență autonomă)                                        | Guvernator general                                                                                 | sir Rodney Williams                    | 14 august 2014                        |
| Barbuda                                                | Antigua și Barbuda · (Depedență autonomă)                                        | Președinți ai Consiliului Barbudei (succesivi)                                                     | McKenzie Morris Frank                  | ianuarie 2022                         |
| Barbuda                                                | Antigua și Barbuda · (Depedență autonomă)                                        | Președinți ai Consiliului Barbudei (succesivi)                                                     | Jackie Frank                           | 12 aprilie 2021                       |
| Bougainville, Insulele                                 | Papua Noua Guinee · (Regiune autonomă)                                           | Monarhi ai Papua Noua Guinee (succesivi)                                                           | Charles al III-lea (rege)              | 8 septembrie 2022                     |
| Bougainville, Insulele                                 | Papua Noua Guinee · (Regiune autonomă)                                           | Monarhi ai Papua Noua Guinee (succesivi)                                                           | Elisabeta a II-a (regină)              | 16 septembrie 1971                    |
| Bougainville, Insulele                                 | Papua Noua Guinee · (Regiune autonomă)                                           | Guvernator general al Papua Noua Guinee                                                            | sir Bob Dadae                          | 28 februarie 2017                     |
| Bougainville, Insulele                                 | Papua Noua Guinee · (Regiune autonomă)                                           | Președinte                                                                                         | Ishmael Toroama                        | 25 septembrie 2020                    |
| Canare, Insulele                                       | Spania · (Comunitate autonomă a Spaniei)                                         | Rege al Spaniei                                                                                    | Felipe al VI-lea                       | 17 iunie 2014                         |
| Canare, Insulele                                       | Spania · (Comunitate autonomă a Spaniei)                                         | Delegat al guvernului spaniol                                                                      | Anselmo Pestana Padrón                 | 20 februarie 2020                     |
| Canare, Insulele                                       | Spania · (Comunitate autonomă a Spaniei)                                         | Președinte al Guvernului                                                                           | Ángel Víctor Torres                    | 16 iulie 2019                         |
| Carriacou și Petite Martinique                         | Grenada · (Dependență de jure autonomă)                                          | Monarhi ai Grenadei (succesivi)                                                                    | Charles al III-lea (rege)              | 8 septembrie 2022                     |
| Carriacou și Petite Martinique                         | Grenada · (Dependență de jure autonomă)                                          | Monarhi ai Grenadei (succesivi)                                                                    | Elisabeta a II-a (regină)              | 7 februarie 1974                      |
| Carriacou și Petite Martinique                         | Grenada · (Dependență de jure autonomă)                                          | Guvernatoare generală a Grenadei                                                                   | dame Cécile La Grenade                 | 7 aprilie 2013                        |
| Carriacou și Petite Martinique                         | Grenada · (Dependență de jure autonomă)                                          | Miniștri însărcinați cu Carriacou și Petite Martinique (succesivi)                                 | Tevin Andrews                          | 30 iunie 2022                         |
| Carriacou și Petite Martinique                         | Grenada · (Dependență de jure autonomă)                                          | Miniștri însărcinați cu Carriacou și Petite Martinique (succesivi)                                 | Kindra Maturin-Stewart                 | 25 martie 2018                        |
| Ceuta                                                  | Spania · (Oraș autonom al Spaniei)                                               | Rege al Spaniei                                                                                    | Felipe al VI-lea                       | 17 iunie 2014                         |
| Ceuta                                                  | Spania · (Oraș autonom al Spaniei)                                               | Delegați ai Guvernului spaniol spaniol (succesivi)                                                 | Rafael García Rodríguez                | 31 octombrie 2022                     |
| Ceuta                                                  | Spania · (Oraș autonom al Spaniei)                                               | Delegați ai Guvernului spaniol spaniol (succesivi)                                                 | Salvadora del Carmen Mateos Estudillo  | 19 iunie 2018                         |
| Ceuta                                                  | Spania · (Oraș autonom al Spaniei)                                               | Primar președinte                                                                                  | Juan Jesús Vivas Lara                  | 7 februarie 2001                      |
| Feroe, Insulele (sau Insulele Færøerne)                | Danemarca · (Regiune autonomă)                                                   | Regină a Danemarcei                                                                                | Margareta a II-a                       | 14 ianuarie 1972                      |
| Feroe, Insulele (sau Insulele Færøerne)                | Danemarca · (Regiune autonomă)                                                   | Înalt comisar (Rigsombudsmand)                                                                     | Lene Moyell Johansen                   | 15 mai 2017                           |
| Feroe, Insulele (sau Insulele Færøerne)                | Danemarca · (Regiune autonomă)                                                   | Prim-miniștri (Løgmað) (succesivi)                                                                 | Aksel V. Johannesen                    | 22 decembrie 2022                     |
| Feroe, Insulele (sau Insulele Færøerne)                | Danemarca · (Regiune autonomă)                                                   | Prim-miniștri (Løgmað) (succesivi)                                                                 | Bárður á Steig Nielsen                 | 16 septembrie 2019                    |
| Galapagos, Insulele (sau Arhipelagul Colón)            | Ecuador · (Provincie)                                                            | Președinte al Republicii Ecuador                                                                   | Guillermo Lasso                        | 24 mai 2021                           |
| Galapagos, Insulele (sau Arhipelagul Colón)            | Ecuador · (Provincie)                                                            | Guvernatori și președinți ai consiliului de guvernare cu regim special (succesivi)                 | Katherine Llerena                      | 18 ianuarie 2022                      |
| Galapagos, Insulele (sau Arhipelagul Colón)            | Ecuador · (Provincie)                                                            | Guvernatori și președinți ai consiliului de guvernare cu regim special (succesivi)                 | Johan Sotomayor                        | 3 iunie 2021                          |
| Galmudug                                               | Somalia · (Stat autonom în cadrul Somaliei)                                      | Președinți ai Republicii Federale Somalia (succesivi)                                              | Hassan Sheikh Mohamud                  | 15 mai 2022                           |
| Galmudug                                               | Somalia · (Stat autonom în cadrul Somaliei)                                      | Președinți ai Republicii Federale Somalia (succesivi)                                              | Mohamed Abdullahi Mohamed              | 8 februarie 2017                      |
| Galmudug                                               | Somalia · (Stat autonom în cadrul Somaliei)                                      | Președinte                                                                                         | Ahmed Abdi Kariye                      | 2 februarie 2020                      |
| Găgăuzia (sau Gagauz-Yeri)                             | Moldova, Republica (District autonom)                                            | Președintǎ a Republicii Moldova                                                                    | Maia Sandu                             | 24 decembrie 2020                     |
| Găgăuzia (sau Gagauz-Yeri)                             | Moldova, Republica (District autonom)                                            | Guvernatoare (bașkan)                                                                              | Irina Vlah                             | 15 aprilie 2015                       |
| Gilgit-Baltistan                                       | Pakistan · (Provincie autonomâ)                                                  | Președinte al Republicii Pakistan                                                                  | Arif Alvi                              | 9 septembrie 2018                     |
| Gilgit-Baltistan                                       | Pakistan · (Provincie autonomâ)                                                  | Guvernatori (succesivi)                                                                            | Syed Mehdi Shah                        | 18 august 2022                        |
| Gilgit-Baltistan                                       | Pakistan · (Provincie autonomâ)                                                  | Guvernatori (succesivi)                                                                            | Syed Amjad Ali Zaidi (interimar)       | 25 iunie 2022                         |
| Gilgit-Baltistan                                       | Pakistan · (Provincie autonomâ)                                                  | Guvernatori (succesivi)                                                                            | Raja Jalal Hussain Maqpoon             | 30 septembrie 2018                    |
| Gilgit-Baltistan                                       | Pakistan · (Provincie autonomâ)                                                  | Ministru Șef                                                                                       | Khalid Khurshid Khan                   | 1 decembrie 2020                      |
| Groenlanda                                             | Danemarca · (Regiune autonomă)                                                   | Regină a Danemarcei                                                                                | Margareta a II-a                       | 14 ianuarie 1972                      |
| Groenlanda                                             | Danemarca · (Regiune autonomă)                                                   | Înalți comisari (Rigsombudsmandur) (succesive)                                                     | Julie Præst Wilche                     | 1 mai 2022                            |
| Groenlanda                                             | Danemarca · (Regiune autonomă)                                                   | Înalți comisari (Rigsombudsmandur) (succesive)                                                     | Mikaela Engell                         | 1 aprilie 2011                        |
| Groenlanda                                             | Danemarca · (Regiune autonomă)                                                   | Premier (conducător al Guvernului Landsstyreformanden)                                             | Múte B. Egede                          | 23 aprilie 2021                       |
| Hirshabeelle                                           | Somalia · (Stat autonom în cadrul Somaliei)                                      | Președinți ai Republicii Federale Somalia (succesivi)                                              | Hassan Sheikh Mohamud                  | 15 mai 2022                           |
| Hirshabeelle                                           | Somalia · (Stat autonom în cadrul Somaliei)                                      | Președinți ai Republicii Federale Somalia (succesivi)                                              | Mohamed Abdullahi Mohamed              | 8 februarie 2017                      |
| Hirshabeelle                                           | Somalia · (Stat autonom în cadrul Somaliei)                                      | Președinte                                                                                         | Ali Abdullahi Hussein                  | 2 noiembrie 2020                      |
| Hong Kong (sau Xianggang)                              | China (Regiune administrativă specială)                                          | Președinte al Republicii Populare Chineze                                                          | Xi Jinping                             | 14 martie 2013                        |
| Hong Kong (sau Xianggang)                              | China (Regiune administrativă specială)                                          | Șefi ai executivului (succesivi)                                                                   | John Lee                               | 1 iulie 2022                          |
| Hong Kong (sau Xianggang)                              | China (Regiune administrativă specială)                                          | Șefi ai executivului (succesivi)                                                                   | Carrie Lam                             | 1 iulie 2017                          |
| Jubaland                                               | Somalia · (Stat autonom în cadrul Somaliei)                                      | Președinți ai Republicii Federale Somalia (succesivi)                                              | Hassan Sheikh Mohamud                  | 15 mai 2022                           |
| Jubaland                                               | Somalia · (Stat autonom în cadrul Somaliei)                                      | Președinți ai Republicii Federale Somalia (succesivi)                                              | Mohamed Abdullahi Mohamed              | 8 februarie 2017                      |
| Jubaland                                               | Somalia · (Stat autonom în cadrul Somaliei)                                      | Președinte                                                                                         | Sheikh Ahmed Mohamed Islam "Madobe" ,  | 20 ianuarie 2014                      |
| Karakalpakstan                                         | Uzbekistan · (Republică autonomă)                                                | Președinte al Republicii Uzbekistan                                                                | Shavkat Mirziyoyev ,                   | 8 septembrie 2016                     |
| Karakalpakstan                                         | Uzbekistan · (Republică autonomă)                                                | Președinți ai Jokargy Kenes (succesivi)                                                            | Amanbay Orynbayev                      | 26 august 2022                        |
| Karakalpakstan                                         | Uzbekistan · (Republică autonomă)                                                | Președinți ai Jokargy Kenes (succesivi)                                                            | Murad Kamalov                          | 2 octombrie 2020                      |
| Karakalpakstan                                         | Uzbekistan · (Republică autonomă)                                                | Președinți ai Consiliului de Miniștri (succesivi)                                                  | Amanbai Orynbayev                      | 26 august 2022                        |
| Karakalpakstan                                         | Uzbekistan · (Republică autonomă)                                                | Președinți ai Consiliului de Miniștri (succesivi)                                                  | Kakhraman Sariyev                      | 14 octombrie 2016                     |
| Kurdistanul Irakian                                    | Irak · (Regiune autonomă)                                                        | Președinți ai Republicii Irak (succesivi)                                                          | Abdul Latif Rașid                      | 13 octombrie 2022                     |
| Kurdistanul Irakian                                    | Irak · (Regiune autonomă)                                                        | Președinți ai Republicii Irak (succesivi)                                                          | Barham Salih                           | 2 octombrie 2018                      |
| Kurdistanul Irakian                                    | Irak · (Regiune autonomă)                                                        | Președinte                                                                                         | Nechervan Barzani ,                    | 10 iunie 2019                         |
| Kurdistanul Irakian                                    | Irak · (Regiune autonomă)                                                        | Prim-ministru                                                                                      | Masrour Barzani                        | 10 iulie 2019                         |
| Macao (sau Àomén)                                      | China (Regiune administrativă specială)                                          | Președinte al Republicii Populare Chineze                                                          | Xi Jinping                             | 14 martie 2013                        |
| Macao (sau Àomén)                                      | China (Regiune administrativă specială)                                          | Șef al executivului                                                                                | Ho Iat Seng                            | 20 decembrie 2019                     |
| Madeira, Insulele                                      | Portugalia · (Regiune autonomă)                                                  | Președinte al Republicii Portugheze                                                                | Marcelo Rebelo de Sousa                | 9 martie 2016                         |
| Madeira, Insulele                                      | Portugalia · (Regiune autonomă)                                                  | Reprezentant al Republicii Portugheze                                                              | Irineu Cabral Barreto                  | 11 aprilie 2011                       |
| Madeira, Insulele                                      | Portugalia · (Regiune autonomă)                                                  | Președinte al Guvernului                                                                           | Miguel Albuquerque                     | 20 aprilie 2015                       |
| Melilla                                                | Spania · (Oraș autonom al Spaniei)                                               | Rege al Spaniei                                                                                    | Felipe al VI-lea                       | 17 iunie 2014                         |
| Melilla                                                | Spania · (Oraș autonom al Spaniei)                                               | Delegatǎ a Guvernului spaniol                                                                      | Sabrina Moh Abdelkader                 | 19 iunie 2018                         |
| Melilla                                                | Spania · (Oraș autonom al Spaniei)                                               | Primar președinte                                                                                  | Eduardo de Castro González             | 15 iunie 2019                         |
| Nahicivan                                              | Azerbaidjan · (Republică autonomă)                                               | Președinte al Republicii Azerbaidjan                                                               | Ilham Aliyev ,                         | 15 octombrie 2003                     |
| Nahicivan                                              | Azerbaidjan · (Republică autonomă)                                               | Reprezentant al președintelui Republicii Azerbaidjan                                               | Fuad Nacafli                           | 22 decembrie 2022                     |
| Nahicivan                                              | Azerbaidjan · (Republică autonomă)                                               | Președinți ai Consiliului Suprem (succesivi)                                                       | Azer Zeynalov (interimar)              | 21 decembrie 2022                     |
| Nahicivan                                              | Azerbaidjan · (Republică autonomă)                                               | Președinți ai Consiliului Suprem (succesivi)                                                       | Vasif Talıbov                          | 16 decembrie 1995                     |
| Nahicivan                                              | Azerbaidjan · (Republică autonomă)                                               | Prim-ministru                                                                                      | Sabuhi Mammadov                        | 23 mai 2020                           |
| Nevis, Insula                                          | Sfântul Cristofor și Nevis · (Insulă autonomă)                                   | Monarhi ai Sfântului Cristofor și Nevisului (succesivi)                                            | Charles al III-lea (rege)              | 8 septembrie 2022                     |
| Nevis, Insula                                          | Sfântul Cristofor și Nevis · (Insulă autonomă)                                   | Monarhi ai Sfântului Cristofor și Nevisului (succesivi)                                            | Elisabeta a II-a (regină)              | 19 septembrie 1979                    |
| Nevis, Insula                                          | Sfântul Cristofor și Nevis · (Insulă autonomă)                                   | Guvernator general al Sfântului Cristofor și Nevisului                                             | sir Samuel Weymouth Tapley Seaton      | 19 mai 2015                           |
| Nevis, Insula                                          | Sfântul Cristofor și Nevis · (Insulă autonomă)                                   | Viceguvernatoare generalǎ                                                                          | Hyleta Liburd                          | 31 august 2018                        |
| Nevis, Insula                                          | Sfântul Cristofor și Nevis · (Insulă autonomă)                                   | Prim-ministru                                                                                      | Mark Brantley                          | 19 decembrie 2017                     |
| Paștelui, Insula                                       | Chile · (Provincie)                                                              | Președinți ai Republicii Chile (succesivi)                                                         | Gabriel Boric                          | 11 martie 2022                        |
| Paștelui, Insula                                       | Chile · (Provincie)                                                              | Președinți ai Republicii Chile (succesivi)                                                         | Sebastián Piñera                       | 11 martie 2018                        |
| Paștelui, Insula                                       | Chile · (Provincie)                                                              | Delegați prezidențiali provinciali (succesivi)                                                     | Juliette Hotus Paoa                    | 11 martie 2022                        |
| Paștelui, Insula                                       | Chile · (Provincie)                                                              | Delegați prezidențiali provinciali (succesivi)                                                     | René De la Puente Hey                  | 14 iulie 2021                         |
| Paștelui, Insula                                       | Chile · (Provincie)                                                              | Primar                                                                                             | Pedro Edmunds Paoa                     | noiembrie 2012                        |
| Principe, Insula                                       | São Tomé și Príncipe · (Provincie cu autoguvernare)                              | Președinte al Republicii Sao Tome și Principe                                                      | Carlos Vila Nova                       | 2 octombrie 2021                      |
| Principe, Insula                                       | São Tomé și Príncipe · (Provincie cu autoguvernare)                              | Președinte al guvernului regional                                                                  | Filipe Nascimento                      | 18 august 2020                        |
| Prințul Eduard, Insulele                               | Africa de Sud · (Insule izolate și nelocuite atașate orașului Cape Town)         | Președinte al Republicii Africa de Sud                                                             | Cyril Ramaphosa                        | 14 februarie 2018                     |
| Prințul Eduard, Insulele                               | Africa de Sud · (Insule izolate și nelocuite atașate orașului Cape Town)         | Primar al orașului Cape Town                                                                       | Geordin Hill-Lewis                     | 18 noiembrie 2021                     |
| Prințul Eduard, Insulele                               | Africa de Sud · (Insule izolate și nelocuite atașate orașului Cape Town)         | Directoare a Infrastructurii de Cercetare Polară a Africii de Sud (SAPRI)                          | Juliet Hermes (interimară)             | 2022                                  |
| Prințul Eduard, Insulele                               | Africa de Sud · (Insule izolate și nelocuite atașate orașului Cape Town)         | Director de Asistență pentru Oceanul de Sud și Antarctica                                          | funcție ȋnlocuitǎ                      | iunie 2022                            |
| Prințul Eduard, Insulele                               | Africa de Sud · (Insule izolate și nelocuite atașate orașului Cape Town)         | Director de Asistență pentru Oceanul de Sud și Antarctica                                          | Nishendra Devanunthan                  | 1 iulie 2013                          |
| Puntland (vezi și : §14)                               | Somalia · (Stat autonom în cadrul Somaliei                                       | Președinți ai Republicii Federale Somalia (succesivi)                                              | Hassan Sheikh Mohamud                  | 15 mai 2022                           |
| Puntland (vezi și : §14)                               | Somalia · (Stat autonom în cadrul Somaliei                                       | Președinți ai Republicii Federale Somalia (succesivi)                                              | Mohamed Abdullahi Mohamed              | 8 februarie 2017                      |
| Puntland (vezi și : §14)                               | Somalia · (Stat autonom în cadrul Somaliei                                       | Președinte                                                                                         | Said Abdullahi Deni                    | 8 ianuarie 2019                       |
| Rodrigues, Insula                                      | Mauritius · (Insulă autonomă)                                                    | Președinte al Republicii Mauritius                                                                 | Pritvirajsing Roopun                   | 2 decembrie 2019                      |
| Rodrigues, Insula                                      | Mauritius · (Insulă autonomă)                                                    | Comisari Șefi (succesivi)                                                                          | Johnson Roussety                       | 5 martie 2022                         |
| Rodrigues, Insula                                      | Mauritius · (Insulă autonomă)                                                    | Comisari Șefi (succesivi)                                                                          | Louis Serge Clair                      | 11 februarie 2012                     |
| Rodrigues, Insula                                      | Mauritius · (Insulă autonomă)                                                    | Directori Generali (succesivi)                                                                     | Jean-Claude Pierre-Louis               | 21 martie 2022                        |
| Rodrigues, Insula                                      | Mauritius · (Insulă autonomă)                                                    | Directori Generali (succesivi)                                                                     | Jacques Davis Hee Hong Wye             | 13 februarie 2012                     |
| Rosalind, Bancul (sau Bancul Rosalinda sau Rosa Linda) | Columbia · (Atol submers nelocuit)                                               | Președinți ai Republicii Columbia (succesivi)                                                      | Gustavo Petro                          | 7 august 2022                         |
| Rosalind, Bancul (sau Bancul Rosalinda sau Rosa Linda) | Columbia · (Atol submers nelocuit)                                               | Președinți ai Republicii Columbia (succesivi)                                                      | Iván Duque Márquez                     | 1 august 2018                         |
| Rosalind, Bancul (sau Bancul Rosalinda sau Rosa Linda) | Columbia · (Atol submers nelocuit)                                               | Guvernatori ai departamentului San Andrés y Providencia (succesivi)                                | Everth Julio Hawkins Sjogreen          | 22 aprilie 2022                       |
| Rosalind, Bancul (sau Bancul Rosalinda sau Rosa Linda) | Columbia · (Atol submers nelocuit)                                               | Guvernatori ai departamentului San Andrés y Providencia (succesivi)                                | Alen Leonardo Jay Stephens (interimar) | 8 octombrie 2021                      |
| Serranilla, Bancul                                     | Columbia · (Insulǎ nelocuitǎ)                                                    | Președinți ai Republicii Columbia (succesivi)                                                      | Gustavo Petro                          | 7 august 2022                         |
| Serranilla, Bancul                                     | Columbia · (Insulǎ nelocuitǎ)                                                    | Președinți ai Republicii Columbia (succesivi)                                                      | Iván Duque Márquez                     | 1 august 2018                         |
| Serranilla, Bancul                                     | Columbia · (Insulǎ nelocuitǎ)                                                    | Guvernatori ai departamentului San Andrés y Providencia (succesivi)                                | Everth Julio Hawkins Sjogreen          | 22 aprilie 2022                       |
| Serranilla, Bancul                                     | Columbia · (Insulǎ nelocuitǎ)                                                    | Guvernatori ai departamentului San Andrés y Providencia (succesivi)                                | Alen Leonardo Jay Stephens (interimar) | 8 octombrie 2021                      |
| Sigavé                                                 | Wallis și Futuna (Regat tradițional)                                             | Administrator superior al Wallis și Futuna                                                         | Hervé Jonathan                         | 11 ianuarie 2021                      |
| Sigavé                                                 | Wallis și Futuna (Regat tradițional)                                             | Rege (Sau)                                                                                         | Eufenio Takala                         | 5 martie 2016                         |
| Sigavé                                                 | Wallis și Futuna (Regat tradițional)                                             | Prim-ministru (Kaifakaului)                                                                        | Emiliano Keletaona                     | 30 ianuarie 2019                      |
| Somalia de Sud-Vest                                    | Somalia · (Stat autonom în cadrul Somaliei)                                      | Președinți ai Republicii Federale Somalia (succesivi)                                              | Hassan Sheikh Mohamud                  | 15 mai 2022                           |
| Mohamed Abdullahi Mohamed                              | Somalia · (Stat autonom în cadrul Somaliei)                                      | Președinți ai Republicii Federale Somalia (succesivi)                                              | 8 februarie 2017                       |                                       |
| Președinte                                             | Somalia · (Stat autonom în cadrul Somaliei)                                      | Abdiaziz Hassan Mohamed                                                                            | 19 decembrie 2018                      |                                       |
| Tobago, Insula                                         | Trinidad și Tobago (Regiune autonomă)                                            | Președintă a Republicii Trinidad și Tobago                                                         | Paula-Mae Weekes                       | 19 martie 2018                        |
| Tobago, Insula                                         | Trinidad și Tobago (Regiune autonomă)                                            | Secretar șef al Camerii Adunării                                                                   | Farley Chavez Augustine                | 9 decembrie 2021                      |
| Uvea (vezi și : §14)                                   | Wallis și Futuna (Regat tradițional)                                             | Administrator superior al Wallis și Futuna                                                         | Hervé Jonathan                         | 11 ianuarie 2021                      |
| Uvea (vezi și : §14)                                   | Wallis și Futuna (Regat tradițional)                                             | Rege (Lavelua)                                                                                     | Patalione Kanimoa                      | 17 aprilie 2016                       |
| Uvea (vezi și : §14)                                   | Wallis și Futuna (Regat tradițional)                                             | Prim-ministru (Kalae Kivalu)                                                                       | Mikaele Halagahu                       | 17 aprilie 2016                       |
| Voivodina                                              | Serbia · (Provincie autonomă)                                                    | Președinte al Republicii Serbia                                                                    | Aleksandar Vučić                       | 31 mai 2017                           |
| Voivodina                                              | Serbia · (Provincie autonomă)                                                    | Președinte al Adunǎrii                                                                             | Ištvan Pastor                          | 22 iunie 2012                         |
| Voivodina                                              | Serbia · (Provincie autonomă)                                                    | Președinte al Guvernului                                                                           | Igor Mirović                           | 20 iunie 2016                         |
| Zanzibar, Arhipelagul                                  | Tanzania · (Entitate administrativă autonomă)                                    | Președintă a Republicii Tanzania                                                                   | Samia Suluhu                           | 17 martie 2021                        |
| Zanzibar, Arhipelagul                                  | Tanzania · (Entitate administrativă autonomă)                                    | Președinte                                                                                         | Hussein Mwinyi                         | 3 noiembrie 2020                      |

## Teritorii nesuverane neutre sau cu statut contestat
| Teritoriu         | Suveranitate și statut |
| ----------------- | --- |
| Paracel, Insulele | Arhipelag ocupat de facto de Republica Populară Chineză. Revendicat de Taiwan și de Vietnam. |
| Spratly, Insulele | Arhipelag revendicat integral de Republica Populară Chineză, Taiwan și Vietnam. Porțiuni revendicate de Filipine și Malaezia. Brunei revendică o zonă de pescuit care se suprapune peste insulele de sud dar nu a formulat revendicări formale. 45 de insule sunt ocupate de mici forțe militare ale Republicii Populare Chineze, Taiwanului, Filipinelor și Malaeziei. |
| Țara Marie Byrd   | Teritoriu nerevendicat, considerat ca aparținând Statelor Unite ale Americii, deși nu există o revendicare formală. |

## Guverne în exil și / sau alterantive
| Entitate | Suveranitate recunoscută Internațional În concurență cu (Statut) | Funcția                                                                         | Numele                                                                                               | Începând cu       |
| --- | --- | ------------------------------------------------------------------------------- | --- | ----------------- |
| Republica Islamică Afganistan | Emiratul Islamic Afganistan Guvernul Emiratului Islamic Afganistan (Guvernul în exil al Republicii Islamice Afganistan)                                                                          | Președinte                                                                      | Amrullah Saleh (interimar)                                                                           | 6 septembrie 2021 |
| Republica Autonemă Abhazia (vezi și : §2) | Georgia · Guvernul Republicii independente Abhazia · (Guvernul Republicii Autoneme Abhazia) | Președinte al Consliului Suprem                                                 | Jemal Gamakharia                                                                                     | 8 aprilie 2019    |
| Republica Autonemă Abhazia (vezi și : §2) | Georgia · Guvernul Republicii independente Abhazia · (Guvernul Republicii Autoneme Abhazia) | Președinte al Guvernului                                                        | Ruslan Abashidze                                                                                     | 1 mai 2019        |
| Belarus | Belarus · Guvernul Republicii Belarus · Republica Populară Belarus · (Guvern în exil) | Președintă a Radei                                                              | Ivonka Survilla                                                                                      | 1997              |
| Belarus | Belarus · Guvernul Republicii Belarus · Administrația Popularǎ Anticrizǎ · (Organizație de tip guvern din umbrǎ.)                                                                                | Președintă a Consiliului de coordonare                                          | Svetlana Tihanovskaia                                                                                | 14 august 2020    |
| Belarus | Belarus · Guvernul Republicii Belarus · Administrația Popularǎ Anticrizǎ · (Organizație de tip guvern din umbrǎ.)                                                                                | Șef al Administrației Populare Anticrizǎ                                        | Pavel Latușko                                                                                        | 26 octombrie 2020 |
| Belarus | Belarus · Guvernul Republicii Belarus · Cabinetul Unit de Tranziție · (Guvern alteranativ în exil)                                                                                               | Președintă a Consiliului de coordonare                                          | Svetlana Tihanovskaia                                                                                | 14 august 2020    |
| Belarus | Belarus · Guvernul Republicii Belarus · Cabinetul Unit de Tranziție · (Guvern alteranativ în exil)                                                                                               | Șefǎ a Cabinetului Unit de Tranziție                                            | Svetlana Tihanovskaia                                                                                | 9 august 2022     |
| Guvernul de Unitate Națională al Birmaniei | Birmania · Guvernul interimar al Republicii Uniunii Birmania · (Guvern alternatv provizoriu) | Președinți                                                                      | Win Myint , (corevendicator ȋncepȃnd cu 2 martie 2021)                                               | 16 aprilie 2021   |
| Guvernul de Unitate Națională al Birmaniei | Birmania · Guvernul interimar al Republicii Uniunii Birmania · (Guvern alternatv provizoriu) | Președinți                                                                      | Duwa Lashi La (interimar) (corevendicator ȋncepȃnd cu 16 aprilie 2021)                               | 16 aprilie 2021   |
| Guvernul de Unitate Națională al Birmaniei | Birmania · Guvernul interimar al Republicii Uniunii Birmania · (Guvern alternatv provizoriu) | Șefi ai guvernului                                                              | Aung San Suu Kyi , (consilierǎ de Stat - prim-ministru) (corevendicatoare ȋncepȃnd cu 2 martie 2021) | 16 aprilie 2021   |
| Guvernul de Unitate Națională al Birmaniei | Birmania · Guvernul interimar al Republicii Uniunii Birmania · (Guvern alternatv provizoriu) | Șefi ai guvernului                                                              | Mahn Win Khaing Than , (prim-ministru) (corevendicator ȋncepȃnd cu 16 aprilie 2021)                  | 16 aprilie 2021   |
| Crimeea | Ucraina · Guvernul Federației Ruse · Republica Crimeea din cadrul Frderației Ruse · (Administrația în exil a Republicii Autonome Crimea)                                                         | Președinte al Ucrainei                                                          | Volodymyr Zelensky                                                                                   | 20 mai 2019       |
| Crimeea | Ucraina · Guvernul Federației Ruse · Republica Crimeea din cadrul Frderației Ruse · (Administrația în exil a Republicii Autonome Crimea)                                                         | Reprezentanți ai președintelui Ucrainei (succesivi)                             | Tamila Tasheva                                                                                       | 25 aprilie 2022   |
| Crimeea | Ucraina · Guvernul Federației Ruse · Republica Crimeea din cadrul Frderației Ruse · (Administrația în exil a Republicii Autonome Crimea)                                                         | Reprezentanți ai președintelui Ucrainei (succesivi)                             | Anton Korynevych                                                                                     | 25 iunie 2019     |
| Guvernul Alternativ al Estoniei | Estonia · Guvernul Republicii Estonia · (Guvern succesor al guvernului în exil din timpul ocupației sovietice)                                                                                   | Președinte                                                                      | Kalev Ots                                                                                            | 28 noiembrie 2003 |
| Guvernul Alternativ al Estoniei | Estonia · Guvernul Republicii Estonia · (Guvern succesor al guvernului în exil din timpul ocupației sovietice)                                                                                   | Prim-ministru                                                                   | Edgar Salin (prim ministru adjunct)                                                                  | 8 iulie 2019      |
| Gaza, Fȃșia (vezi și : §6) | Autoritatea Națională Palestiniană Guvernul Autoritǎții Naționale Palestiniene (Guvern al Hamas ȋn Fâșia Gaza)                                                                                   | Președinte al Comitetului guvernamental pentru gestionarea problemelor din Gaza | Issam al-Da’alis                                                                                     | 15 iunie 2021     |
| Khatumo | Somalia · Guvernul Republicii Somalia · Somaliland · Puntland · (Guvernul statului autonom Khatumo)                                                                                              | Președinte                                                                      | Abdallah Haybe Agalule                                                                               | 7 august 2017     |
| Administrația sârbă a Kosovo | Serbia sau Kosovo · Guvernul Kosovo · (Provincia Autonomă Kosovo și Metohia din cadrul Republicii Serbia)                                                                                        | Director al Biroului pentru Kosovo și Metohia                                   | Petar Petković                                                                                       | 9 octombrie 2020  |
| Administrația sârbă a Kosovo | Serbia sau Kosovo · Guvernul Kosovo · (Provincia Autonomă Kosovo și Metohia din cadrul Republicii Serbia)                                                                                        | Prefect al distrctului Kosovo                                                   | Srđan Popović                                                                                        | 18 noiembrie 2021 |
| Administrația sârbă a Kosovo | Serbia sau Kosovo · Guvernul Kosovo · (Provincia Autonomă Kosovo și Metohia din cadrul Republicii Serbia)                                                                                        | Prefect al distrctului Kosovo-Pomoravlje                                        | Davor Petković                                                                                       | 26 august 2021    |
| Administrația sârbă a Kosovo | Serbia sau Kosovo · Guvernul Kosovo · (Provincia Autonomă Kosovo și Metohia din cadrul Republicii Serbia)                                                                                        | Prefect al distrctului Kosovska Mitrovica                                       | Vučina Janković                                                                                      | 16 august 2021    |
| Administrația sârbă a Kosovo | Serbia sau Kosovo · Guvernul Kosovo · (Provincia Autonomă Kosovo și Metohia din cadrul Republicii Serbia)                                                                                        | Prefect al distrctului Peć                                                      | Milo Stevanović                                                                                      | 21 martie 2020    |
| Administrația sârbă a Kosovo | Serbia sau Kosovo · Guvernul Kosovo · (Provincia Autonomă Kosovo și Metohia din cadrul Republicii Serbia)                                                                                        | Prefect al distrctului Prizren                                                  | funcție vacantă                                                                                      | 2020              |
| Administrația Autonomă a Siriei de Nord și Est , | Siria · Guvernul Republicii Arabe Siriene · Administrațiile unor guvernorate ale Republicii Arabe Siriene · (Regiune autonomă autoproclamată)                                                    | Copreședinți ai Consiliului Executiv                                            | Berivan Xalid și Abdul Hamid Mahbash                                                                 | 6 septembrie 2018 |
| Guvernul Stabilității Naționale al Libiei | Libia · Guvernul de Unitate Națională al Libiei · Guvern alternativ aprobat de Camera Reprezentanților din Libia și susținut de Armata Națională Libiană.                                        | Prim-ministru                                                                   | Fathi Bashagha (corevendicator ȋncepȃnd cu 3 martie 2022)                                            | 3 martie 2022     |
| Maluku (Insulelor Moluce) de Sud, Republica | Indonezia · Guvernul Republicii Indonezia · Administrația provinciei Maluku din cadrul Republicii Indonezia · (Guvernul în exil al Republicii Maluku Selantan)                                   | Președinte                                                                      | John Wattilete                                                                                       | 17 aprilie 2010   |
| Entitatea Provizorie Osetia de Sud (vezi și : §2) | Georgia · Guvernul Republicii independente Osetia de Sud-Alania · (Guvernul Entității Provizorii Osetia de Sud)                                                                                  | Șefi ai Administrației Provizorii (succesivi)                                   | Tamaz Bestaev                                                                                        | 4 noiembrie 2022  |
| Entitatea Provizorie Osetia de Sud (vezi și : §2) | Georgia · Guvernul Republicii independente Osetia de Sud-Alania · (Guvernul Entității Provizorii Osetia de Sud)                                                                                  | Șefi ai Administrației Provizorii (succesivi)                                   | Dmitri Sanakoïev                                                                                     | 10 mai 2007       |
| Opoziția siriană | Siria · Guvernul Rpublicii Arabe Siriene · Guvernul de Salvare · Guvernul Interimar al Siriei · (Guvern alternativ al opoziției siriene)                                                         | Președinte al Coaliției Naționale a Forțelor de Opoziție și a Revoluției        | Salem al-Meslet                                                                                      | 12 iulie 2021     |
| Opoziția siriană | Siria · Guvernul Rpublicii Arabe Siriene · Guvernul de Salvare · Guvernul Interimar al Siriei · (Guvern alternativ al opoziției siriene)                                                         | Prim-ministru                                                                   | Abdurrahman Mustafa , (interimar) (corevendicator ȋncepȃnd cu 30 iunie 2019)                         | 30 iunie 2019     |
| Opoziția siriană | Siria · Guvernul Republicii Arabe Siriene · Guvernul Interimar al Siriei · Guvernul de Salvare · (Guvern alternativ al opoziției siriene)                                                        | Președinre al Consilului General al Shura                                       | Mustafa al-Mousa                                                                                     | 24 aprilie 2020   |
| Opoziția siriană | Siria · Guvernul Republicii Arabe Siriene · Guvernul Interimar al Siriei · Guvernul de Salvare · (Guvern alternativ al opoziției siriene)                                                        | Prim ministru                                                                   | Ali Keddah (corevendicator ȋncepȃnd cu 16 decembrie 2019)                                            | 16 decembrie 2019 |
| Administrația Centrală Tibetană | China Guvernul Republicii Populare Chineze Administeația Regiunii autonome Xizang din cadrul Republicii Populare Chineze (Guvern în exil)                                                        | Dalai Lama                                                                      | Tenzin Gyatso                                                                                        | 25 august 1939    |
| Administrația Centrală Tibetană | China Guvernul Republicii Populare Chineze Administeația Regiunii autonome Xizang din cadrul Republicii Populare Chineze (Guvern în exil)                                                        | Președinte al Administrației Centrale (Sikyong)                                 | Penpa Tsering                                                                                        | 27 mai 2021       |
| Guvernul Opoziției din Venezuela | Venezuela · Guvernul președintelui Nicolás Maduro · (Guvern alternativ) | Președinte                                                                      | Juan Guaidó , (interimar) (corevendicator ȋncepȃnd cu 23 ianuarie 2019)                              | 23 ianuarie 2019  |
| <refref name="drhu"> Drapelul Houthis folosit ȋn mod uzual pentru a ilustra regimul Houtis din Yemen. </ref> Guvernul Salvǎrii Naționale al Yemenului | Yemen Guvernul Republicii Yemen (Guvern alternativ instituit de Consiliul Politic Suprem al Yemenului)                                                                                           | Președinte al Consiliului Politic Suprem                                        | Mahdi al-Mushat , (corevendicator ȋncepȃnd cu 23 aprilie 2018)                                       | 23 aprilie 2018   |
| <refref name="drhu"> Drapelul Houthis folosit ȋn mod uzual pentru a ilustra regimul Houtis din Yemen. </ref> Guvernul Salvǎrii Naționale al Yemenului | Yemen Guvernul Republicii Yemen (Guvern alternativ instituit de Consiliul Politic Suprem al Yemenului)                                                                                           | Prim-ministru                                                                   | Abdel-Aziz bin Habtour (corevendicator ȋncepȃnd cu 28 noiembrie 2016)                                | 28 noiembrie 2016 |
| Consiliul de Tranziție al Sudului Yemenului | Yemen · Guvernul Republicii Yemen · Guvernul Salvǎrii Naționale al Yemenului · Administrațiile unor guvernorate ale Republicii Yemen · (Guvernul Consiliului de Tranaziție al Sudului Yemenului) | Președinte al Comisiei Prezidențiale                                            | Aidarus al-Zoubaidi                                                                                  | 11 mai 2017       |